# Колекція графіки в Ермітажі

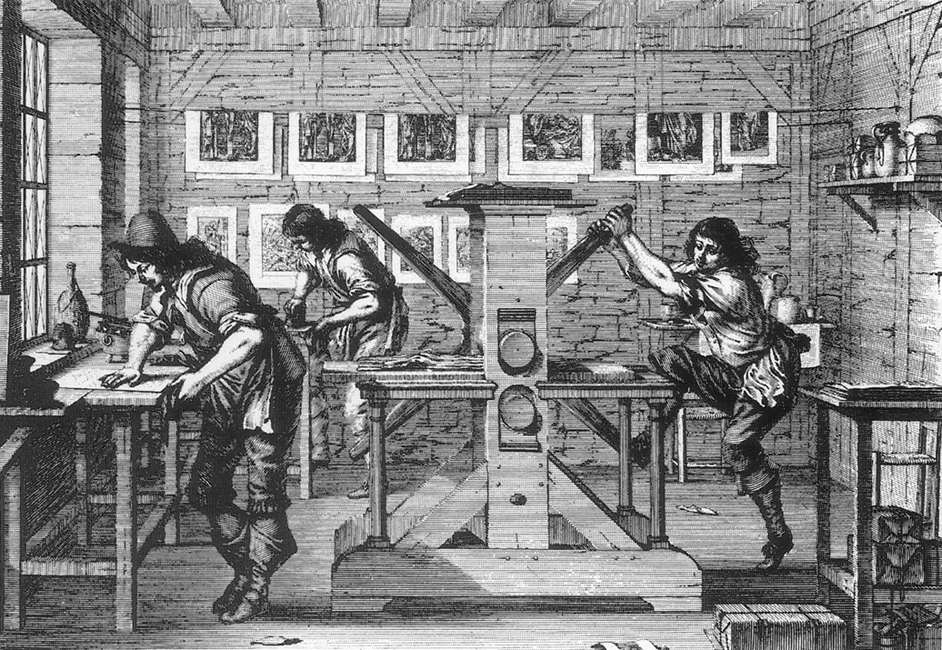
Абрахам Босс. Майстерня офортів, 1642 р. Ермітаж.

Ермітаж, друкована графіка — музейна збірка друкованої графіки, що висвітлює шлях її розвитку переважно в західноєвропейських країнах за період 15-20 століть.

## Історія створення колекцій у 18 ст

Так званий Малий Ермітаж.

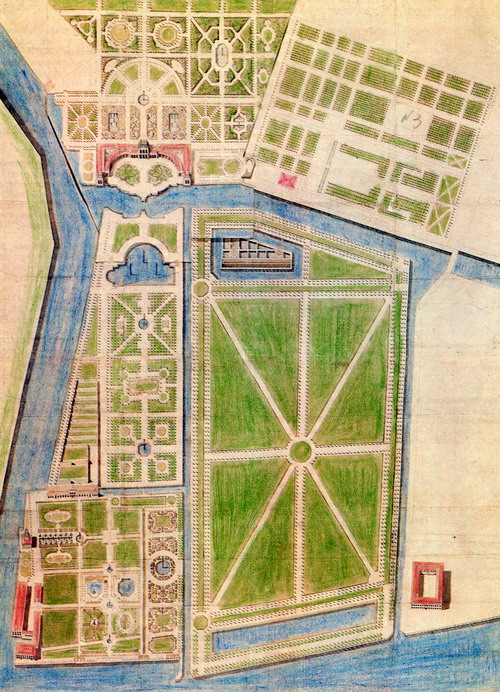
Олександр Леблон. Проект збільшення Літнього саду. Первісно в колекції малюнків і креслень архітекторів Петра І. 1717 р.

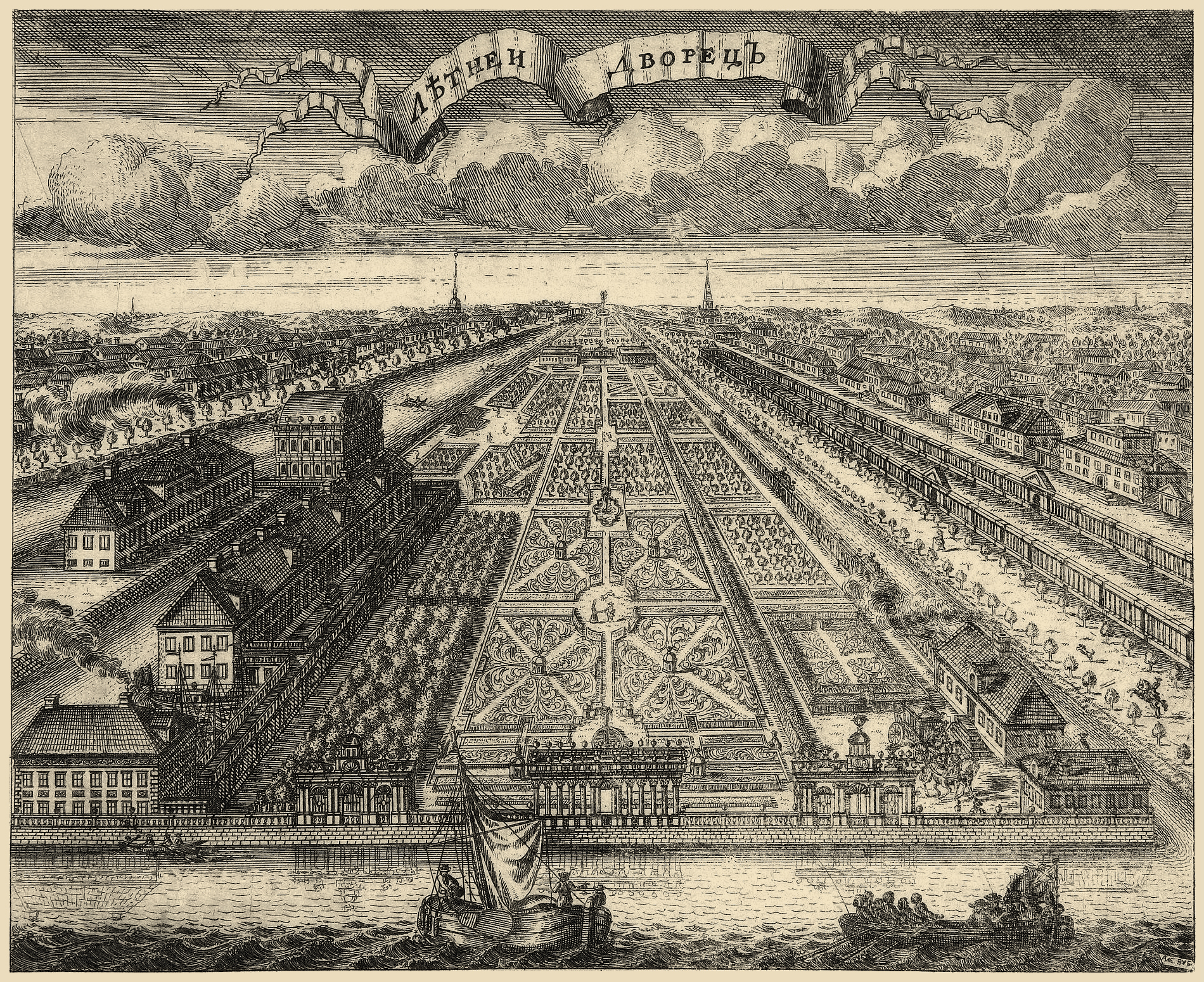
Літний палац Петра I та Літний сад, 1716 р., гравер О. Зубов

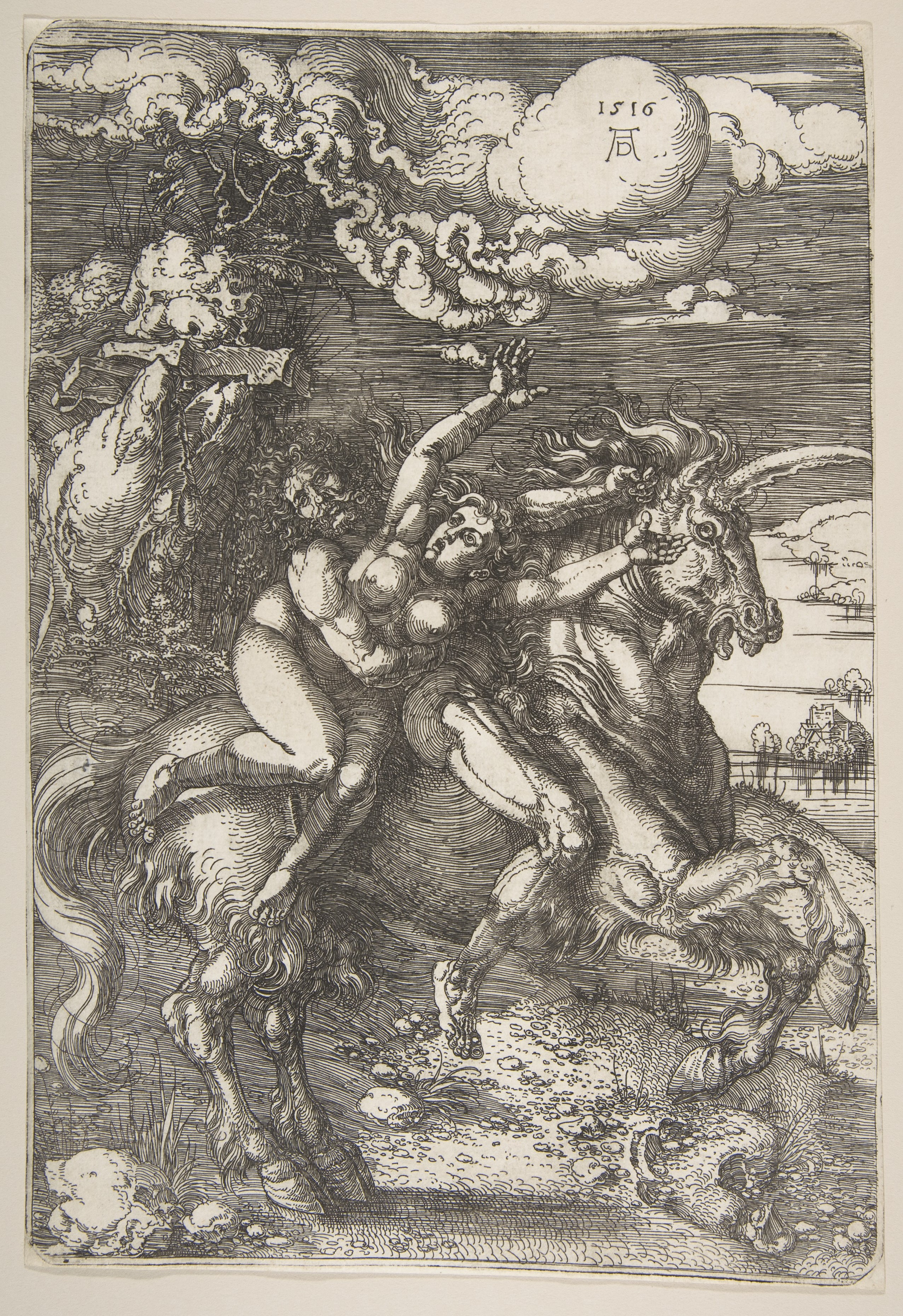
Дюрер. «Викрадення Прозерпіни», 1516 р. Зразки в різних музех.

Історія створення колекцій друкованої графіки збігалась із створенням колекцій живопису. Формально колекція друкованої графіки була частиною картинної галереї Імператорського Ермітажу і чотири перші десятиліття була її складовою частиною. В ці початкові чотири десятиліття гравюри, естампи та малюнки надходили в складі картин і гравюр з придбаними приватними збірками (збірка графа Кобенцля 1768 р., збірка графа Генріха Брюля 1769 р., лорда Волполя 1779 р., князя Григорія Потьомкіна (по його смерті) 1792 р. тощо.) Зростанню збірок друкованої графіки сприяли також придбання цілих партій і окремих коштовних зразків як за кордоном, так і в петербурзьких крамницях у Вейтбрехта, Роспіні та ін.
1805 року колекція збільшилась настільки, що керівники припалацового музею організували кабінет естампів (первісна його назва — Третє відділення музею).

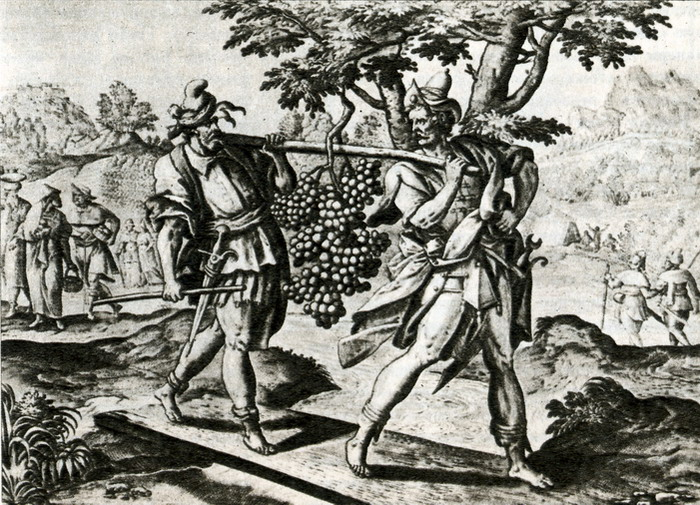
Біблія Піскатора, «Повернення із Ханаана», мідьорит

Але видатні зразки друкованої графіки періодично потрапляли в Московію набагато раніше. Відомо, що місцеві мініатюристи і художники-фрескісти були обізнані із зразками графіки того ж Альбрехта Дюрера ще в 16-му, з офортами голландців — в 17 століттях. Коштовні графічні аркуші Дюрера високо поціновувались в Європі і викликали хвилю копій та підробок. Італієць Маркантоніо Раймонді навіть потрапив в скандальну історію, бо відтворив в гравюрі малюнки Дюрера і торгував ними з монограмами Дюрера як оригіналами. Низка підроблених гравюр Дюрера була придбана і в колекцію австрійського курфюрста. Більше того, московському царю Івану Грозному дарували як «Хроніку» Гартмана Шеделя, частку гравюр до якої створив Міхаель Вольгемут, перший вчитель Дюрера та окремі зразки гравюр самого Дюрера. Візантійські смаки московитів спонукали агресивно не сприймати досягнення європейського відродження в живопису, але ставлення до реалістичної графіки було терплячим. Більш прихильним ставлення до західноєвропейської графіки сформувалось в 17 ст., коли досягнення графіків Голландії вже неможливо було ігнорувати. Знайомство з нею прийшло разом з виданням Біблії Піскатора, добре відомої на землях і України, і Московії.
Відносно великою була і перша колекція графічних творів, котру зібрав Петро І, палкий прихильник Голландії та її мистецтва. По смерті царя його збірки гравюр, креслень архітекторів і малюнків потрапила в Бібліотеку петербурзької Академії наук. Згодом її передадуть до збірок Ермітажу і вона надасть рідкісні малюнки італійця Ніколо Мікетті (1675—1759), проекти Олександра Леблона (1679—1719), офорти голландців Яна Лівенса (1607—1674), помічника Рембрандта і тих, котрих запросили на працю в Петербург (Адриан Шхонебек, Пітер Пікарт, Х. Марселлус, П. Шенк). Графіка на цьому етапі випереджала розвитком петербурзький живопис і скоро виникли перші десятки аркушів вже російських майстрів друкованої графіки (Зубов Олексій Федорович, А. Ростовцев, Є. Виноградов).

## У 19 ст

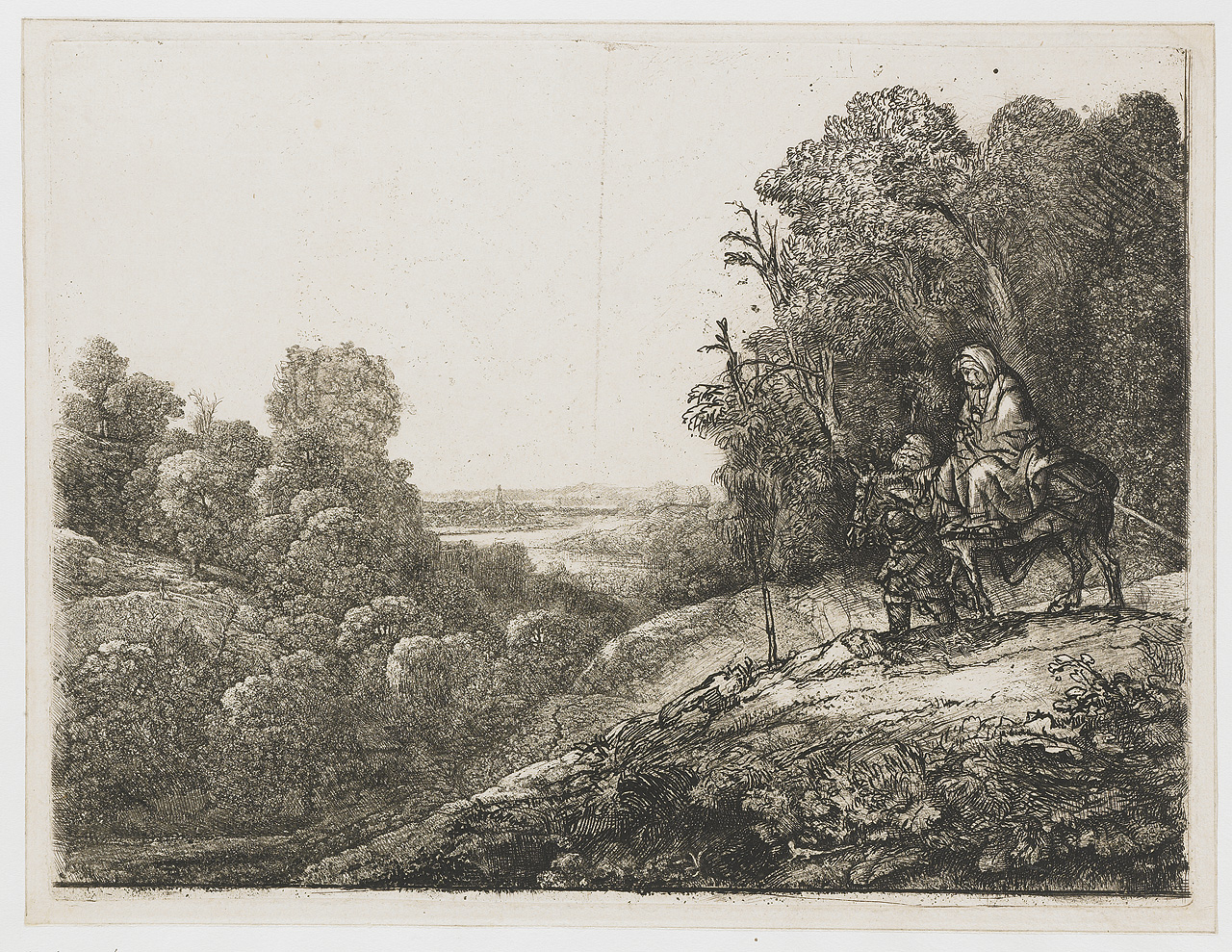
Рембрандт після Сегерса. Втеча Св. Родини в Єгипет, офорт.

Друкована західноєвропейська графіка, можливо, єдина галузь музейних збірок, котра не знала стагнації і активно поповнювалась в 19 ст. Очільники імператорського закладу так і не виробили систематичного плану закупівлі чи то живопису, чи то малюнків, чим назавжди втратили сприятливі можливості. Навпаки, друкована графіка купувалась часто і великими партіями.
- Вже на 1805 рік (рік створення кабінету естампів) кількість друкованої графіки досягла 157 000[1].
- 1815 рік приніс близько 5 000 зразків англійської карикатури
- 1817 року були придбані в Парижі альбоми репродукційних гравюр з творів Мікеланджело Буонарроті та Ніколя Пуссена.
- 1820 року були придбані 8000 гравюр із колекції графа Толстого.
- 1833 року були придбані 767 естампів збірки П. Дивова.

В збірку постійно надходили портрети-гравюри коронованих і вельможних осіб, колишніх баталій, літографії та гравюри з зображеннями європейських столиць і провінційних міст, окремих пам'яток архітектури минулого і сучасності, видання з гравюрами великих європейських картинних галерей (Відень, Мюнхен тощо).
- Кінець 19 століття приніс 1895 року в Імператорський Ермітаж унікальну колекцію офортів Рембрандта, зібрану Д. Ровінським. Якість зібраних відбитків була надзвичайною, як і їх повнота, що зробило колекцію Д. Ровінського унікальною на теренах Європи.
- Останнім значним придбанням музею в галузі друкованої графіки стала колекція голландської графіки Петра Семенова-Тян-Шанського. Його збірка була люб'язно залишена в володінні власника і перенесена в музей лише по його смерті.

## У 20 ст

Еміліо Ведова, Італія. «З Альберті за Іспанію».

На 1917 р. колекція досягла 360 000 зразків. Після більшовицького перевороту в країні була проведена націоналізація майна царської родини та привілейованих верств населення. Агресивно, часто безладно проведена націоналізація збагатила музейну збірку тепер вже Державного Ермітажу низкою приватних дворянських збірок. В музей забрали приватні збірки Строганова, Юсупова тощо. Сюди передали і графічні колекції з дворянських та царських палаців передмість Петрограда.
Був проведений міжмузейний перерозподіл фондів. Непрофільні для Російського музею графічні колекції іноземних майстрів в 1925-1929 рр. перевезені в Ермітаж, що дало додатково 16 000 зразків, а також передали більшу частину графіки Петербурзької Академії мистецтв. Найбільшою з отриманих була першокласна за якістю та кількістю збірка друкованої графіки колишнього музею та бібліотеки Училища технічного малювання Штіглиця (1934 р., 50 000 зразків), придбаних свого часу А. Половцовим за кордоном у антикварів Парижа. Училищна збірка була спеціалізована на декоративній гравюрі країн Західної Європи 16-17 ст., де переважали дизайнерські проекти для створення ювелірних виробів, посуду з коштовних металів, декору меблів, килимів і вишивок, для створення інтер'єрів, паркових павільйонів, фонтанів, парадних брам, тріумфальних арок тощо. Це заповнювало велику порожню лакуну збірок Ермітажу, що випала в десятиліття формування колекції. До 1941 року збірка збільшилась до 470 000 зразків.
Передачі непрофільної графіки продовжились і в повоєнний період після 1945 р. Історичний відділ Державного музею етнографії народів СРСР передав 3 000 зразків до 1948 р., а Бібліотека академії наук СРСР — 17 000 в 1957 р.
На ермітажний колектив посилювався ідеологічний тиск комуністичного уряду. Тому із музею були звільнені співпрацівники непрлетарського походження. Частка речей і коштовностей царської родини, а також майна вельмож вилучена із музею і продана на закордонних аукціонах, не оминаючи і картин, килимів, порцеляни, гравюр і книг палацових бібліотек. Натомість в музей Ермітаж 1954 р. передали із Державного музею жовтневої Соціалістичної революції (як називали тоді більшовицький переворот 1917 р.) друковану графіку з історії заворушень, бунтів та революцій в західноєвропейських країнах та Мексиці (5 000 зразків). Надходили і приватні збірки радянських фахівців-науковців: С. П. Яремича (1939 р., 4 300 аркушів), Г. С. Верейського тощо. Збірка колекціонера І. Рибакова в 1945-1947 рр. принесла 5 500 зразків переважно літографій Франції 19 ст. Але поповнення музейних збірок невпинно зменшується через комуністичний ідеологічний тиск та цензуру. В музей практично не потрапляють твори закордонних митців нереалістичних напрямків, таких характерних для світового мистецтва 20 ст. (сюрреалізм, футуризм, абстракціонізм, мізерабілізм тощо). На періодичних виставках іноді можна було побачити графічні твори Жана Карзу чи Бернара Бюффе (мізерабілізм), Еміліо Ведова (абстракціонізм), але ці твори або не купують, або купують і ховають від радянських глядачів на десятиліття.
Лише невеликі дарунки музею якось урізноманітнювали колекції друкованої графіки закордонних майстрів 20 ст. Пані Лідія Делекторська подарувала сімдесят три (73) літографії Хоана Міро та декілька — Анрі Матісса, Даніель Анрі Канвейлер передав невеличку кількість літографій Пабло Пікассо. Музей отримав невелику колекцію графіки Г. І Бялика, що принесла розрізнені аркуші німецьких та французьких митців, серед яких були Еміль Орлик, Анрі Тулуз-Лотрек, Поль Сіньяк, Іпполіт Птижан, Макс Ліберман, Моріс Вламінк (останньому належали 19 дереворитів). В збірку прийшов навіть один аркуш Сальвадора Далі, творів якого за часів СРСР не купували принципово. Декілька власних літографій подарував ще живий тоді Ренато Гуттузо. Вдова Джорджо де Кіріко подарувала музею кольорові літографії художника, де були повторені композиції художника технікою друкованої графіки. Але дарунки — річ непередбачувана, їх могло не бути або дарунки могли перейти в інші музеї. До того ж, в СРСР надзвичайно звузили можливості приватного колекціонування, перемістивши його в підозрілу і кримінальну галузь.

## Друкована графіка Японії збірки С.П.Варшавського

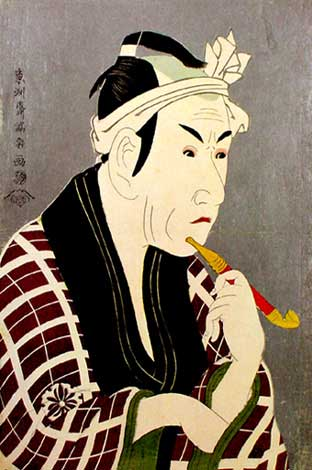
Тосюсай Сяраку. «Актор Косіро Мацумото IV в ролі».

Японія, що програла в другу світову війну і не обирала соціалістичного шляху розвитку, завдяки титанічній праці і вдало проведеним реформам, перетворилась у розвинену країну. В СРСР вона перемістилась в перелік престижних і недоступних країн для пересічних громадян. Світове визнання отримало і японське мистецтво, японська друкована графіка 18—19 ст. Колекціонером, що збирав переважно твори японського мистецтва в СРСР, був письменник С. П. Варшавський. Він використав навіть ті невеликі можливості, які мав в суворій для радянських колекціонерів реальності. В збірку Варшавського потрапили більше трьох сотень нецке, тридцять сім альбомів гравюр і 173 розрізнені аркуші. Особливістю збірки були як її хронологічні межі (середина 18 ст. — кінець 19 ст.), так і наявність творів майже всіх уславлених майстрів другої половини 18 ст., де були Кітаґава Утамаро, Сюнсьо, Харунобу Судзукі, Бунтьо, Тосюсай Сяраку. Іппіцусай Бунтьо був представлений портретом-оригіналом О-Сен, красуні і відомої моделі укійо-е. Портретів акторів у ролях Тосюсая Сяраку не мала навіть колекція Ермітажу.
Досить повно була представлена і пізня японська гравюра, яка переважала і в інших збірках. В колекції Варшавського були представлені всі великі імена, від Утаґава Хіросіґе та Хокусая до триптихів Кунійосі. 1984 р. як дар колекція письменника перейшла в збірку Ермітажу.
Слід зауважити, що С. П. Варшавський збирав не тільки друковану графіку Японії, а і майстрів Західної Європи. Ермітажна закупівельна комісія придбала у власника зібрання літографій та французької гравюри середини 19 ст. та зламу 19-20 ст., серед яких були Франсуа Мілле, Едуар Мане, Каміль Коро, Огюст Роден, Каміль Піссарро, Альфред Сіслей, П'єр-Огюст Ренуар, Поль Сезанн, Анрі Матісс (загальною кількістю триста зразків).

## Друкована графіка Німеччини

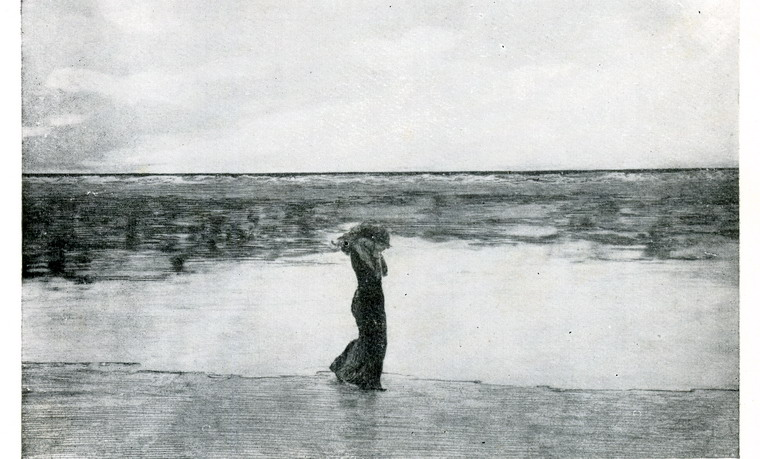
Макс Клінгер. «Покинута», офорт 1884 р.

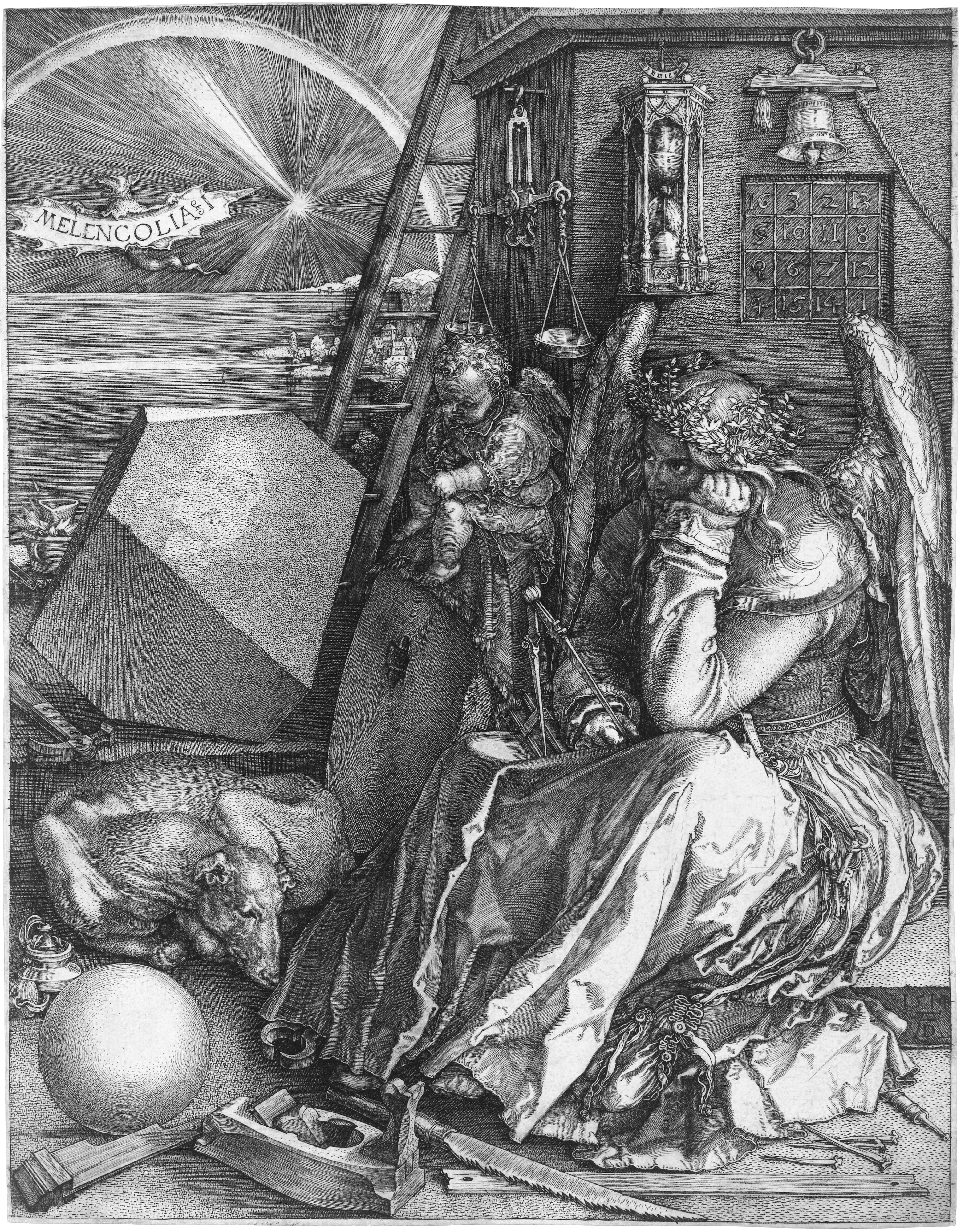
Меланхолия, гравюра А. Дюрер.

Розгляд колекцій слід розпочати з Німеччини, з її земель, де зародились європейське книгодрукування, де виник екслібрис, де завжди працювали видатні художники-графіки. Друкована графіка Німеччини 15 ст. представлена дереворитами, але Ермітаж її практично не має. Винятки — дереворити Мартина Шонгауера та монограміста «Е. S.»
Більш повно представлені твори другої генерації німецьких графіків 16 ст. — І. Амман (понад 300 аркушів), А. Дюрер (понад 300 аркушів), Т. Штіммер (понад 200 аркушів), Г. Альдегревер, А. Альтдорфер, Г. Гольбейн, Лукас Кранах Старший, Г. Бургкмайр, Г. З. Лаутензак, А. Хіршфогель. Серед майстрів 17-18 століть — Заделери, Г. Ф. Ругендас, А. Кауфман. С. Гесснер, Г. Ф. Шмідт. Нерівномірність притаманна і цьому розділові. С. Гесснер представлений більш ніж 300 зразками, а Д. Ходовецький — більш ніж 3 200.
Низками зразків представлені німецькі експресіоністи та Адольф Менцель, Макс Клінгер, Кете Колльвіц, Макс Ліберман. Дві війни (Російської імперії з кайзерівською Німеччиною та сталінського СРСР з фашистською Німеччиною) послабили культурні зв'язки з тамтешніми майстрами друкованої графіки. Тому майстри 20 ст. представлені в збірці поодинокими та випадковими зразками.

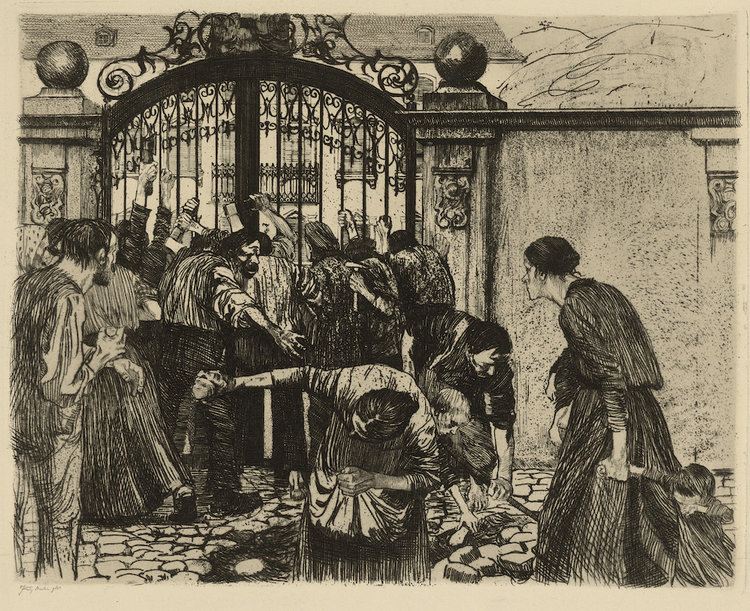
Кете Колльвіц. «Біля воріт магнацького парка», офорт 1897, серія «Повстання ткачів»

## Друкована графіка Франції

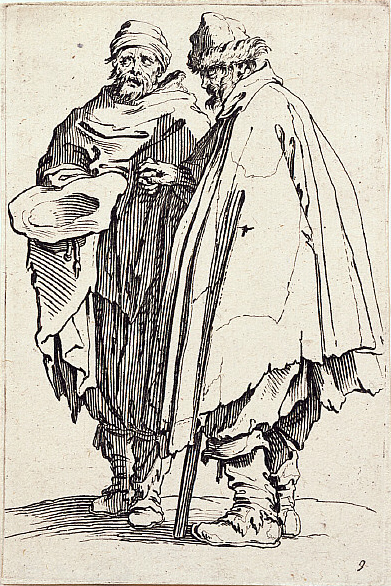
Жак Калло. «Сліпий і жебрак», 1622 р.
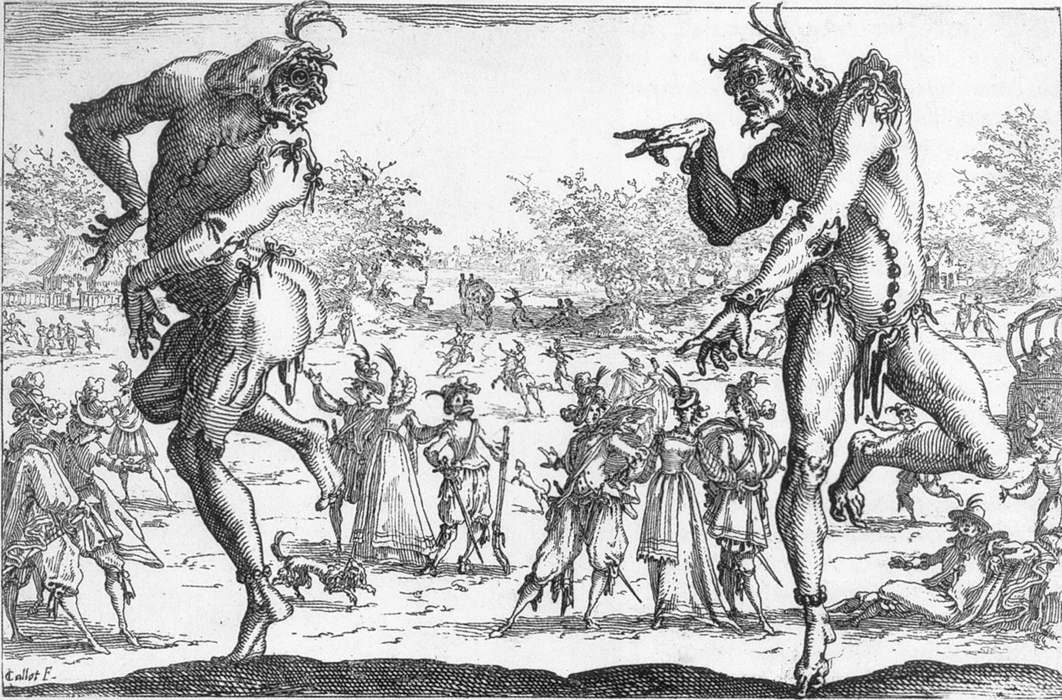
Жак Калло. «Два театральні персонажі», 1616 р.
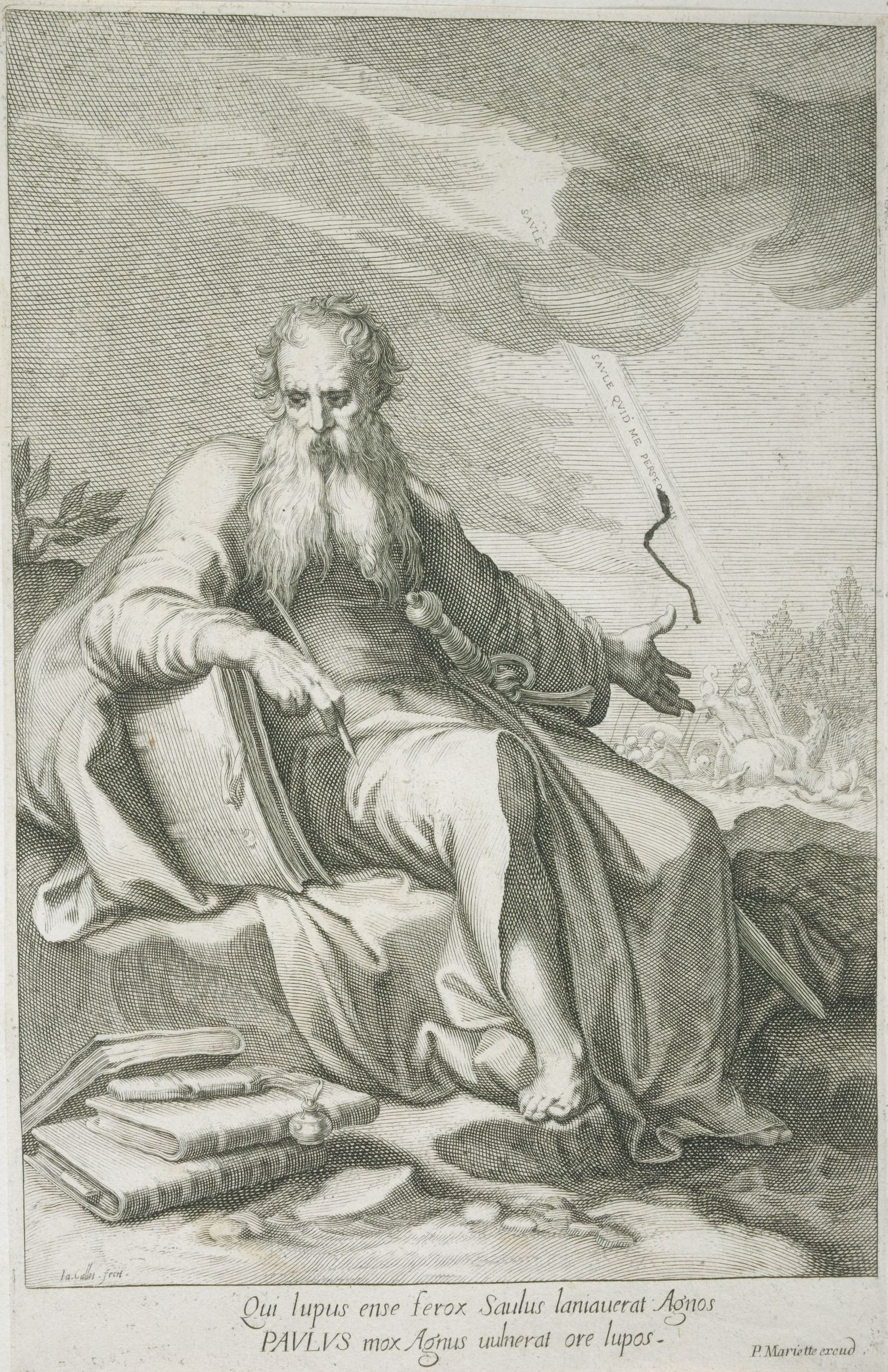
Жак Калло. «Апостол Павло»
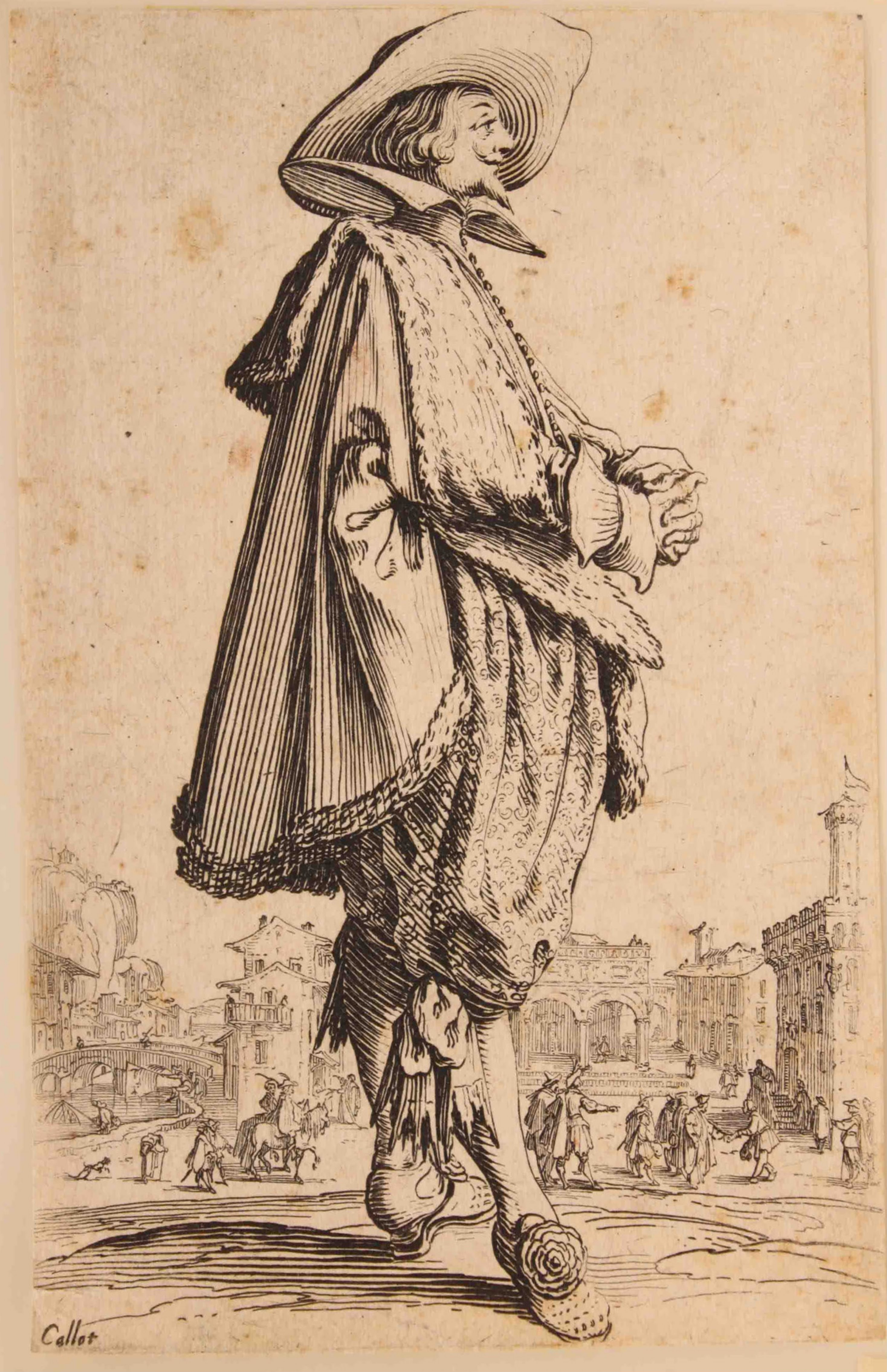
Жак Калло. «Вельможа в літах»

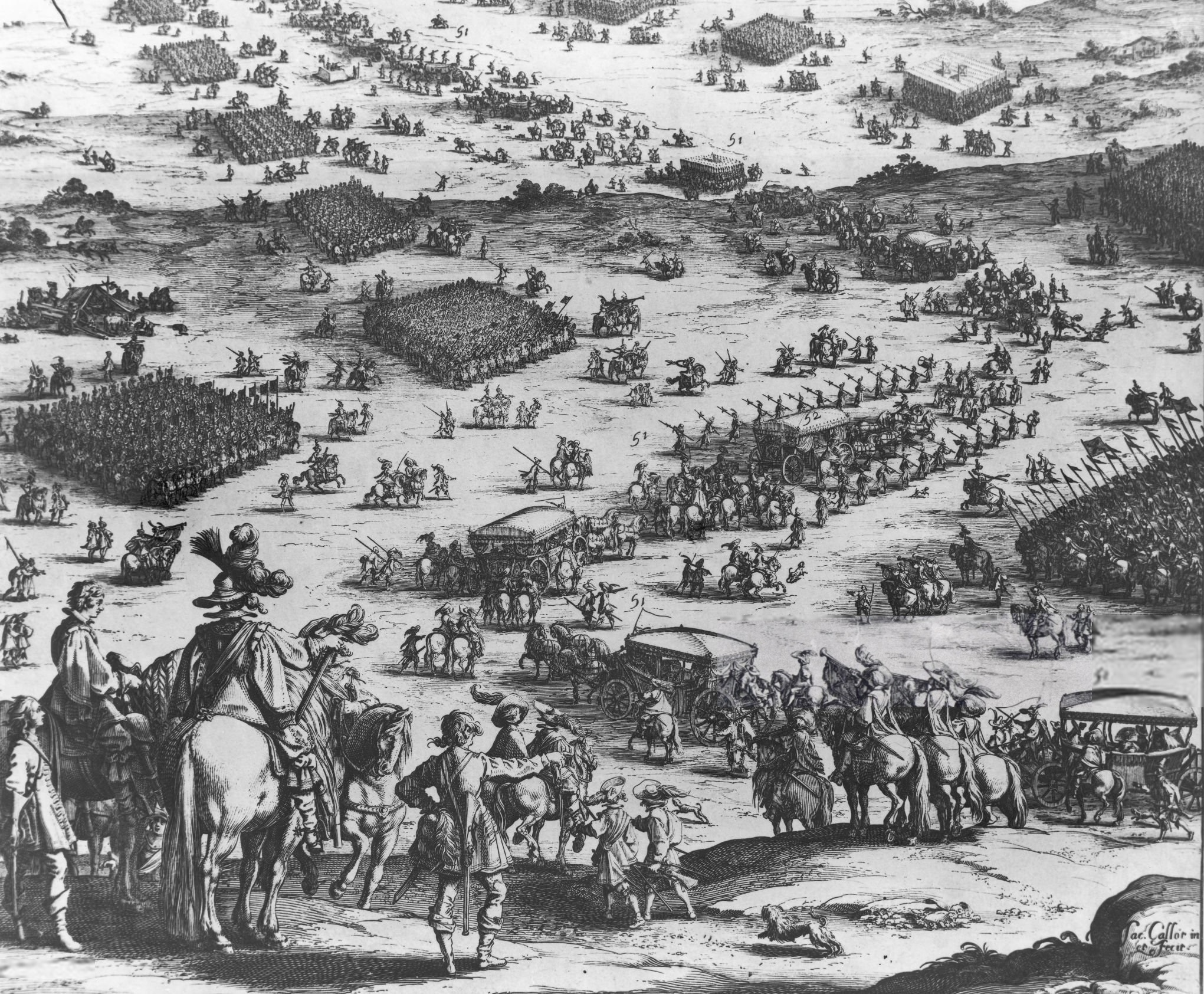
Жак Калло. «Блокада міста Бреда»

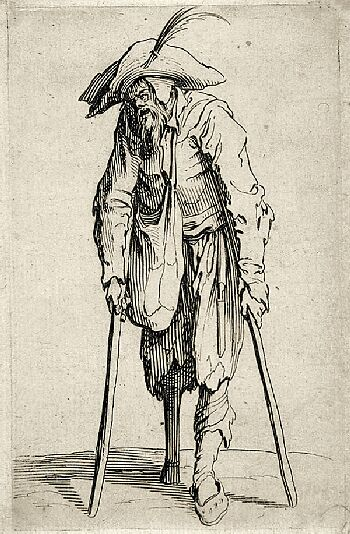
Жак Калло. «Каліка перехожий»

Розвиток друкованої графіки Франції мав чимало особливостей і часто не збігався із періодами її розвитку в сусідніх країнах, то запізнюючись, то виходячи на позиції лідера. Так, в добу Відродження, коли друкована графіка Італії, Нідерландів і, особливо, Німеччини, досягає висот, друкована графіка Франції посідала досить скромне місце в 15-16 століттях. Рання графіка Франції представлена книжковими світлинами, календарями та окремими аркушами із зображенням католицьких святих насамперед тому, що сприяла полегшенню праці мініатюристів і поступовому витісненню мальованих мініатюр із книг взагалі.
Дослідники навіть вказують на відомий центр ранньої друкованої графіки, що містився в монастирях Бургундського герцогства, неподалік від відомого центру середньовічного мистецтва і готичної архітектури — абатства Клюні. Саме там була знайдена найдавніша матриця (різьблена друкарська дошка) з зображенням римського центуріона та двох солдатів, частина композиції «Страсті господні», датована 1379 роком. Друкарська форма отримала назву дошка Прота́. Відбитків дошки Прота не збережено, але відомі сучасні їй «Святий Бенін», «Несення хреста на Голгофу», «Моління про чашу». Засобами друкованої графіки виконували і дешеві аркуші індульгенцій, масове друкування яких налагодили в місті Авіньйон. Портовий Марсель уславився друкуванням гральних карт, адже азартні ігри — охопили усі верства французьких князівств. Аркуш «Ліонська мадонна» датований 1425 роком. Відомі зразки дереворитів із Парижа та Артуа. Тобто, у Франції існувало декілька графічних майстерень доби пізньої готики. Особливо виділяють друкарську продукцію Парижа та міста Ліон. Але мистецький рівень графіки невисокий і зберігає риси примітиву і народної картинки.
Період становлення і накопичення художніх сил розтягся до 16 ст., коли в країну прийшли уславлені графічні зразки ренесансних Італії та Німеччини. Благодійним для мистецтва Франції було і запрошення на працю представників-віртуозів італійського маньєризму. Графіка Франції розділяється на окремі жанри, набувають подальшого розвитку книжкові гравюри-світлини, станкова та репродукційна графіка. В королівській резиденції Фонтенбло сформувався відомий мистецький центр країни і, згодом, Європи (Школа Фонтенбло). Розвитку графічних майстерень сприяють підвищення культури французької аристократії, що копіює пишні князівські двори Італії і прилаштувалась до читання, до поваги до книг, до збирання бібліотек. Виникають перші пристрасні бібліофіли, серед яких король Франції — Шарль Валуа Ангулемський (батько відомого короля Франциска І), сам Франциск І, Маргарита Наварська та ін.
Ермітажна збірка не має ранніх зразків друкованої графіки Франції, але 16 ст. репрезентують естампи майстрів школи Фонтенбло, а також французькі видання з розфарбованими від руки гравюрами-світлинами. Особливою сторінкою мистецтва Франції 16 ст. став олівцевий портрет. Їх виконували на білому папері м'яким італійським олівцем і деколи розфарбовували сангіною. Популярність і дешевизна виготовлення таких портретів захопила як дворян, так і королівський двір, не оминаючи і королівську родину. Натомість виникають і портрети засобами друкованої графіки (Ж. Прево́, «Портрет Франциска І», 1536 р.), але головують не вони, а олівцеві.
Кількість перейшла в якість в 17 ст., коли зросли майстерність графіків Франції і повне опанування її художніми можливостями. В стилі маньєризму працював лотарингець Жак Белланж (1594?-після 1638). Світового визнання досяг другий лотарингець, Жак Калло (бл. 1592—1635), що дотримувався реалістичних настанов. Його твори далекі і від маньєризму, і від стилістики бароко з його нервовим пафосом і перебільшеннями. Жак Калло звертається до суворих реалій 17 ст. з його хворобами, війнами, натовпами калік і зайвих, розгублених людей (графічна серія «Жебраки» 1622 року). Французька друкована графіка набуває національного забарвлення, сміливості в сюжетах і експериментального характеру, котрий зберігатиме найближчі століття.
По-за конкуренцією стають і друковані графічні портрети. Цю галузь підняли до справжніх висот А. Массон, Ж. Еделінк і, особливо, Робер Нантейль (1623—1678). Твори Нантейля відрізняли аристократична стриманість, композиційна строгість, точність портретних рис при збереженні тонких нюансів психології (хитрий міністр Ніколя Фуке, хвалько в пишному вбранні Філіп, герцог Орлеанський, хвора, з важким поглядом Анна Австрійська). Портрети-погруддя в овальних рамах з гербами і стриманим декором (з точно відтвореними костюмами і рисами соціальної винятковості), однак, ніде не впадають в карикатуру, хоча серед портретованих зустрічались і пихаті дурні, і психопати, і особи хворі, і збоченці. Важко знайти когось із впливових осіб періоду, портрету котрого не створив би Робер Нантейль. Його портрети — відбиток цілої доби перемог Франції і в війнах, і в державотворенні, і в мистецтві.

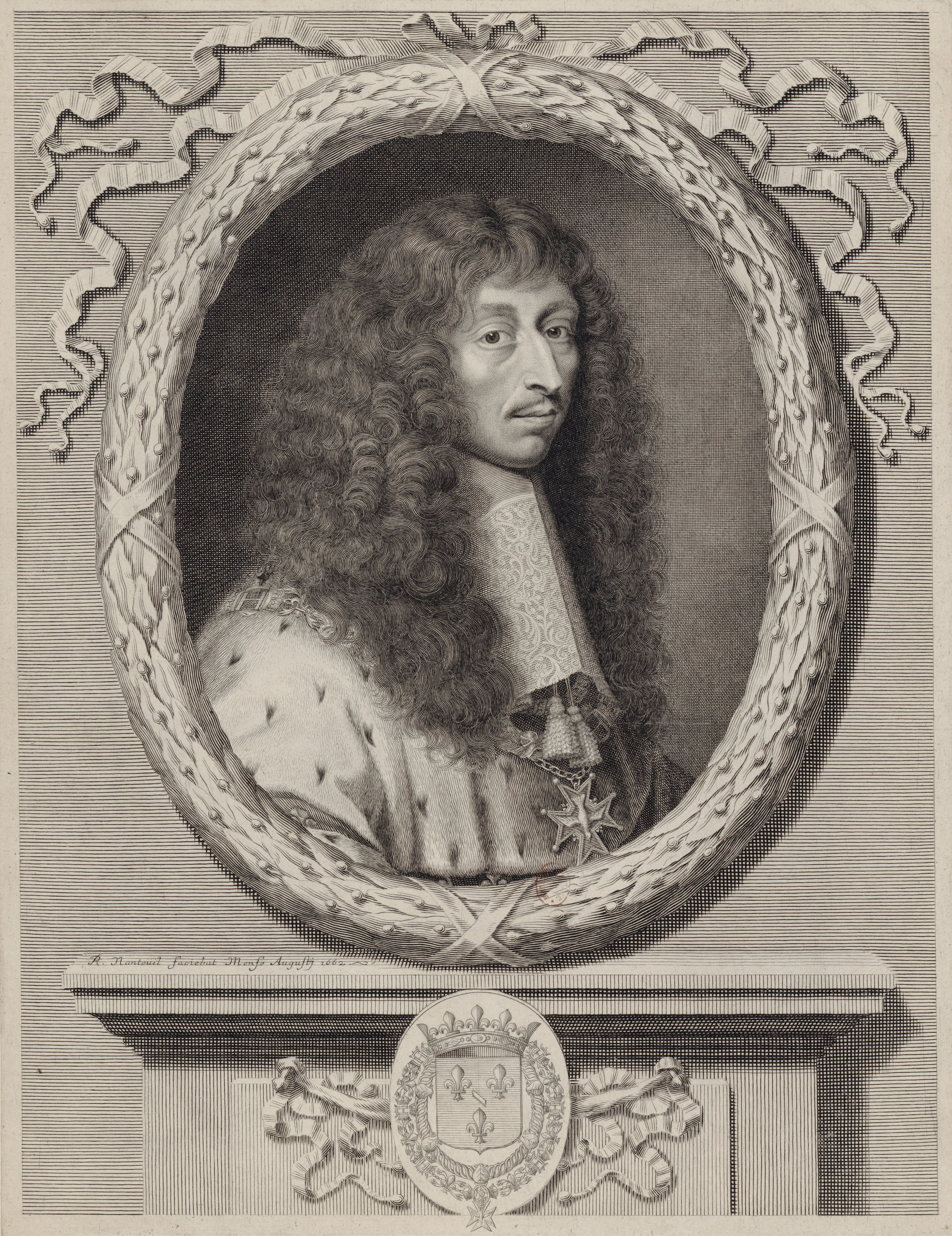
Р. Нантейль. Очільник фронди і вояк «Принц Конде», 1662 р.
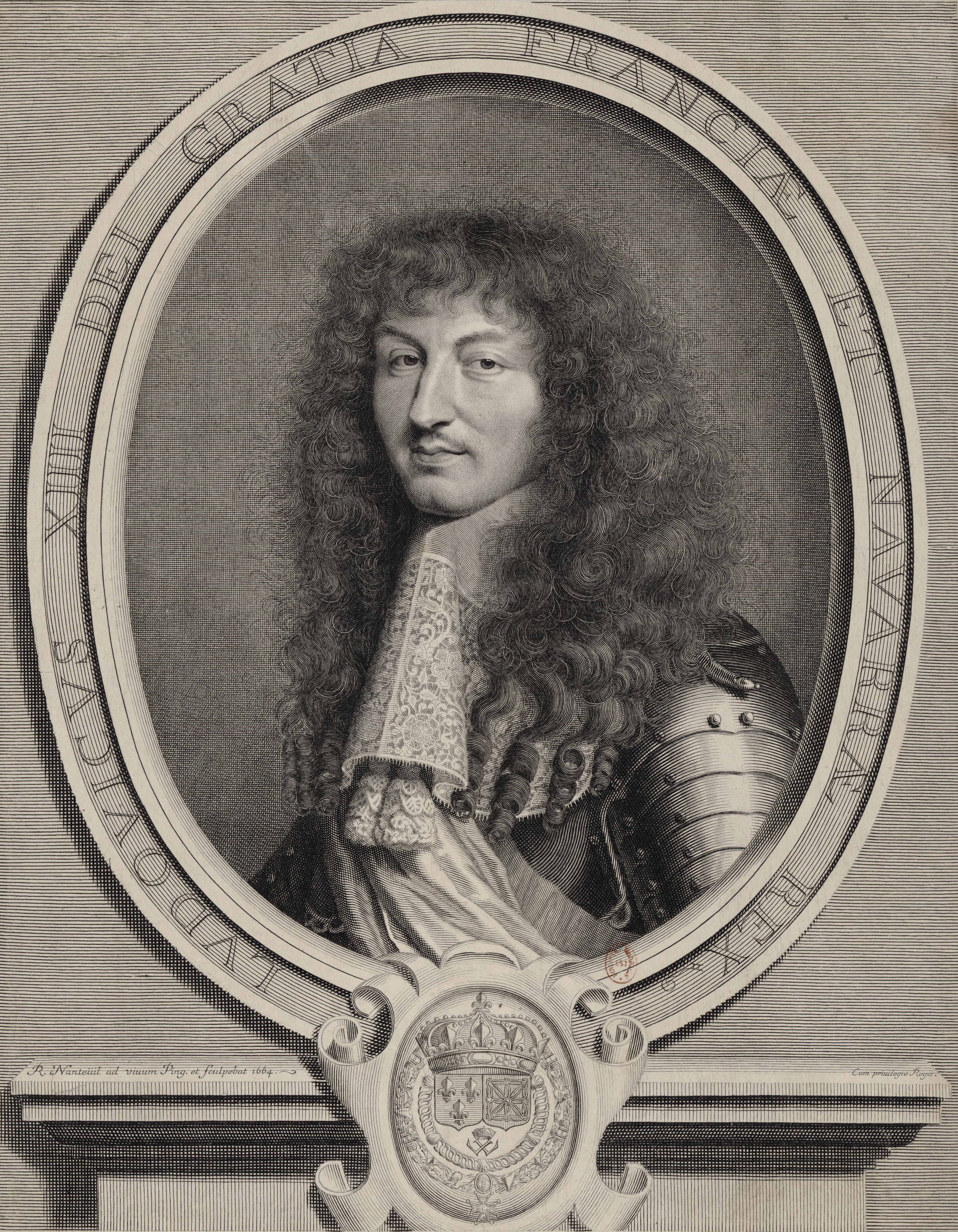
Р. Нантейль. «Король Луї XIV». 1664 р.
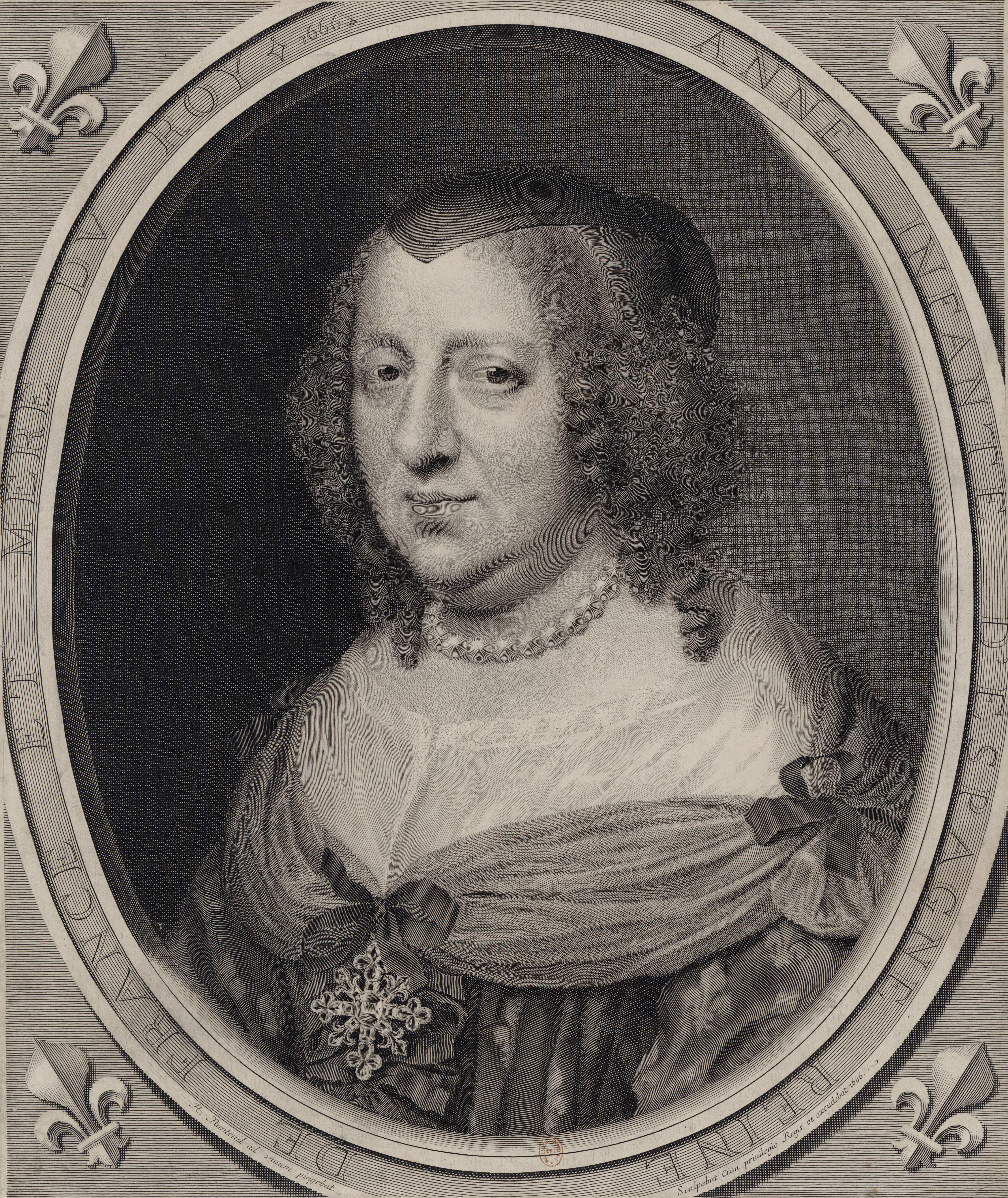
Хвора «Анна Австрійська, королева Франції», 1666 р.
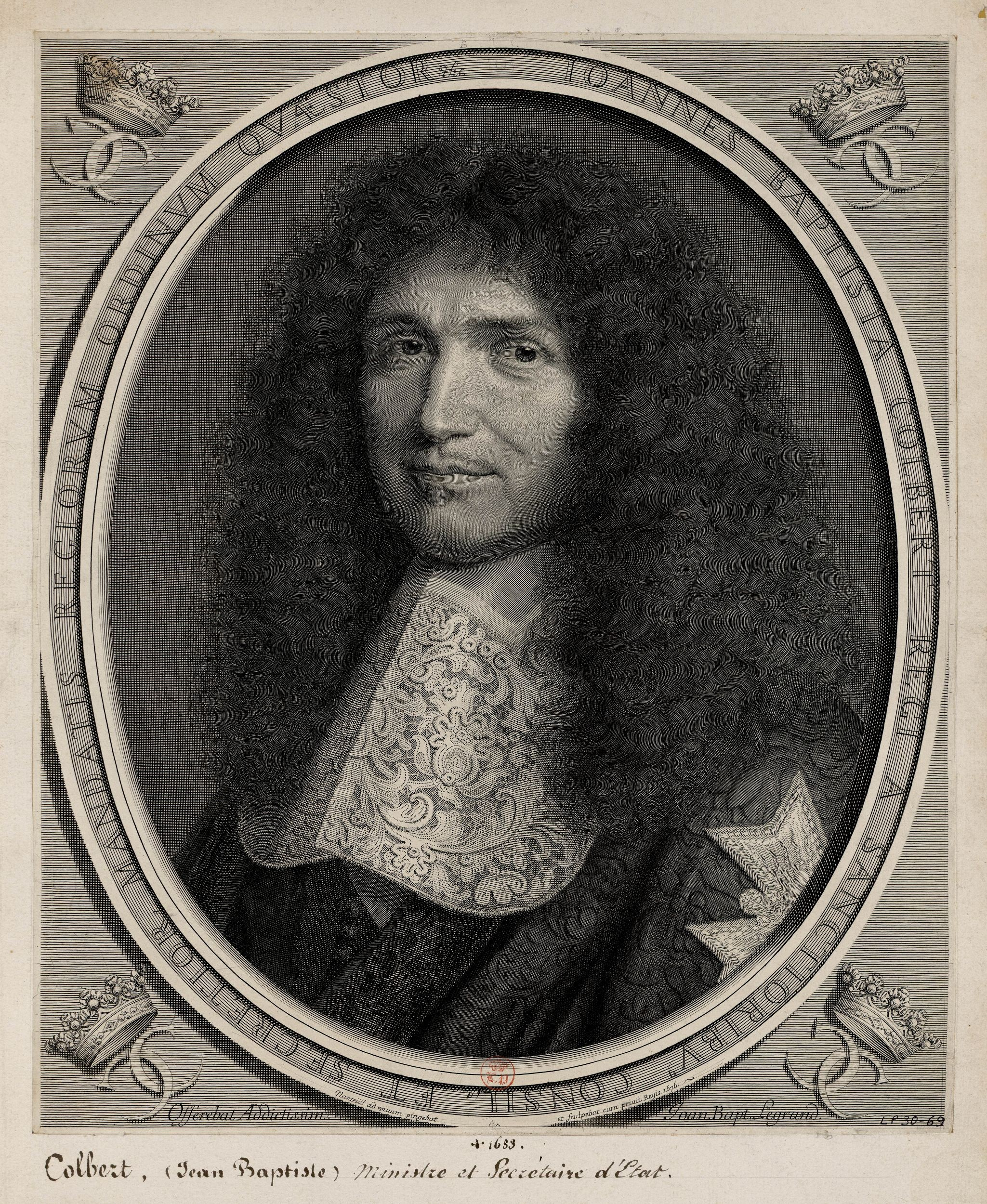
Р. Нантейль. «Міністр Жан Батіст Кольбер». 1674 р.
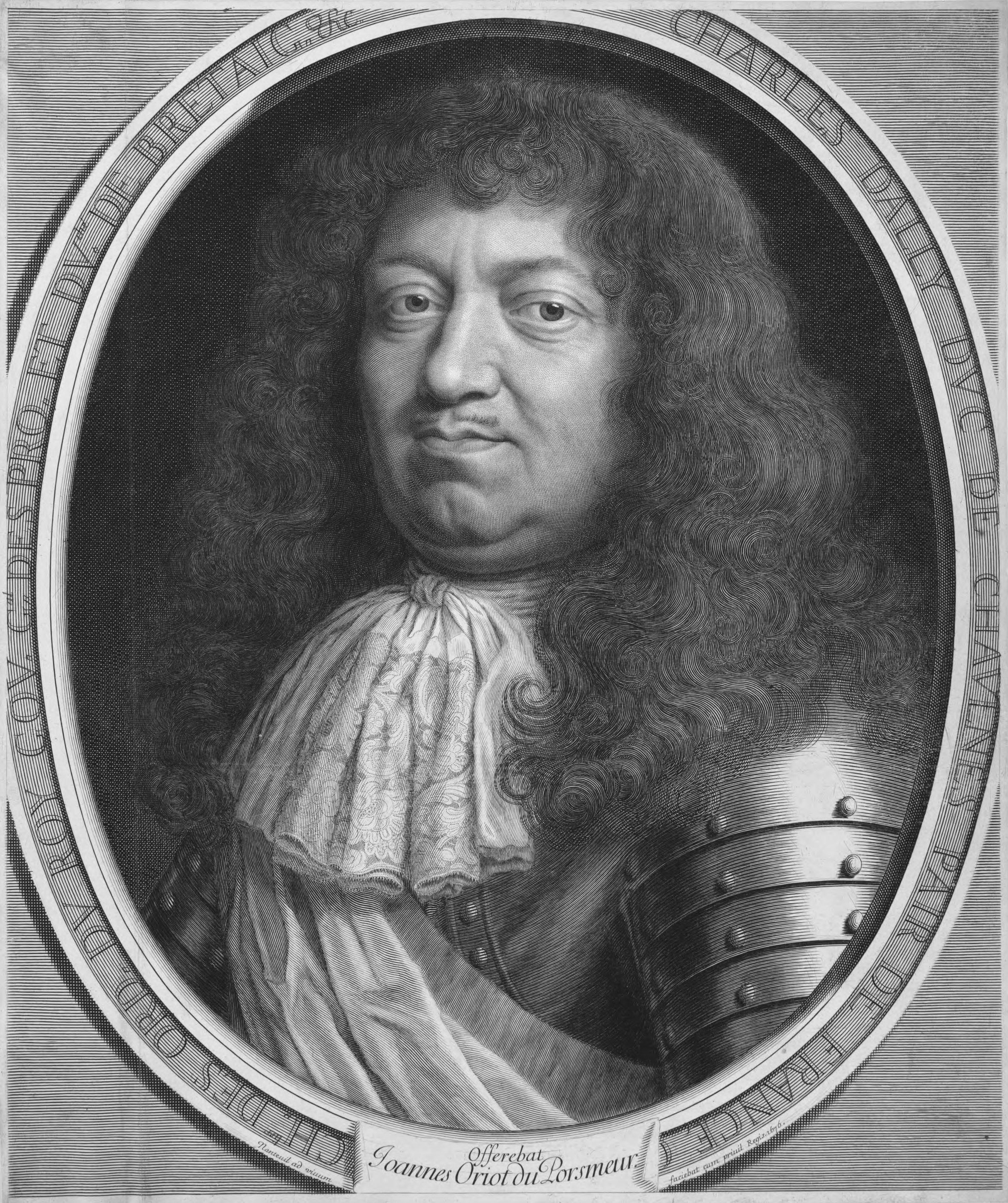
Р. Нантейль. «Шарль д'Альбер д'Альї», 1676 р.

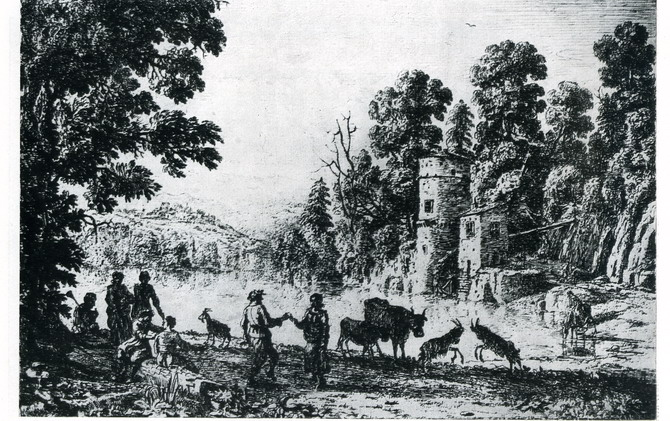
К. Лоррен. «Танок на березі річки», офорт, Ермітаж.

Неможливо оминути і звертання до друкованої графіки в 17 ст. художника-пейзажиста Клода Лоррена, лотарингця за походженням. Ще юнаком він перебрався в Рим, аби опанувати художнє ремесло. В 1617—1621 роках Лоррен мешкав в Неаполі, де працював в майстерні художника Готфріда Вальса, німця за походженням. Повернувся в Рим і в 1622—1625 роках працював помічником в майстерні Агостіно Тассі. Два роки прожив в столиці Лотарингії місті Нансі, де працював помічником у придворного живописця Клода Дерюе. Але Нансі після Риму не привабив молодого художника. Він повернувся в Рим, де пройшли всі головні роки життя і творчості художника. З технікою офорту був знайомий через зустріч із Жаком Калло в Нансі 1626 р. Продовжив удосконалення техніки в Римі під керівництвом Йоахима Зандрарта і виконав близько сорока офортів. Художнє світосприйняття митця сформувалось під могутнім впливом Риму та Неаполя, відомих центрів бароко. Сюжети друкованої графіки Клода Лоррена — пейзажі, частка за власними композиціями, та ідилічні сцени («Череда на водопої», «Танок на березі річки»), абсолютно не схожі на болісні, трагічні теми аркушів Жака Калло.
Підвищенню якості виробів декоративно-ужиткового мистецтва сприяла орнаментальна гравюра та низка художників-декораторів Франції, що опікувалась дизайном і декором. Їх внесок в друковану графіку і підвищення рівня французького дизайну, якості виробів декоративно-ужиткового мистецтва неможливо переоцінити. Дизайнерські проекти граверів Франції тим цікавіші і вартісніші, що виділялись на тлі графічної продукції доби (так, в Іспанії 16-17 ст. взагалі не було розвиненої графічної школи, а майстри Фландрії цю галузь покинули). Підвищеної цікавості орнаментальна гравюра Франції набуває й тому, що вона передувала відкриттю гротесків-орнаментів в Римі археологами 18 ст., і була близька до гротесків античного Риму за мотивами. Навпаки смакам сусідів так званий бароковий класицизм Франції кохався в орнаменті, а французький дизайн захопив у власну орбіту вишивку, килимарство, ткацтво, виготовлення мережива, продукцію декоративних ґрат і брам, паркових павільйонів, виготовлення рельєфів для вітрильників, ювелірство. Розкішний посуд з коштовних золота-срібла і ювелірні вироби були розпродані чи переплавлені в скрутні роки, але судити про досягнення Франції в цих галузях можливо завдяки збереженим дизайнерським проектам та зразкам орнаментальної гравюри. Ермітажна збірка має значну кількість орнаментальної друкованої графіки Франції, де є Жан Берен, Даніель Бутмі, Шарль Лєбрен, Жан Лєпотр, Франсуа Лефебюр, Сімон Вуе. 1712 року всі видатні зразки гравюр Даніеля Маро були надруковані окремим виданням, котрі нараховували 200 естампів. Видання 1712 р. має і музей Ермітаж.

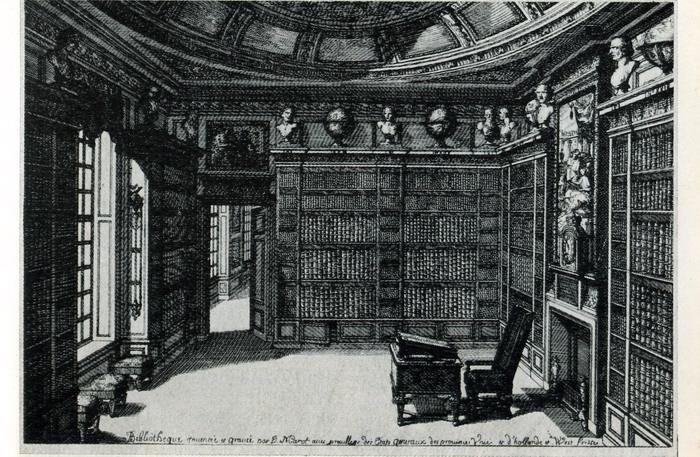
Даніель Маро. «Проект бібліотеки».
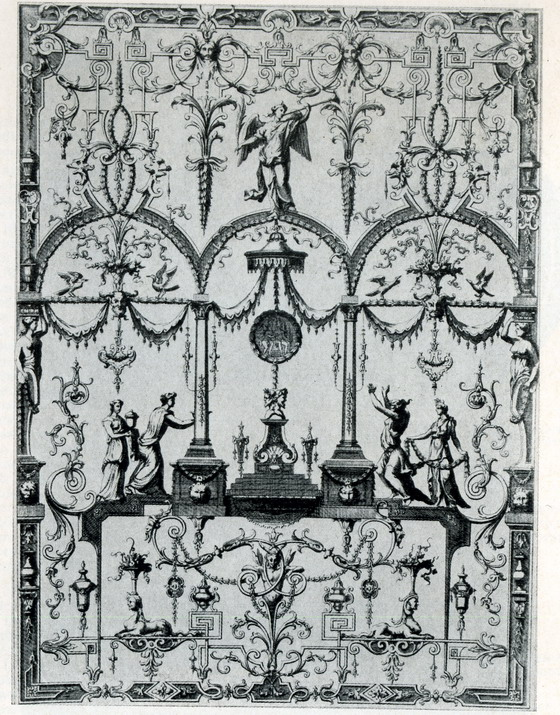
Жан Берен. «Орнаментальне панно»
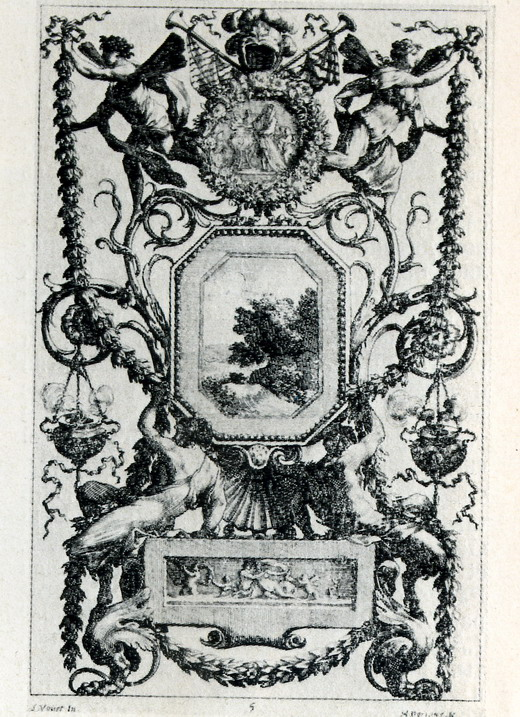
Сімон Вуе. «Зразок гротеска»
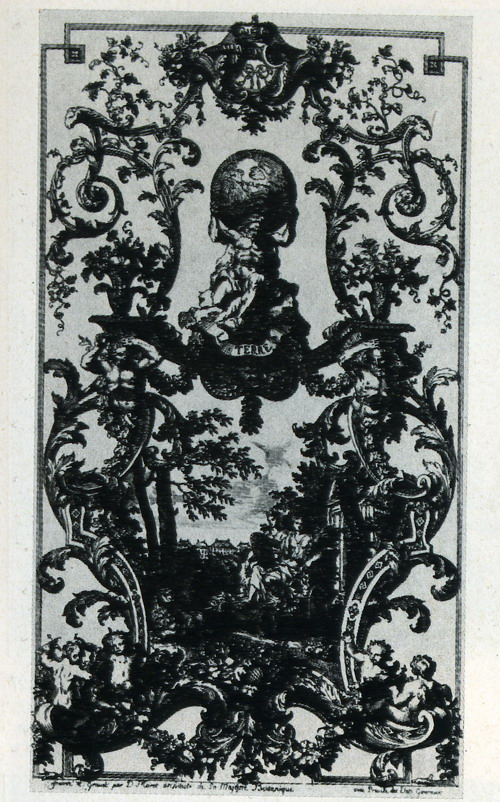
Даніель Маро. «Гротеск з пейзажем»
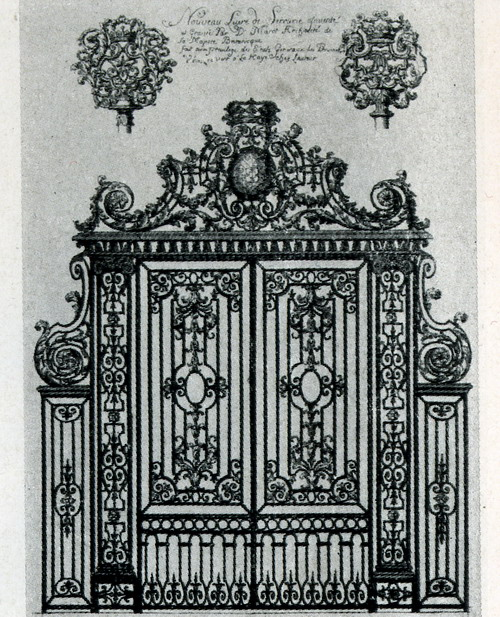
Даніель Маро. «Металеві ворота»

В 18 ст. налагоджене виробництво репродукційної графіки з картин відомих французьких художників (серед них Ніколя Пуссен, Шарль Лєбрен, обидва Куапелі, Гіацинт Ріго, Франсуа Буше та ін.) Але Франція 18 ст. не дала жодного майстра офорта, який би витримав порівняння з Жаком Калло, Клодом Лорреном чи іспанцем Франсіско Гойя, котрий вимушено доживав віку в еміграції на півдні Франції.
Окрема сторінка друкованої графіки Франції була створена в роки французької революції 1789-1793 рр. До політичної позиції Давіда і завдань французької революції спромоглися підтягнутися і митці, що залишались в столиці або повернулись в країну, не бажаючи підпасти під покарання через дію нового закону про зрадництво емігрантів. Художня ситуація набула неповторності через стилістику революційного класицизму, котрий не мав аналогів в жодній країні Західної Європи. Була розкута і ініціатива дрібних ремісників, низових митців, граверів. Популярність отримали гравюра, карикатура та лубок, чорно-білі чи розфарбовані від руки. Адже вони не потребували довгого часу на створення, а миттєво відгукувались на актуальні події, за якими не встигали ні консервативний живопис, ні великі жанри літератури. Гравюра, карикатура та лубок доби французької революції склали візуальну історію тогочасних подій і стали особливою сторінкою історії, незважаючи на невисокі мистецькі якості продукції. (Колекція друкованої графіки років французької революції в Ермітажі досягає 1 200 зразків.)

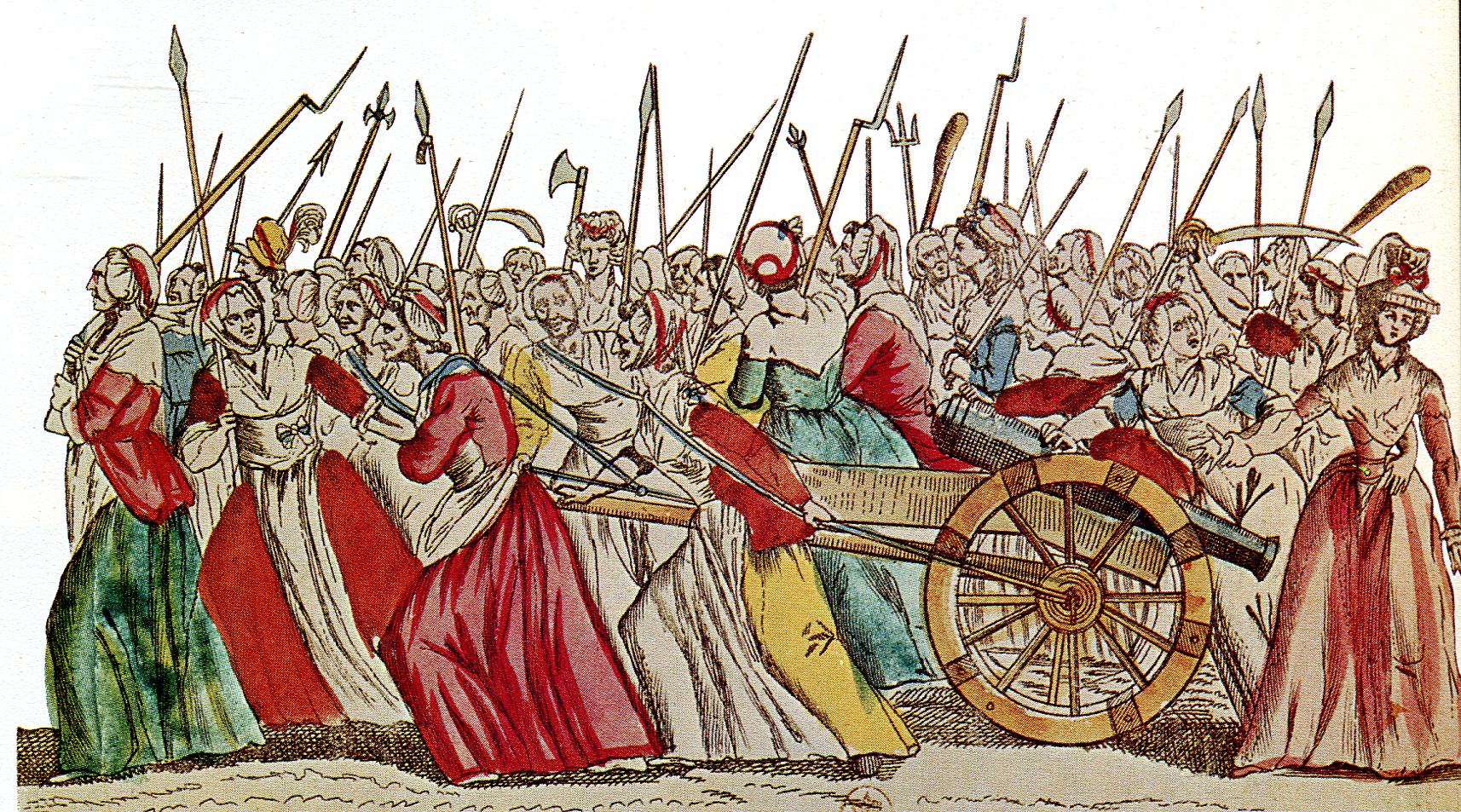
«Жінки ідуть воювати Версаль 7 жовтня 1789 р.»
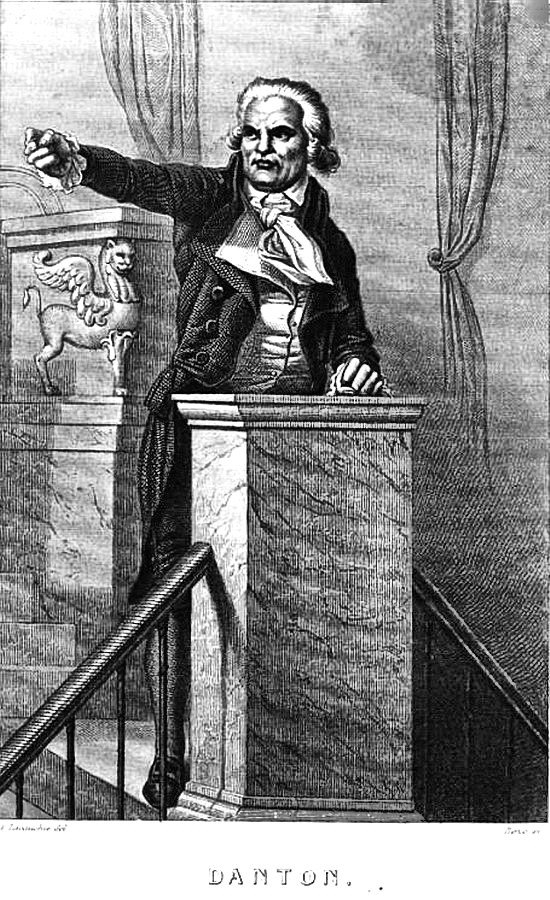
«Дантон на трибуні»
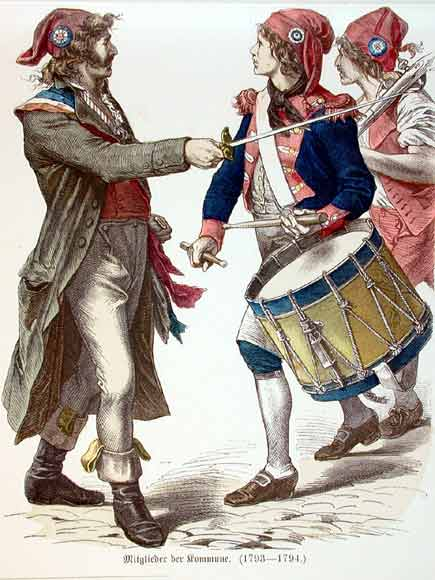
«Санкюлоти»
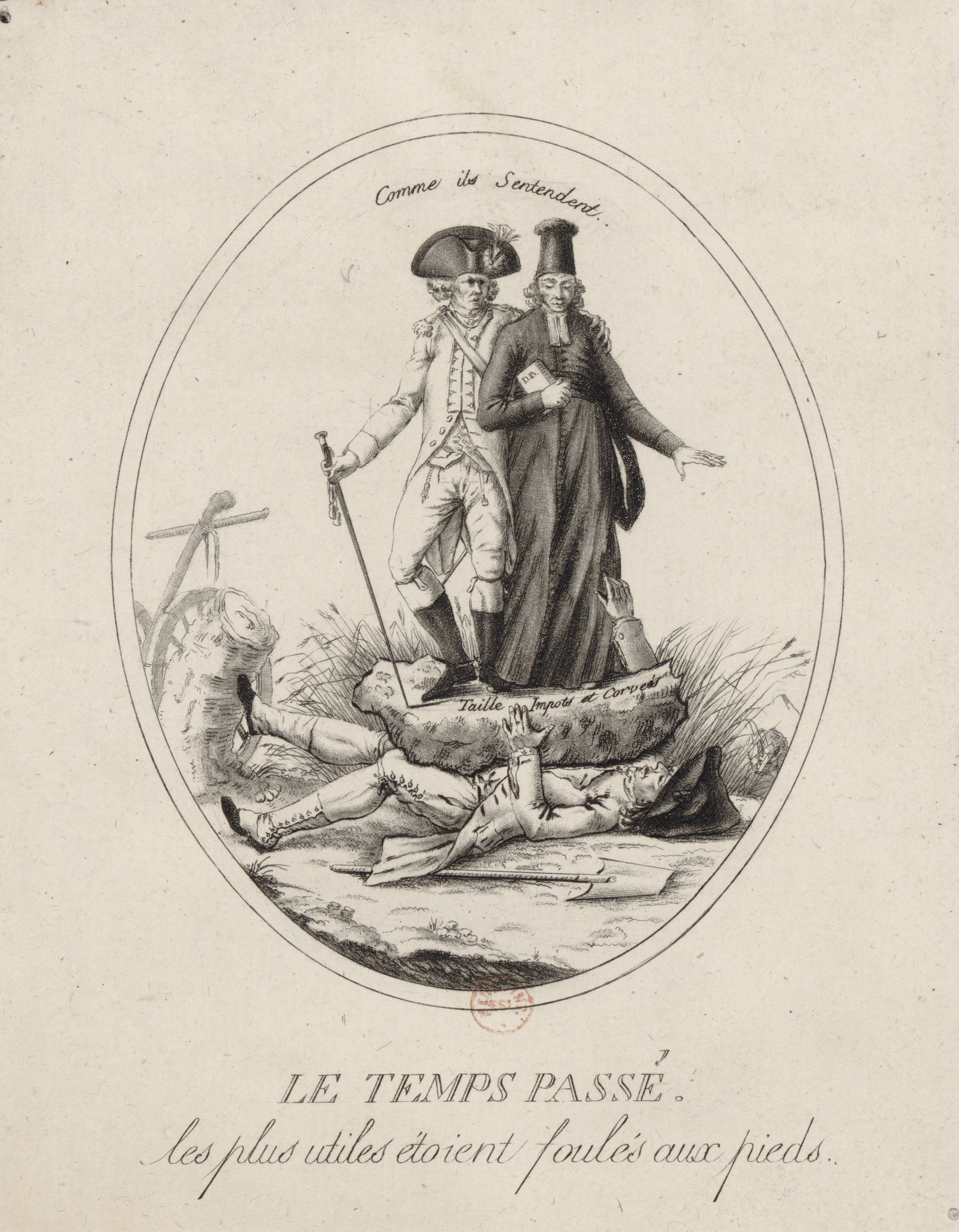
Карикатура «Найважливі в державі були придушені», 1789 р.
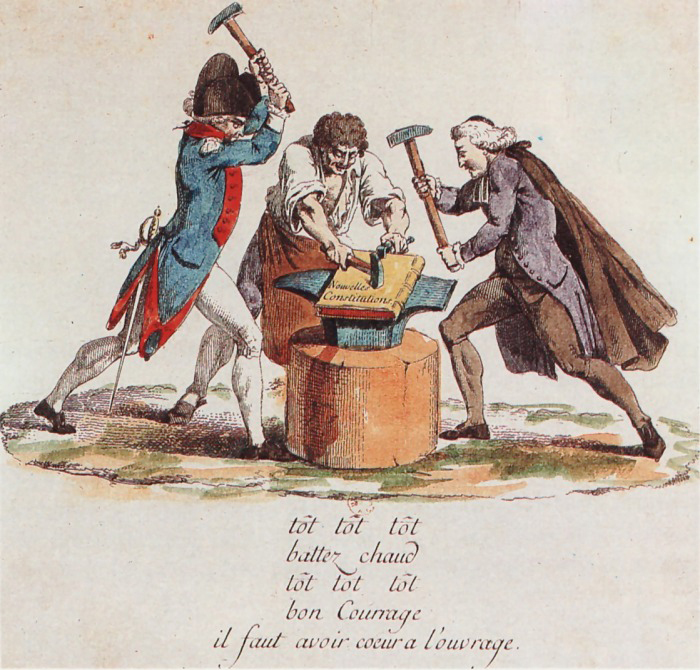
«Нова Конституція 1791 року»
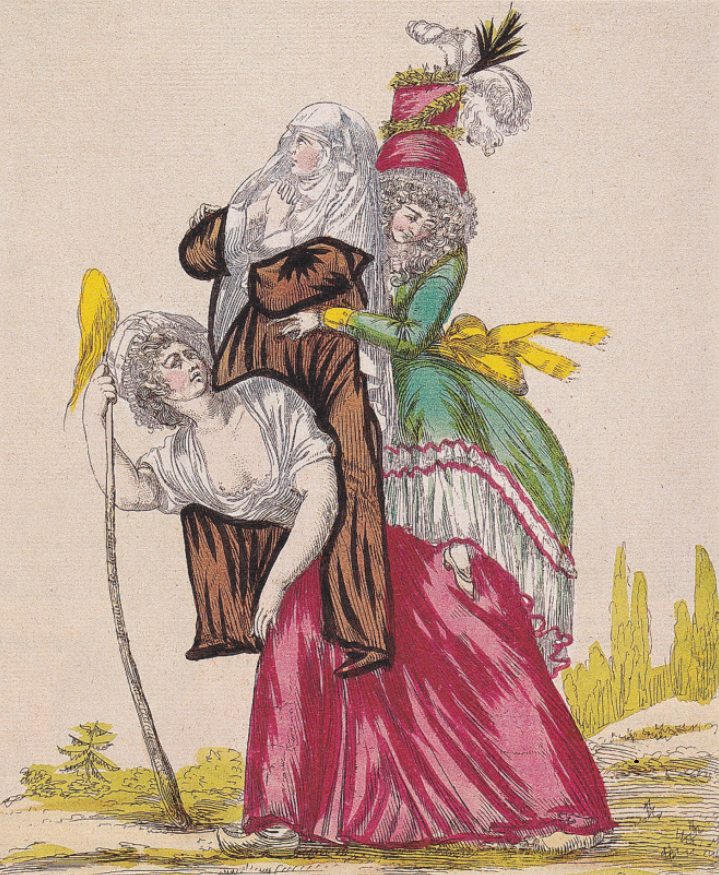
«Пригноблена Франція»
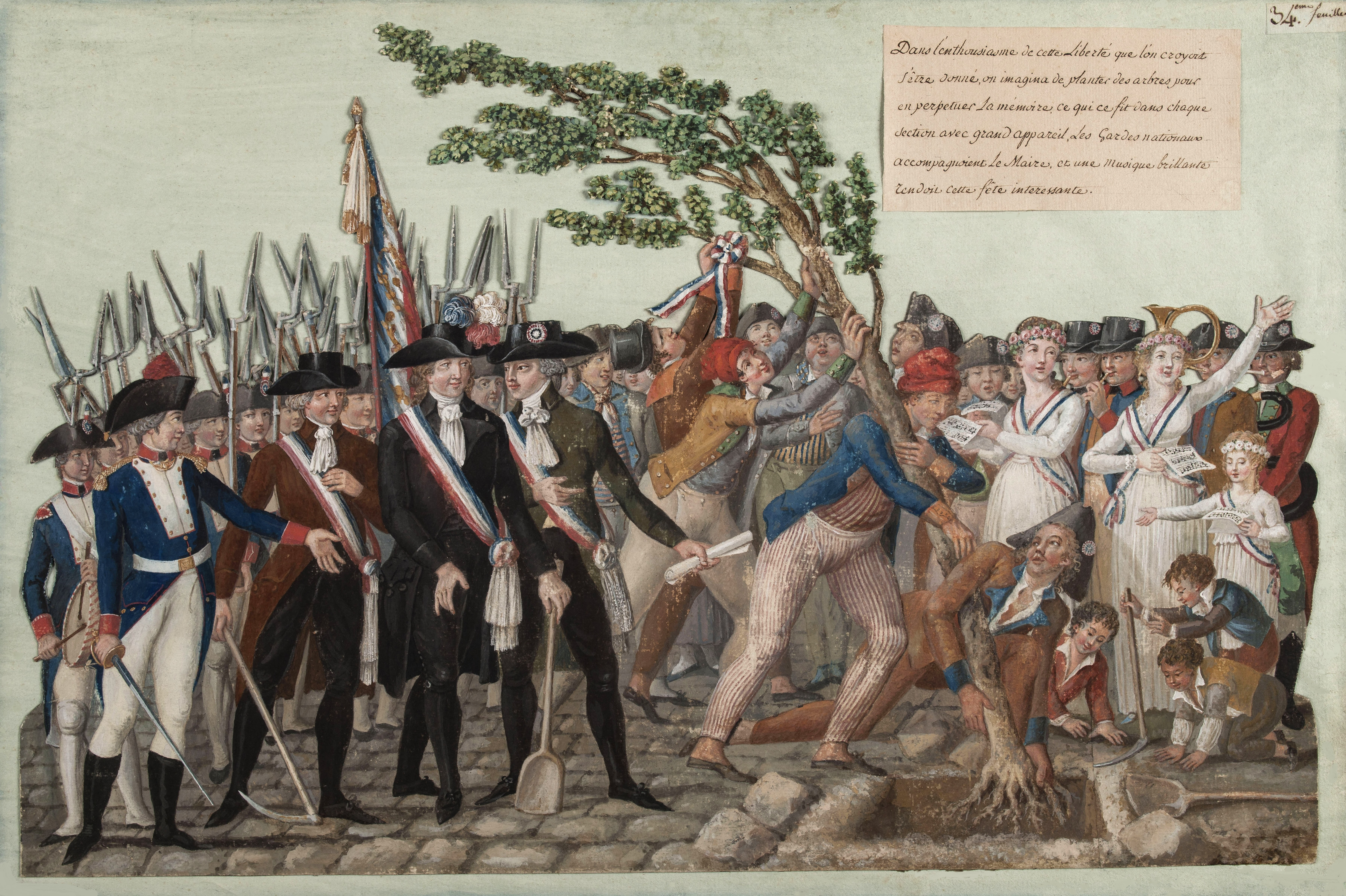
«Садять Дерево Свободи», 1790 рік.
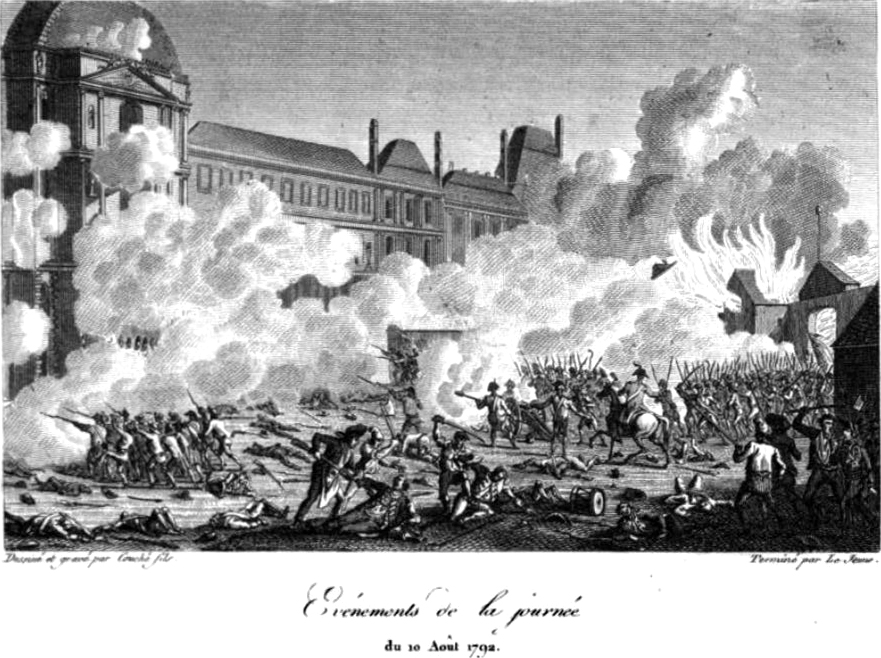
«Штурм королівського палацу Тюїльрі»
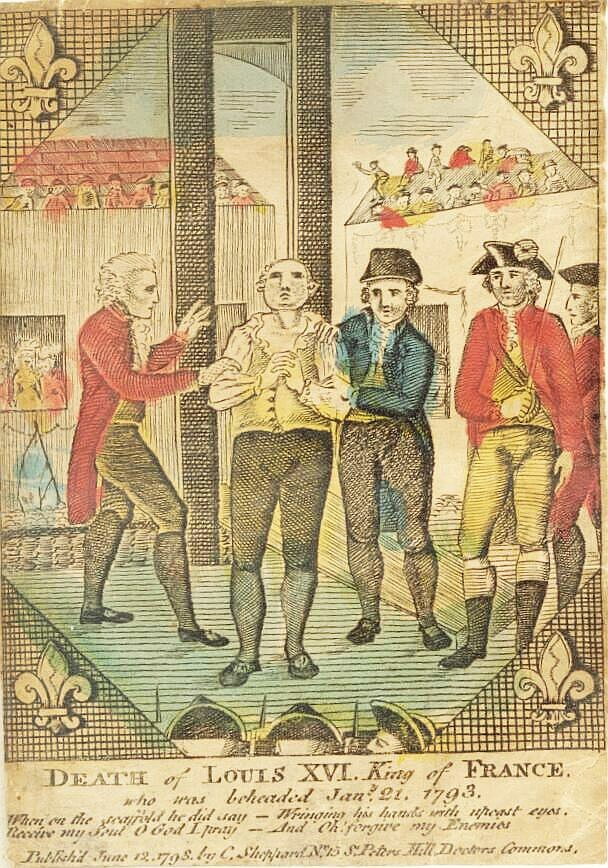
«Страта короля Франції Луї XVI»
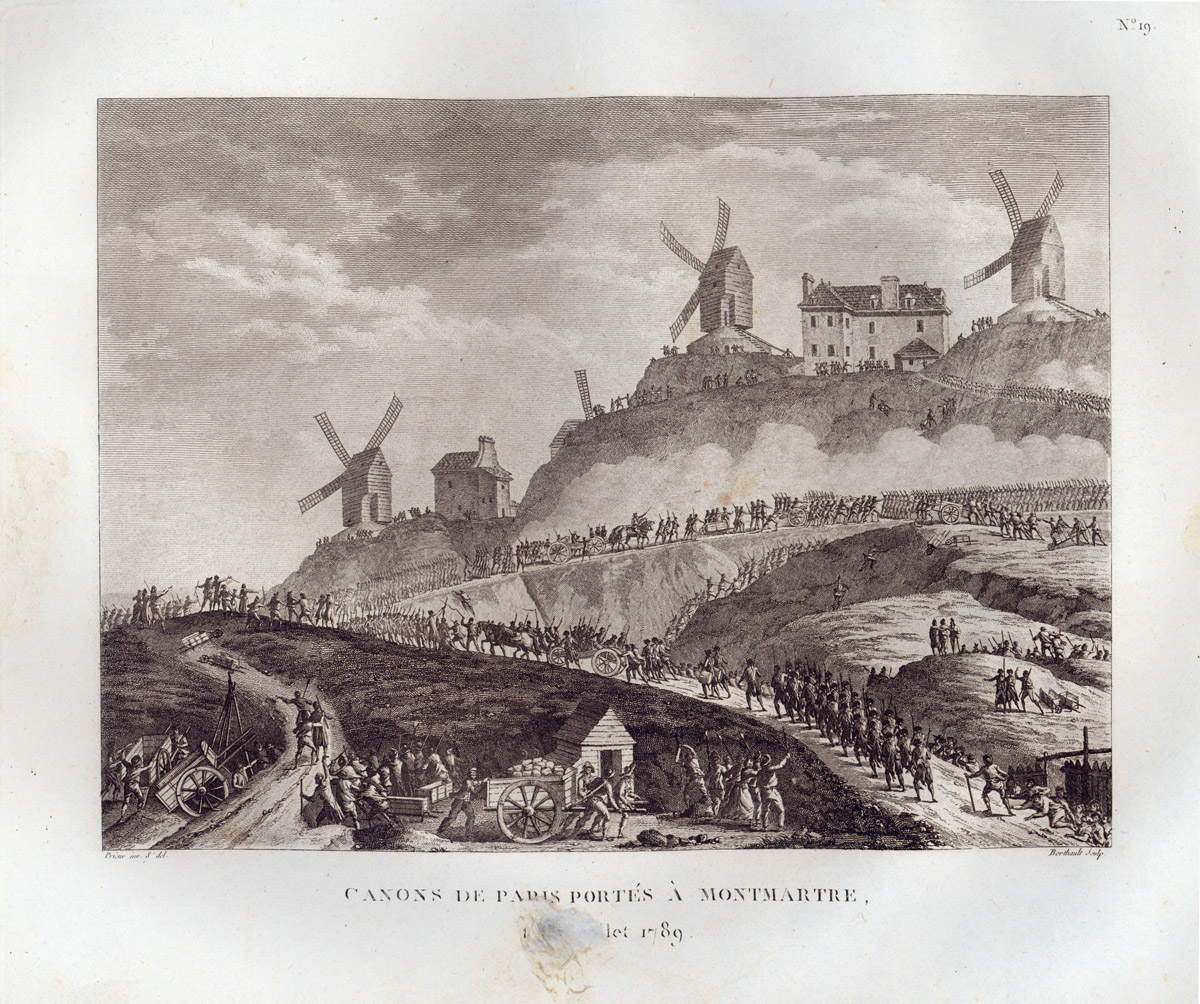
Монмартр в роки революції
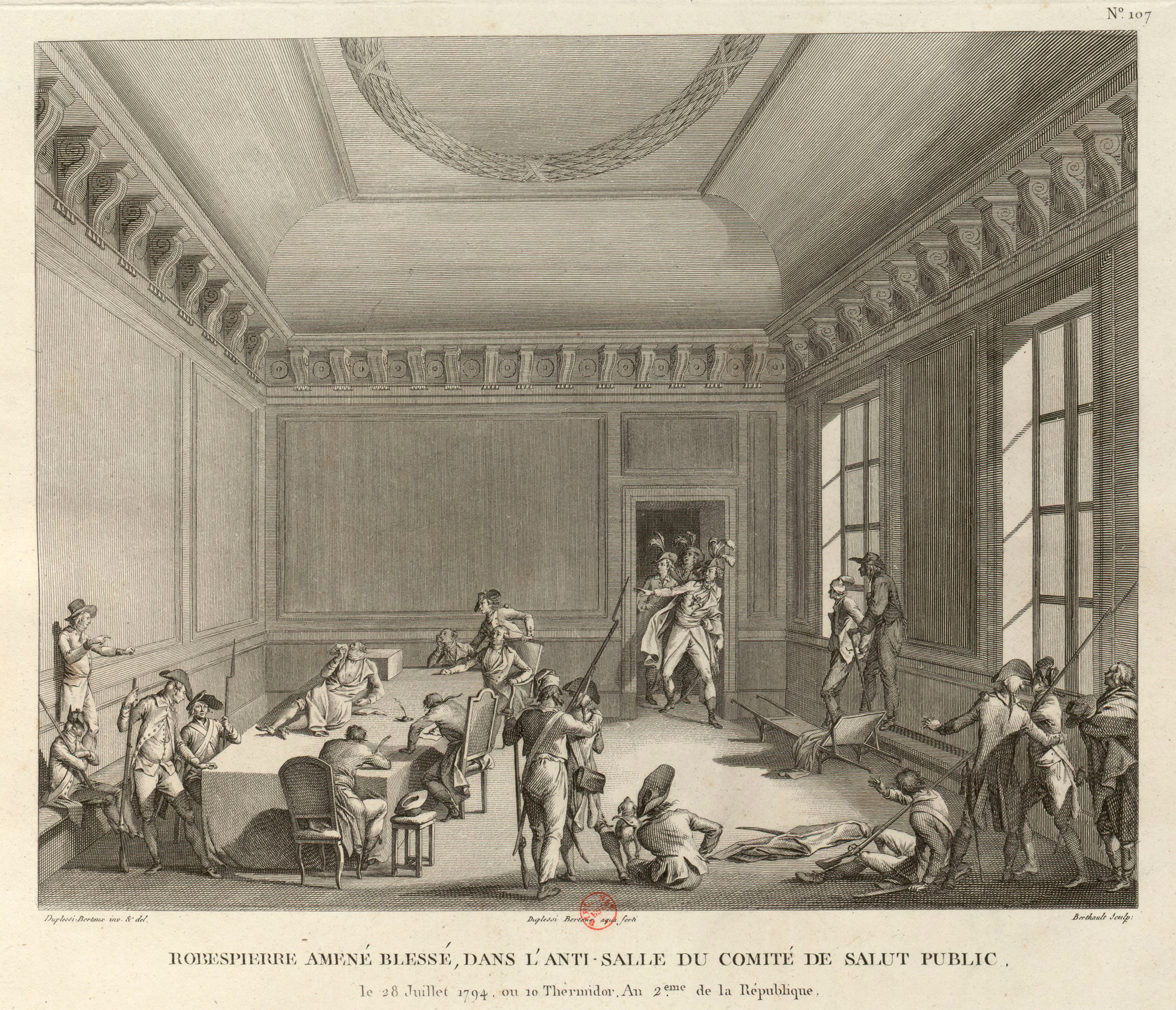
«Арешт диктатора Робесп'єра»
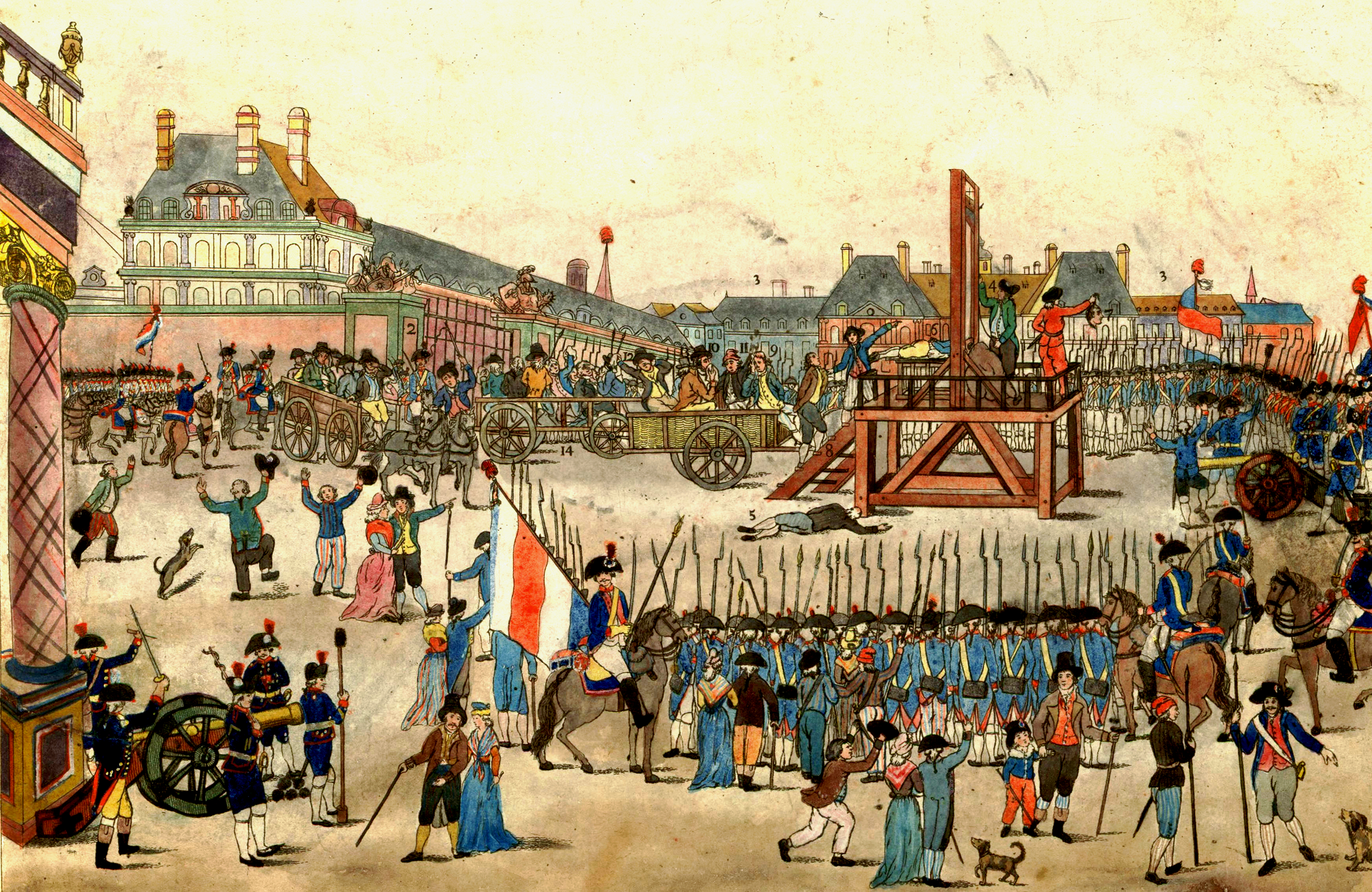
Страта на гільйотині Робесп'єра та Сен-Жуста.

Кількість французького естампа доби романтизму і еклектики перебільшує 25 000 зразків і продовжує зростати. Саме в цій збірці твори Франсуа Мілле, Оноре Дом'є, Шарля Меріона, П. Гаварні, братів Верне. Новий злет отримали офорт і особливо літографія наприкінці 19 ст., видатні зразки якої створили Едуар Мане, Едгар Дега, Каміль Піссарро, Поль Гоген, Анрі Тулуз-Лотрек, Поль Сіньяк, Фелікс Валлотон та ін. Відомим майстром офорту був і швед Андерс Цорн, знайомий з досягненнями французьких майстрів, але енергійна манера якого в офортах цілком самобутня.

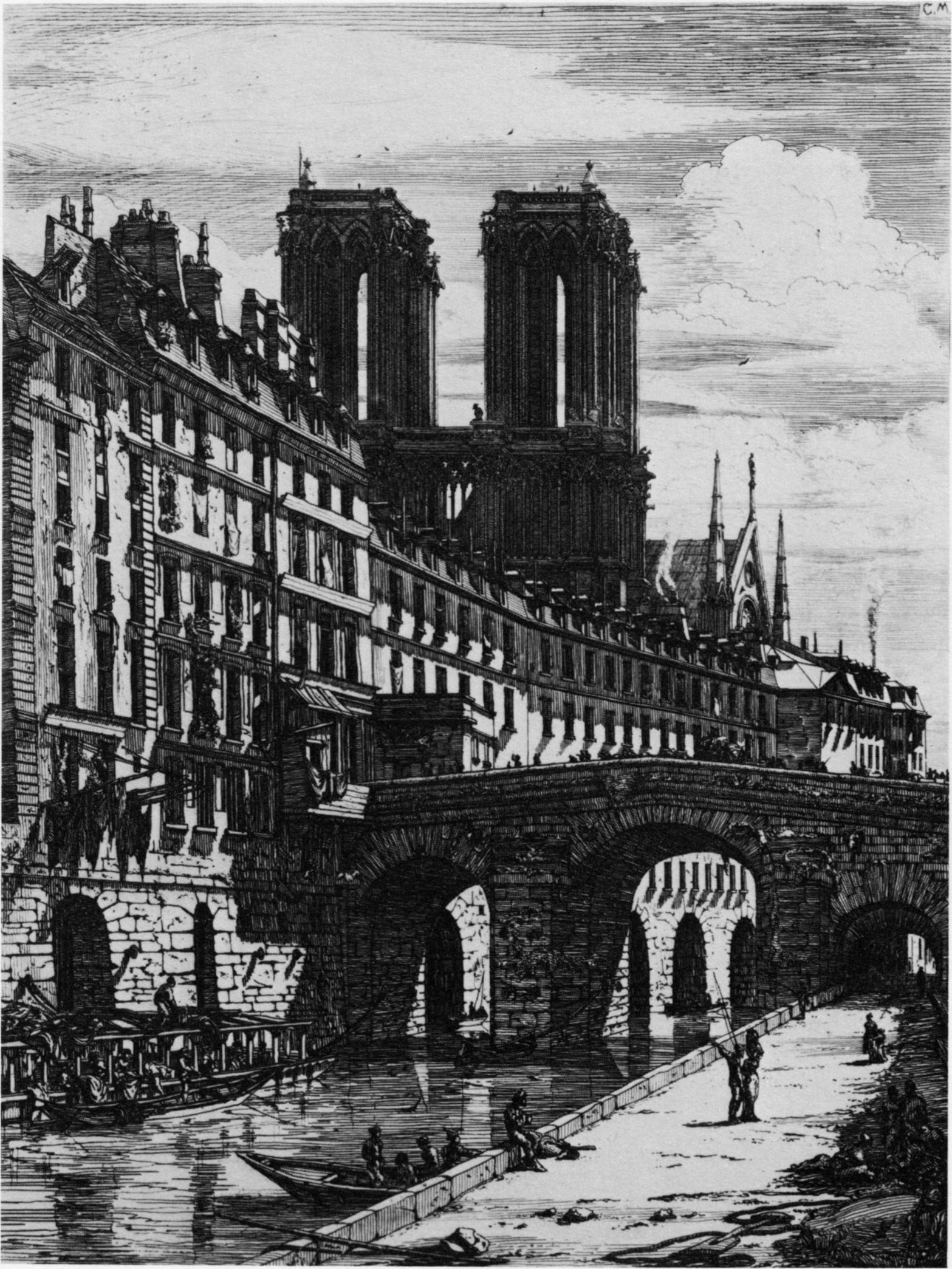
Шарль Меріон. «Малий міст, Париж», 1850 р.
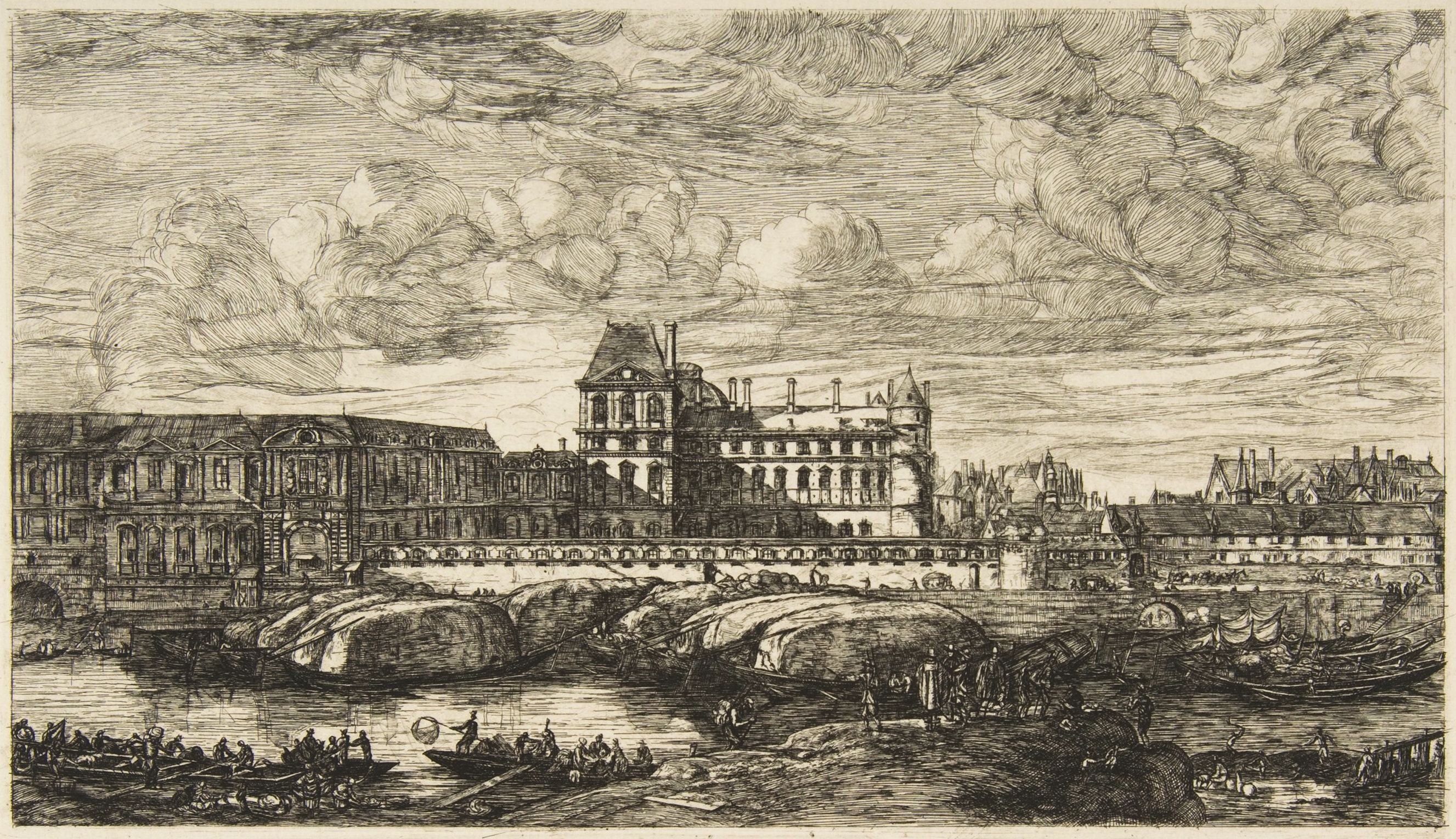
Шарль Меріон. «Лувр, стара частина»
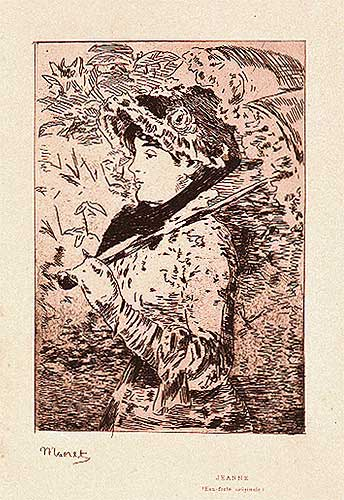
Едуар Мане. «Жанна» («Весна»), офорт 1882 р.
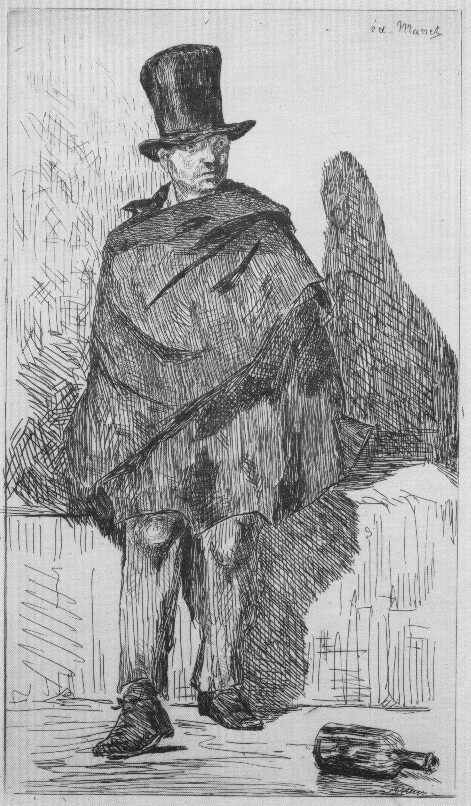
Едуар Мане. «Прихильник абсенту», офорт 1862 р.
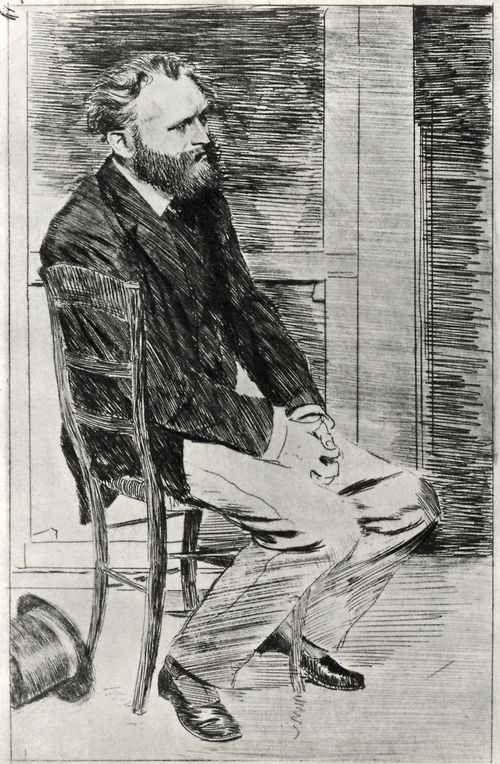
Едгар Дега. «Портрет Едуара Мане»,

Друкована графіка Франції 20 ст. в музейній збірці перебуває в фазі становлення і поповнення. Але вже є зразки таких майстрів, як Пабло Пікассо, Жан Карзу, Бернар Бюффе, Андре Фужерон, Валантен ле Кампіон, Фернан Леже, Моріс Вламінк.

## Друкована графіка Італії

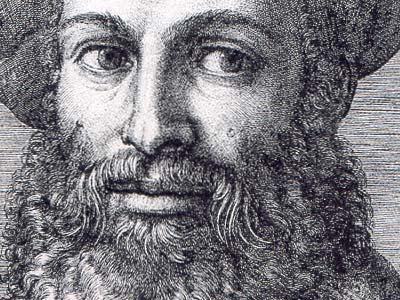
Маркантоніо Раймонді. «Портрет П'єтро Аретіно», фрагмент.

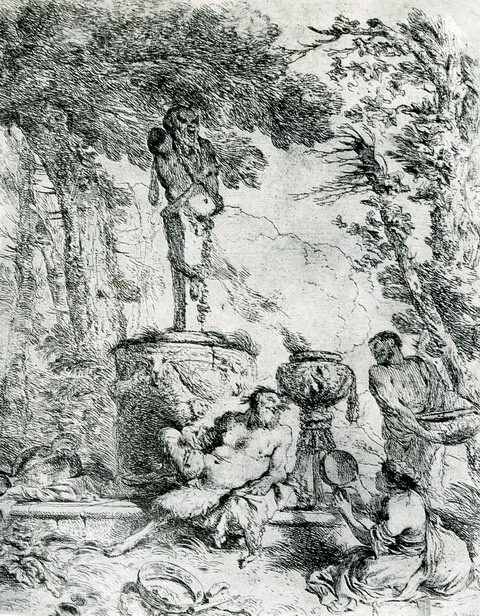
Дж. Б. Кастільйоне. «Свято бога Пана.»

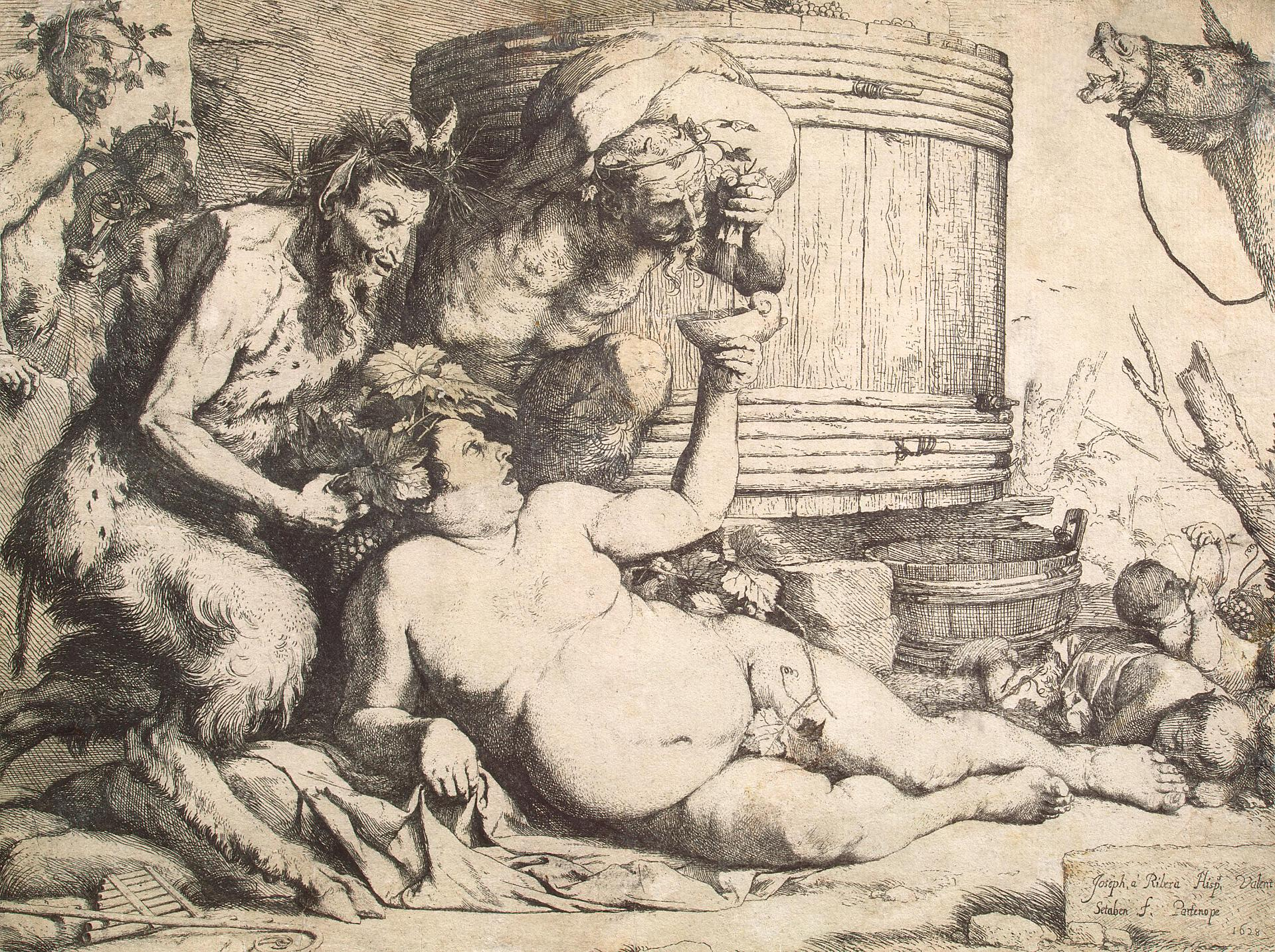
Хосе де Рібера. «П'яний Силен».

Друкована графіка Італії почала розвиватись в 15 ст., паралельно з ювелірством та живописом, і мала досить незалежний характер. Виникненню графіки сприяли розповсюдження паперових млинів і тонкі візерунки на металах, котрі робили італійські ювеліри. Папір надав новому різновиду мистецтва дешевий матеріал, більш дешевий і розповсюджений, ніж, наприклад, тканина (остання була основою для набивних малюнків). Первісними італійськими гравюрами були дереворити та гравюри різцем. На тісний зв'язок перших гравюр із ювелірами вказує єдиний збережений портрет на папері вельможної дами 1450 р., котра рясно прикрашена коштовними діадемою та намистом (єдиний існуючий відбиток зберігає Берлінський кабінет гравюр). Близькість до мініатюрних ювелірних виробів зберігає і маленька гравюра «Поклоніння волхвів» 1460 р., де майстер на малому аркуші розмістив тридцять дві фігури і фортечні мури і вежі далекого міста. Ермітажна збірка не має цих зразків, а рання італійська гравюра представлена творами К. Робетти та Андреа Мантенья, але традицію Мантеньї практично не підтримали. Офорт також не отримав в Італії 16 ст. популярності, незважаючи на звертання до нього такого віртуоза-малювальника як Парміджаніно. Низка італійських художників доби Відродження взагалі не зверталась до графічних технік, віддаючи ремісникам лише власні малюнки для гравіювання (Сандро Боттічеллі, Рафаель Санті, Мікеланджело Буонарроті, Тиціан). Особливе місце посіли гравюри Уго да Карпі, винахідника техніки кьяроскуро.
Наявність на Аппенінах декількох незалежних мистецьких центрів вплинуло і на розподіл графічних технік. Флоренція, що здавна уславиласть віртуозами-малювальниками на кшталт Сандро Боттічеллі, Леонардо да Вінчі або Мікеланджело, дотримувалась лінеарності і в графіці, культивують лінію і штрих. Дереворит і живописність, а не лінія, отримали розвиток і домінували в Венеції. На розвиток графічних технік в Венеції впливало також книгодрукування, відомим центром якого в Італії і Європі якраз і була Венеція. Центральна Італія пережила в 16 ст. справжню фінансову кризу через Італійські війни, пограбування Рима, захоплення іспанцями Неаполя. Графічні центри в італійських князівствах занепадають. В Римі працює Маркантоніо Раймонді, що припускається до сумнівних засобів заробітку, торгував підробками гравюр Дюрера, пережив арешт, тюремне ув'язнення, полон у вояків Карла V. Втративши майно, він повернувся хворим в Болонью, де і помер. Ермітаж зберігає неповний комплект гравюр М. Раймонді. Незалежною в 16 ст. залишилась практично Венеція. В ермітажній збірці присутні як дереворити Уго да Карпі, так і граверів, що скупчувались біля майстерні Тиціана (Джузеппе Сколари, Доменіко Кампаньола, Ніколо Больдріні)
В 17 ст. стан справ покращився і в Італії вихована нова генерація національних граверів — в стилістиці бароко працюють Стефано делла Белла (в Ермітажі більш ніж 3000 його офортів), А. Темпеста (в музеї бл. 1300 його творів), Сальватор Роза (бл. 300 зразків). Новий розквіт отримала і техніка офорта, відомим майстром якої серед італійців був Джованні Бенедетто Кастільоне (1610—1665). Він виконав близько сімдесяти офортів. Серед них є теми, які він розробляв в живопису (композиція на тему Діогена, що даремно шукав чесну людину днями з ліхтарем і ніде не знаходив), пасторальні сцени, релігійні композиції (аркуш «Христос воскрешає померлого Лазаря»). За старанність в офортах його прозвали другим Рембрандтом. Але порівняння офортів Кастільйоне з офортами Рембрандта доводить, що Кастільйоне не зумів досягти філософської глибини задумів великого голландця.
До двох художніх шкіл (іспанської та італійської) відносять твори і Хосе де Рібера. Іспанець за походженням, він практично все життя працював в Неаполі, ставши практично італо-іспанським майстром з особливим світоглядом. Звертався він і до техніки офорту. Занадто швидко він перейшов від учнівських замальовок до повноцінних гравюр. Це був етап роботи над живописною композицією «П'яний Вакх». Було дві іпостасі Вакха- 1) молодий і гармонійний бог веселощів і вина, 2) п'яничка Силен, який втрачає людську подобу через надмірне пияцтво. Саме цю іпостась і обрав Хосе де Рібера для свого офорта, бо засуджував пияцтво і ніколи не забував про повчальний характер свого живопису. В офорті він дотримувався малюнку тонкою лінією. Лише пізніше виразну лінію доповнював штриховкою і прозорими тінями. Ермітаж зберігає два альбоми офортів Хосе де Рібери.
Відомим центром графічного мистецтва в Італії в 18 ст. залишилась Венеція. Ермітажна збірка має добірку творів всіх відомих венеціанських граверів 18 ст. — Антоніо Канале, Джованні Баттіста Тьєполо, Джованні Баттіста Піранезі. До придбання усіх офортів роботи Піранезі доклала зусиль ще імператриця Катерина II, котра жалілась, що і 1 000 його гравюр їй мало.

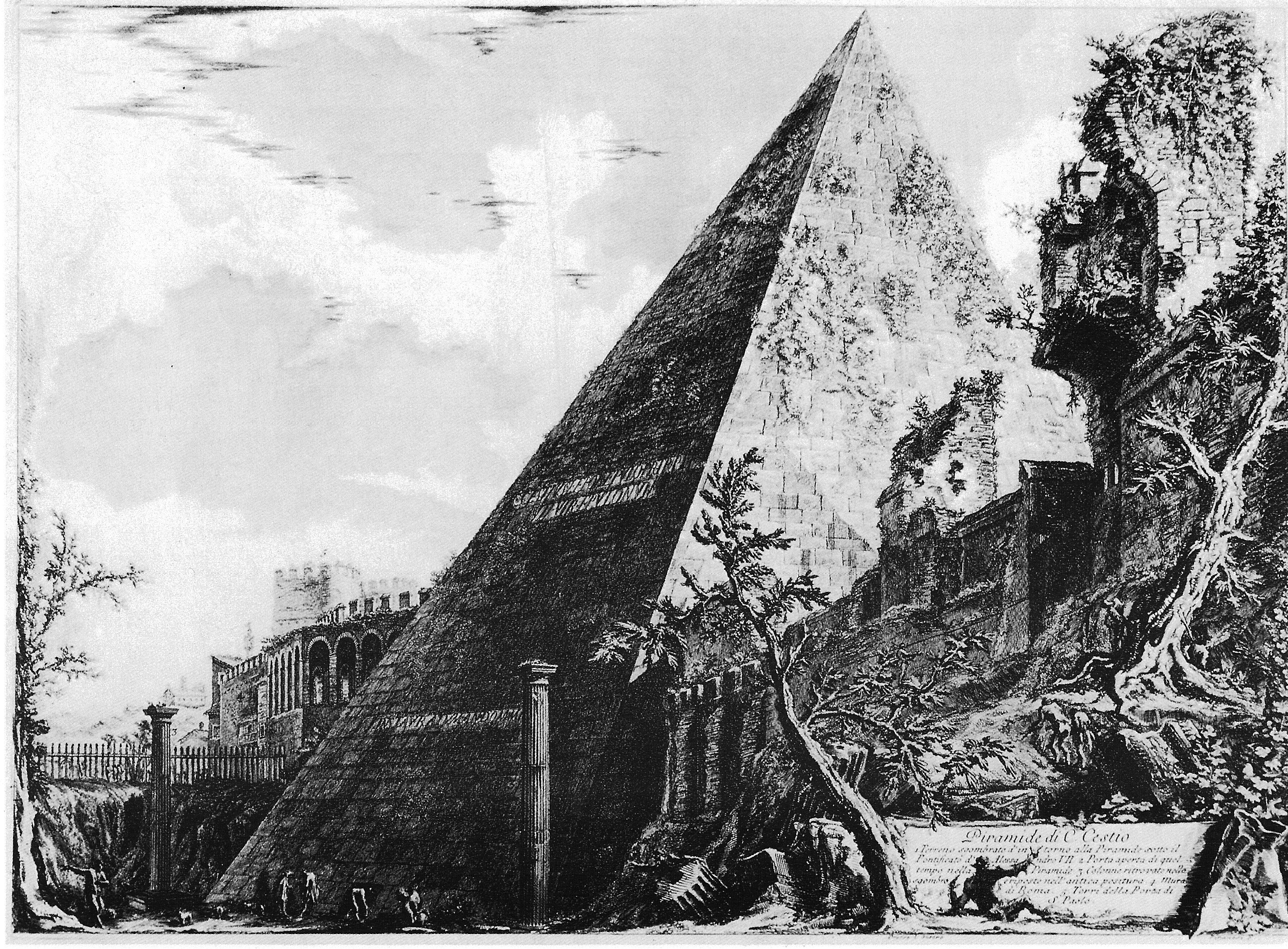
Піранезі. «Піраміда Цестія»
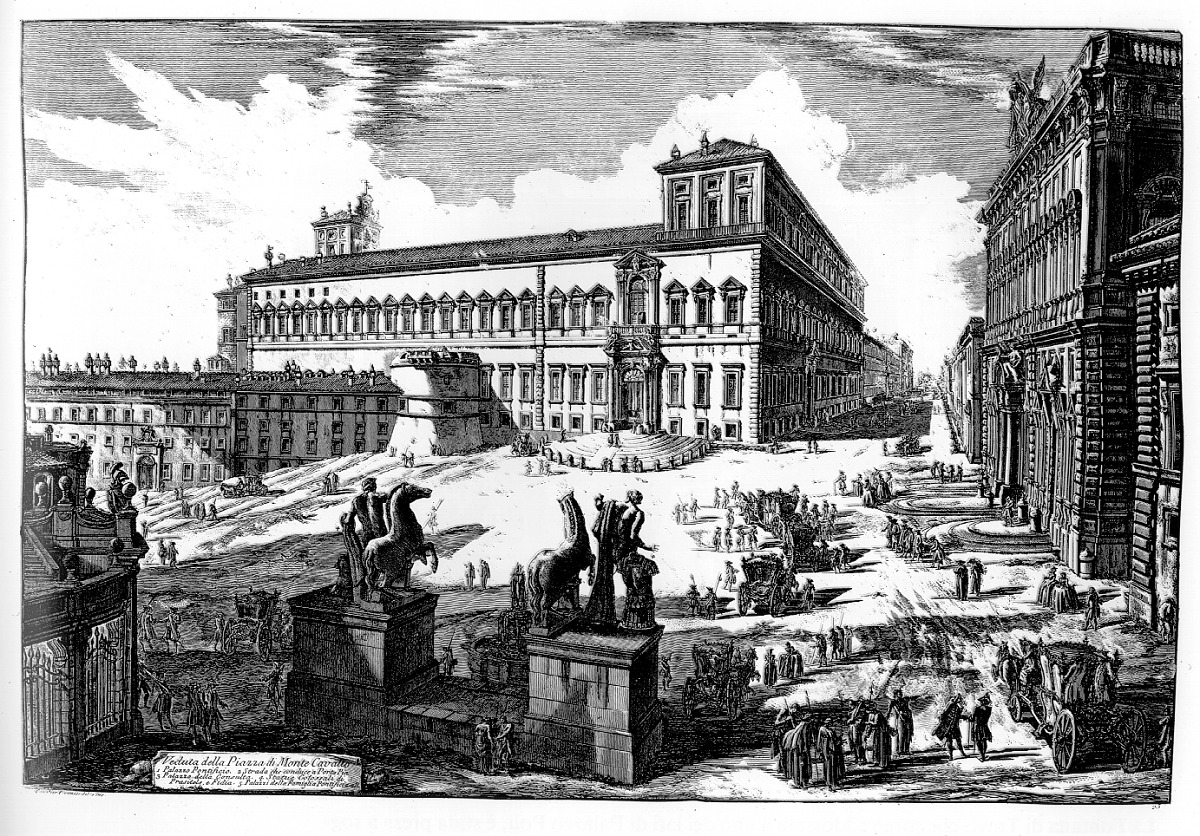
Піранезі. «Квіринальський палац»
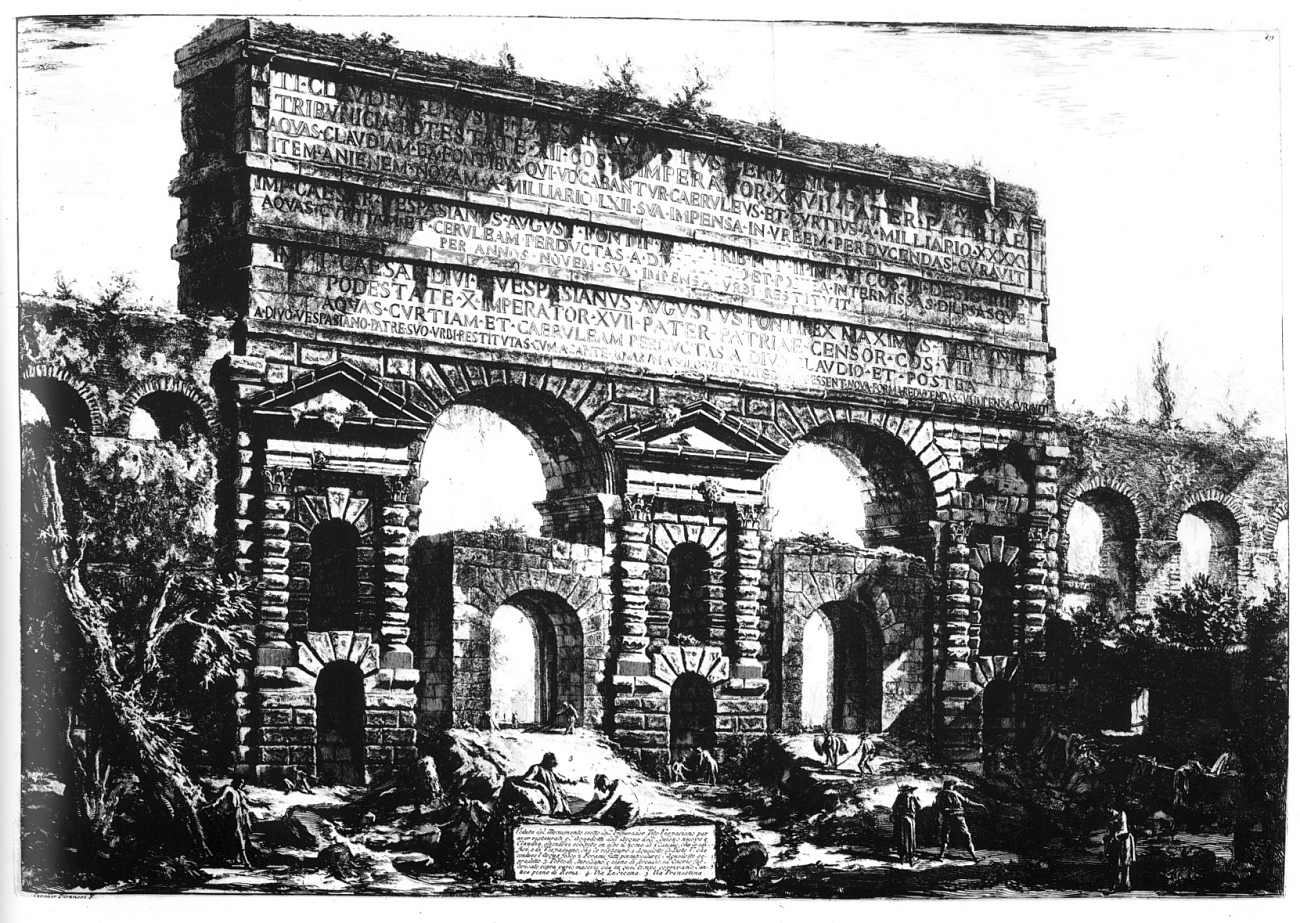
Піранезі. «Рим, Порта Маджоре»
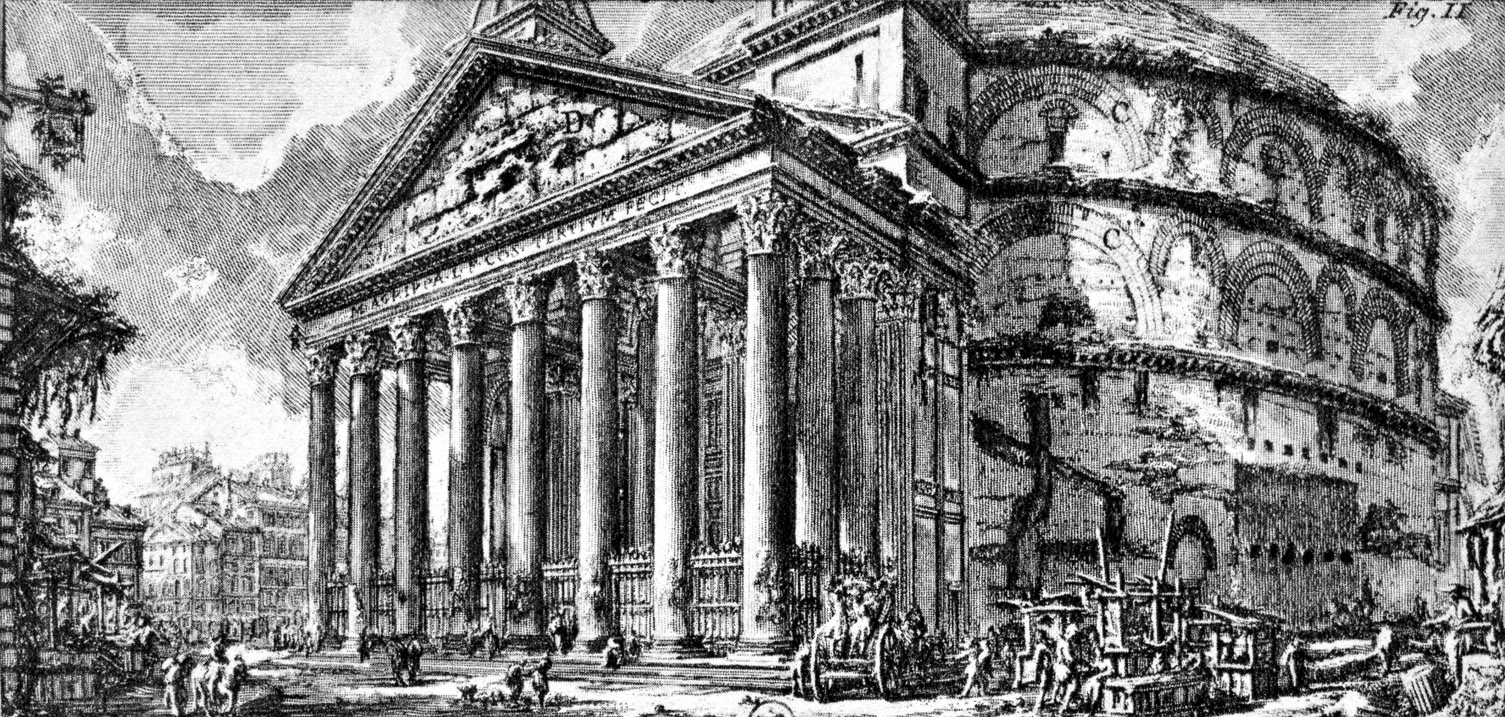
Піранезі. «Пантеон в Римі».

## Друкована графіка земель Нідерландів

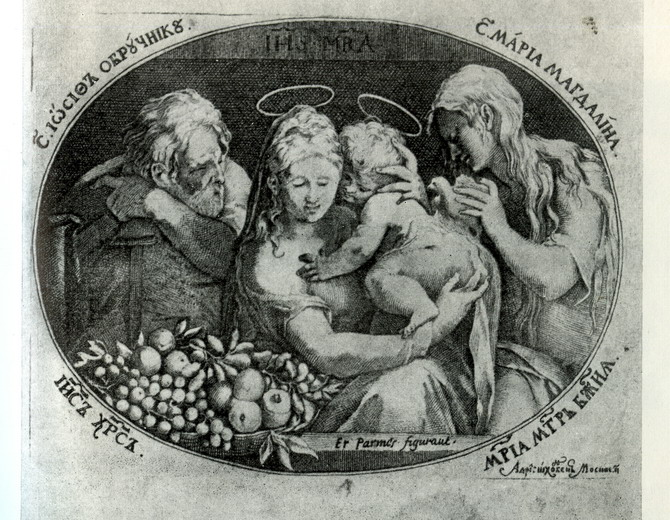
«Св. Родина і Марія Магдалина», маньєризм кін. 17 ст. Зразок, котрим торгував А. Шхонебек.

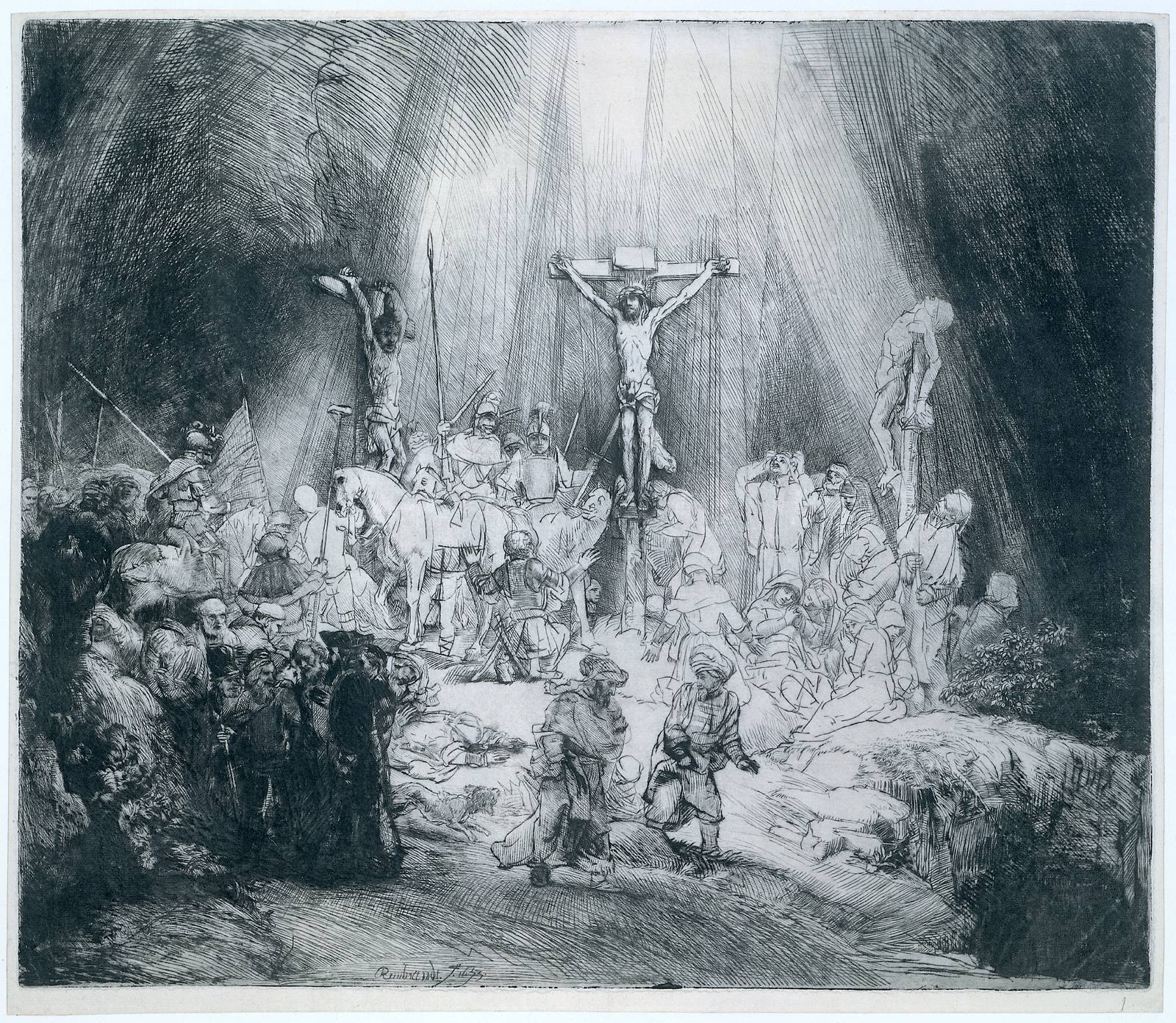
Рембрандт. «Три хрести Голгофи», 1653 р.

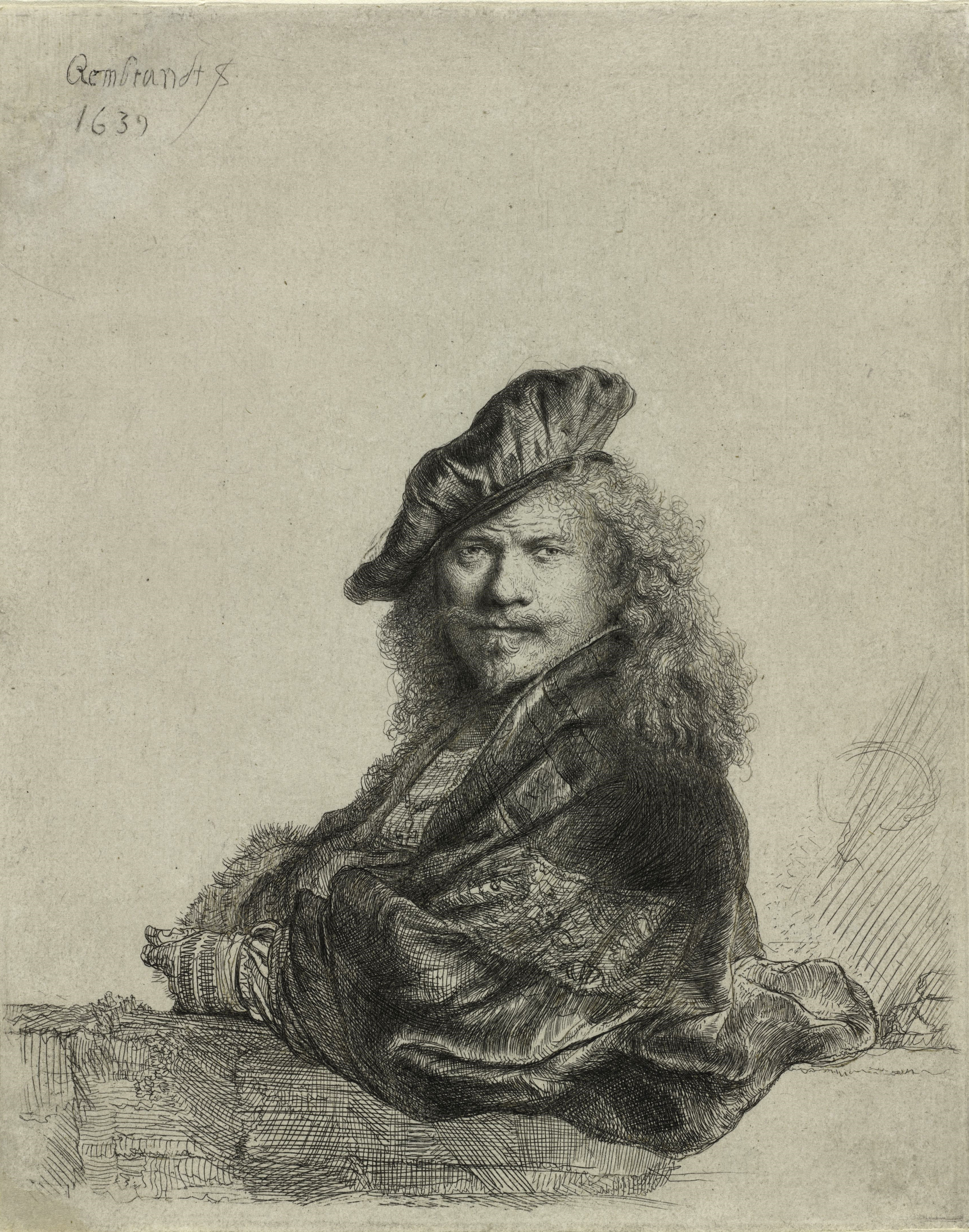
Рембрандт. «Автопортрет, спираючись на підвіконня», 1639 р.

Тісні зв'язки Московії в 17 ст. та в першій половині 18 ст. з Голландією обумовили як появу великої кількості друкованої графіки голландців, так і запозичення звідти складної техніки офорта. В Московії працювали запрошені з Голландії гравери, а частка російських митців пройшла стажування в Голландії. Ермітаж має досить різноманітну збірку друкованої графіки голландських митців 17-18 століть, від ранніх гравюр Г Гольциуса (не тільки офортів, а і гравюр різцем, кольорових гравюр-дереворитів) до багатьох сучасників Рембрандта і других поколінь голландських майстрів. В наявності як численні гравюри Ніколаса Берхема (1620—1683, понад 300 аркушів) та Адріана ван Остаде (1610—1685, понад 200 аркушів), так і поодинокі зразки, серед яких Фердинанд Бол, Ян Лівенс, Пітер Поттер, Ян Бот, Карел Дюжрден та ін. В 18 ст. мистецтво Голландії поступилося місцем мистецтву Франції і втрачало національні риси. Підборка творів 19 ст. носить випадковий характер, де виділяються майстерністю та національним забарвленням гравюри І. Б. Йонкінда (1819—1891).
Найкраща частина збірок — майже повний комплект офортів Рембрандта. ретельно зібраних ще Ровінським в другій половині 19 століття та переданих в Імператорський Ермітаж 1895 року.
Специфічні умови розвитку графічного мистецтва Голландії, боротьба і співіснування різних мистецьких течій (реалізм 17 ст., коротке там бароко) відбились і на графічній продукції, де виготовляли і репродукції уславлених картин, і світлини до різноманітних видань, і широко відомі в Європі мапи. Саме голландські митці познайомили московитів із запізнілою формою маньєризму та стриманого національного бароко, прихильником останнього якраз і був цар Петро І. В стилістиці запізнілого голландського маньєризму 17 ст. виконані аркуш «Свята Родина і Марія Магдалина», котрим торгував в Москві голландець А. Шхонебек, гравюра на честь царевича Олексія Петровича 1704 р. (виконана тим же А. Шхонебеком)), стилістика бароко — в портретах Петра І та Олександра Меншикова, риси брутального реалізму — в численних морських баталіях та зображеннях перших споруд Петербурга та його передмість, численні зображення нових фортець, російських вітрильників тощо.

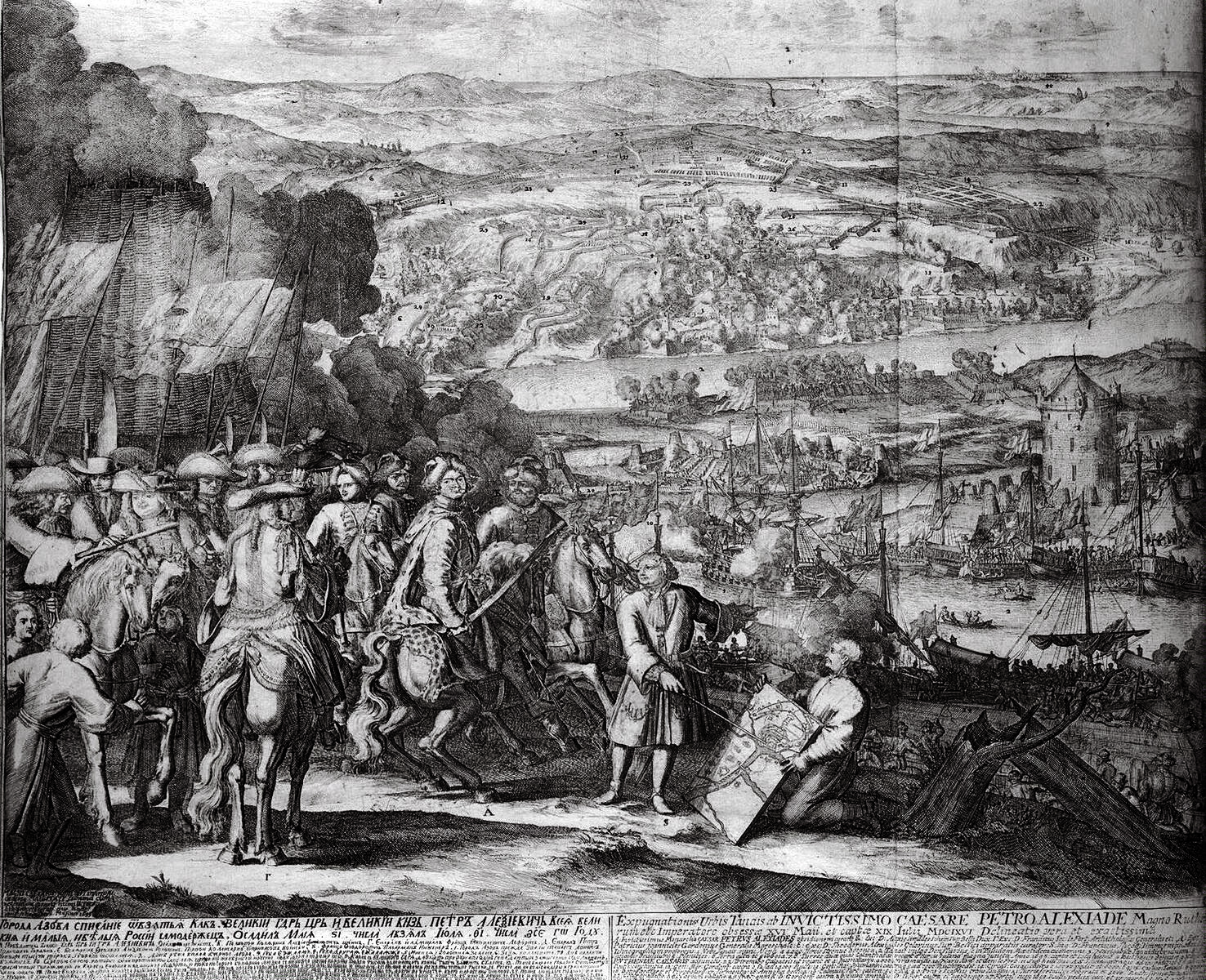
Адріан Шхонебек. «Захоплення Азова», 1699 р.
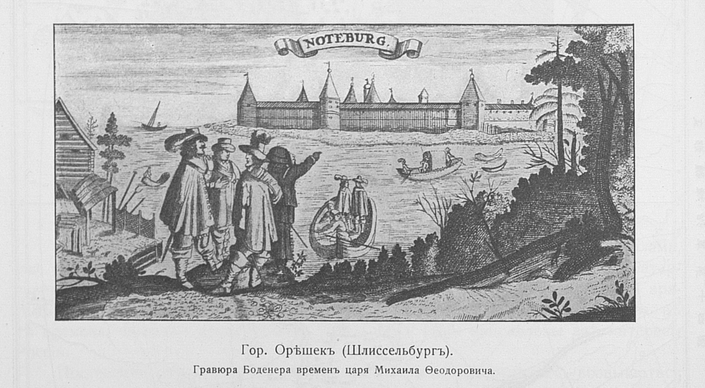
Гравер Боденер. Фортеця Шліссельбург.
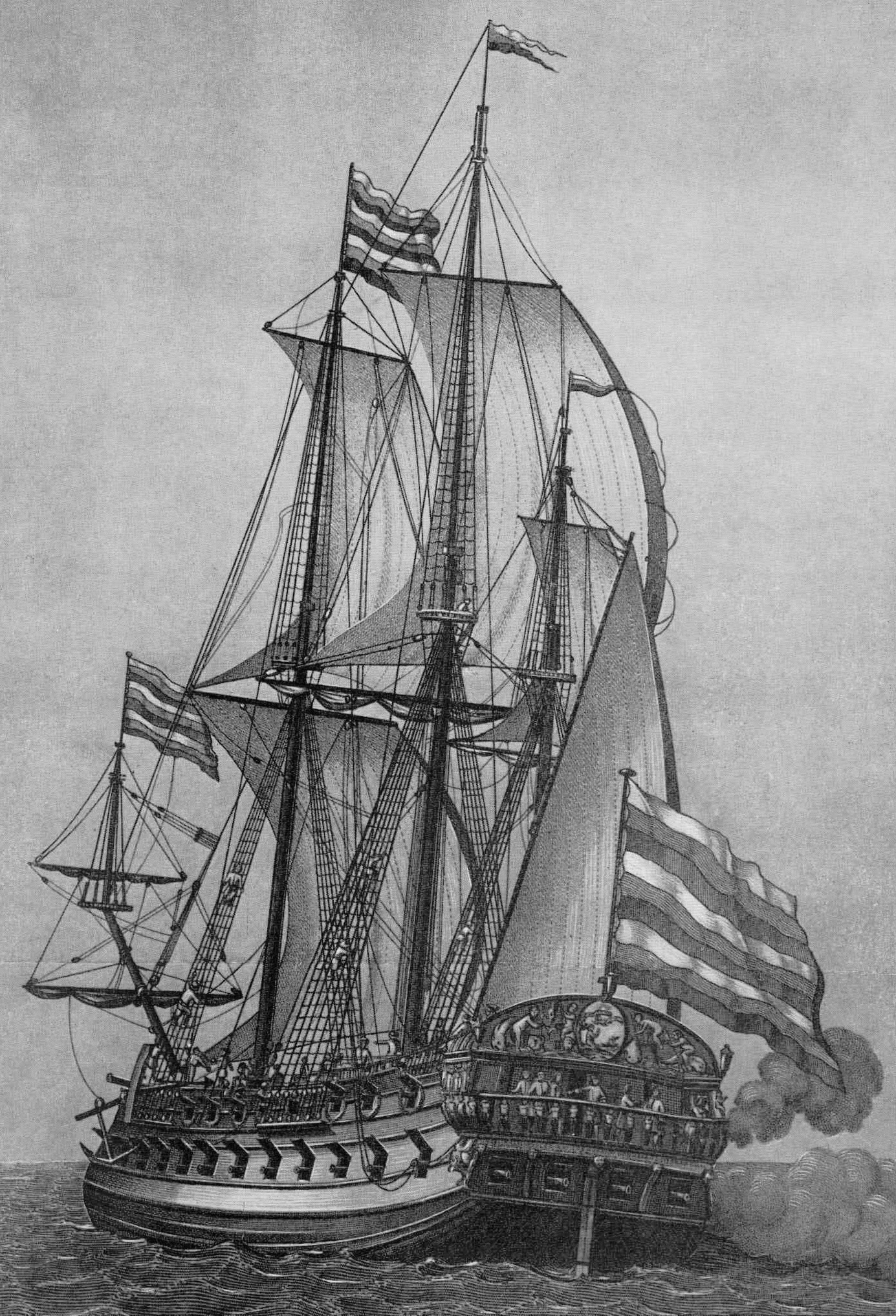
Адріан Шхонебек. Вітрильник «Гото Предестінація», 1701 р.
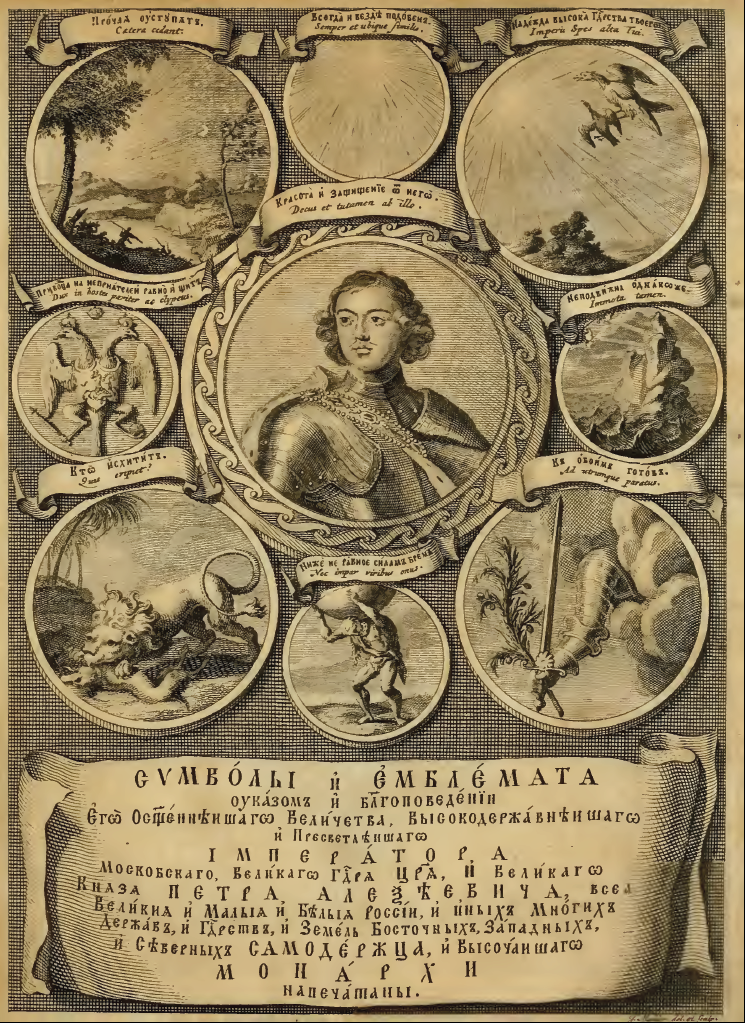
Фронтиспис видання «Символи і емблемата» 1705 р.

Зовсім іншу стилістику розробляли майстри Південних Нідерландів. Демократичні традиції не отримали в мистецтві цих земель домінуючого стану, як в сусідній Голландії. Широкі економічні, культурні і політичні зв'язки з бастіонами католицизму 17 ст. — Італією та Іспанією — сприяли розвитку пишного, фламандського бароко і аристократизму, вишуканої елегантності. У Південних Нідерландах співіснувало декілька мистецьких центрів, де головували Гаага та Антверпен.
Ермітажна збірка фламандської графіки майже цілком належить до репродукційної гравюри, котрою плідно займались Л. Ворстерман, брати Болсверт, П. Понциус. Технікою гравюри різцем вони виконали репродукції з картин П. П. Рубенса та його майстерні (понад 9 000 одиниць), сприяючи популяризації творів голови майстерні. Самостійну ж мистецьку вартість має так звана «Іконографія Ван Дейка». Відомий портретист Антоніс ван Дейк звернувся до техніки гравіювання в скрутний час власного життя (після смерті батька та обирання трьома сестрами долі чорниць). Від стресів лікувала напружена праця. Тоді Антоніс і напланував зробити портрети своїх видатних співвітчизників. Писати олійними фарбами здалося довгим навіть Ван Дейку. І він звернувся до офортів і інших технік гравюр. Хоча техніка офорта так і не отримала розповсюдження в Південних Нідерландах 17 ст. До переліку обраних потрапили художники, поети, державні діячі, музиканти. Витвір отримав назву «Іконографія Ван Дейка», а кількість аркушів — ста дев'яноста. Не всі офорти зробив власноруч Ван Дейк, їх доопрацьовували інші гравери. Але ті, що зробив Ван Дейк, увійшли у золоту скарбницю офортів Західної Європи (гравер Лукас Форстерманс Старий, художники Ян Снеллінкс і Йоост де Момпер Молодший та інші). «Іконографія Ван Дейка» була оприлюднена у 1636–1641 роках в місті Антверпен. Пізніше мідні дошки серії придбали для музею Лувр. «Іконографія Ван Дейка» існує в декількох різних виданнях.

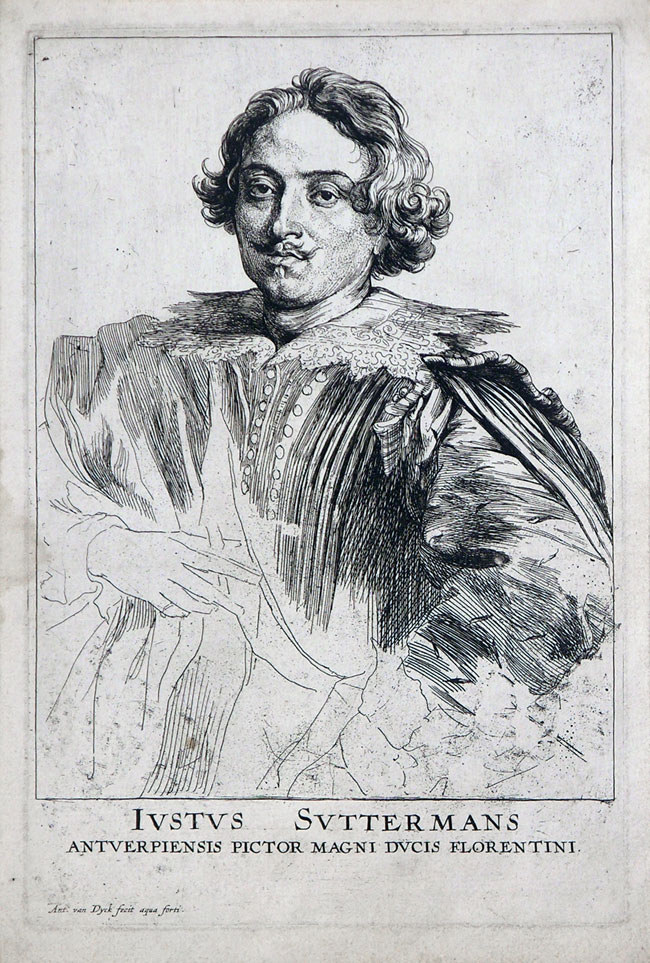
Ван Дейк. «Юстус Сустерманс»
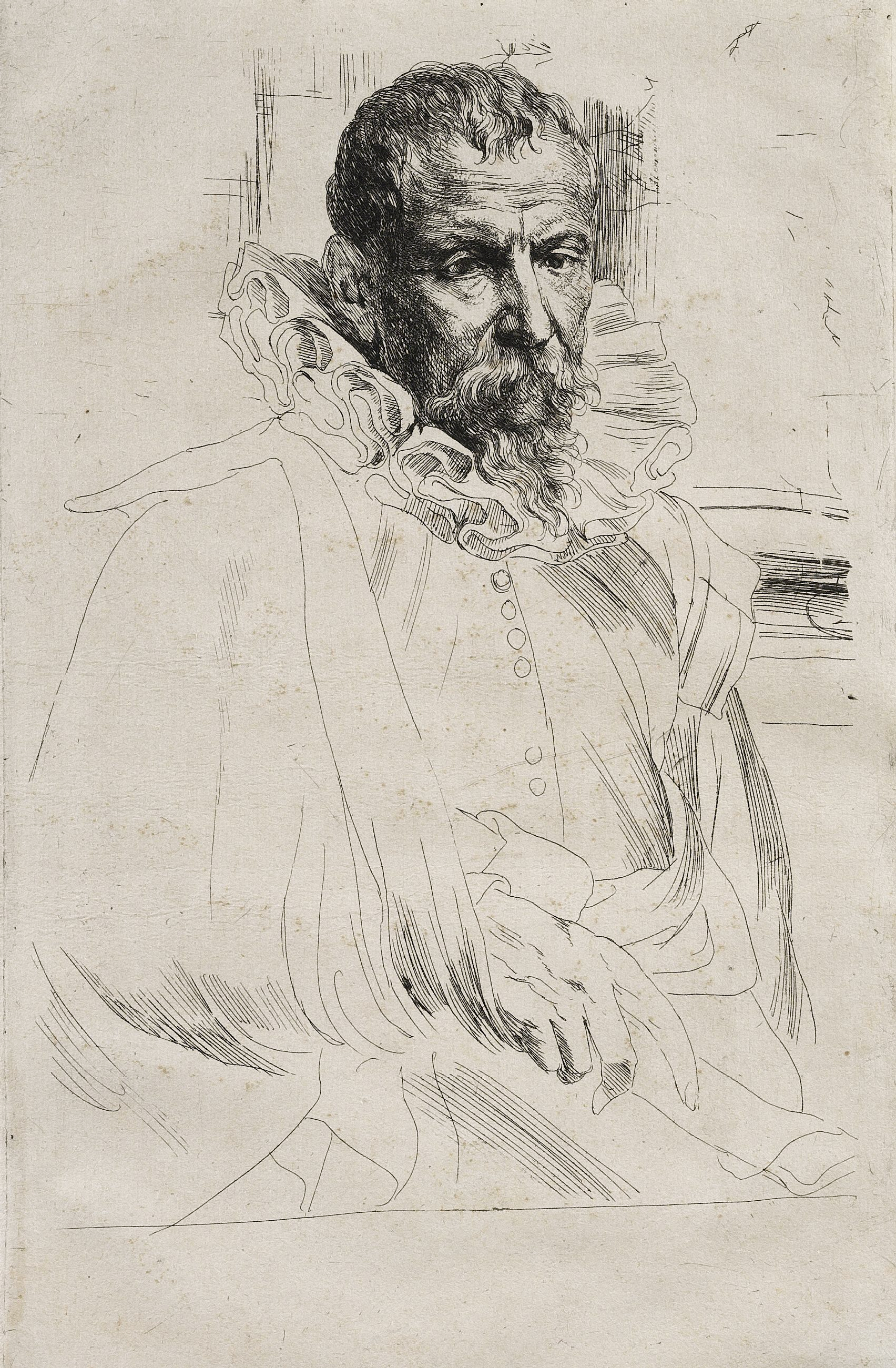
Ван Дейк. «Пітер Брейгель Молодший»
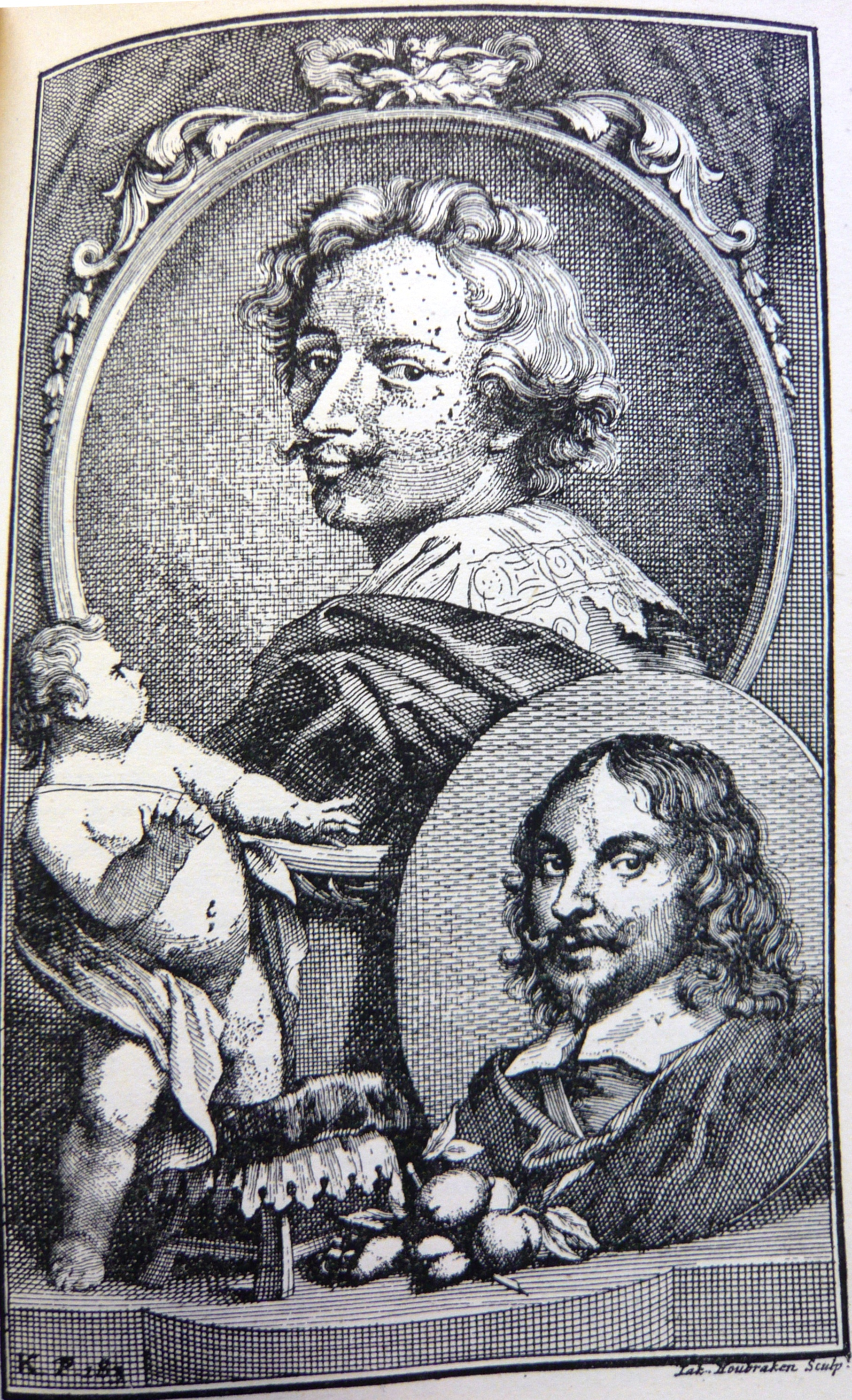
Портрети Ван Дейка та Яна Давідса де Гема з видання Арнольда Гаубракена 1718 р.
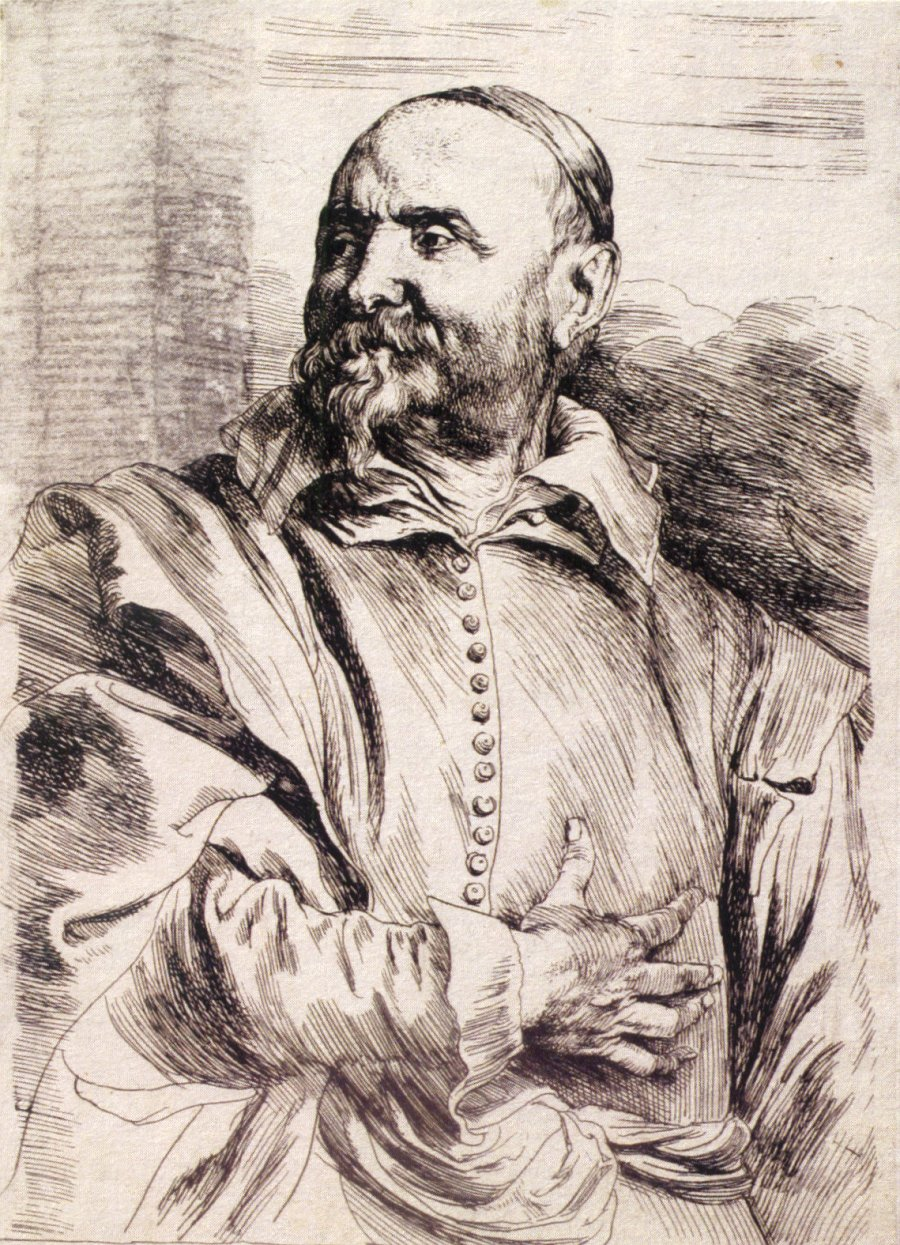
Ван Дейк. «Ян Снеллінкс»

## Друкована графіка Британії

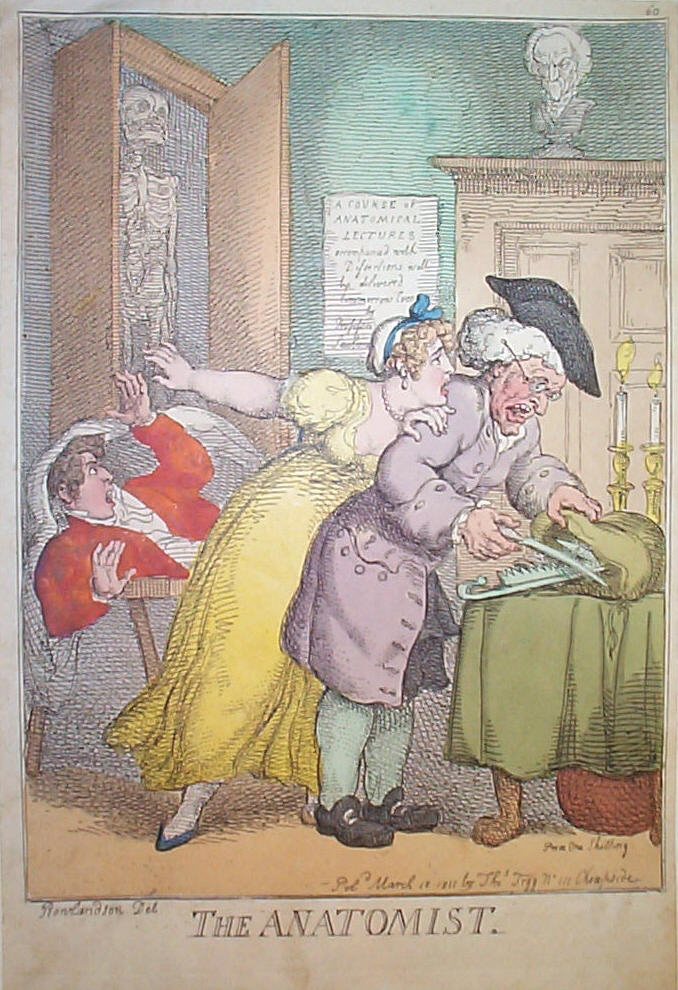
Томас Ровлендсон. «Захист коханця від анатома-чоловіка», 1811 р.

В Ермітаж потрапили два альбоми гравюр Вільяма Хогарта, що добре репрезентують і його творчість як гравера, і графічне мистецтво Британії першої половини 18 ст. Музейна збірка має добру колекцію гравюр так званою чорною манерою (меццотінто). Представлені практично всі видатні британські майстри, котрі її використовували, серед них — брати Ворд, Дж. Мак-Ардель, В. Грін, Дж. Р. Сміт, Р. Ірлом. В техніці «пунктирна гравюра» працював Ф. Бертолоцци, що мав італійське походження. Гравюри різцем робили В. Вуллет. Р. Спенсер та інші. Особливою сторінкою графічної культури Британії стала карикатура. Розфарбована від руки, карикатура користувалась значною популярністю і її залюбки збирали британці, прихильники кабінетної праці, бібліотек, приватного життя. Особливо уславилися карикатуристи Джеймс Гілрей та Томас Ровлендсон (1756—1827), омтанній майстер кумедних ситуацій і поганий сатирик, котрий так і не наблизився до гірких прозрінь художника-попередника Вільяма Хогарта.

## Офорти Гойї

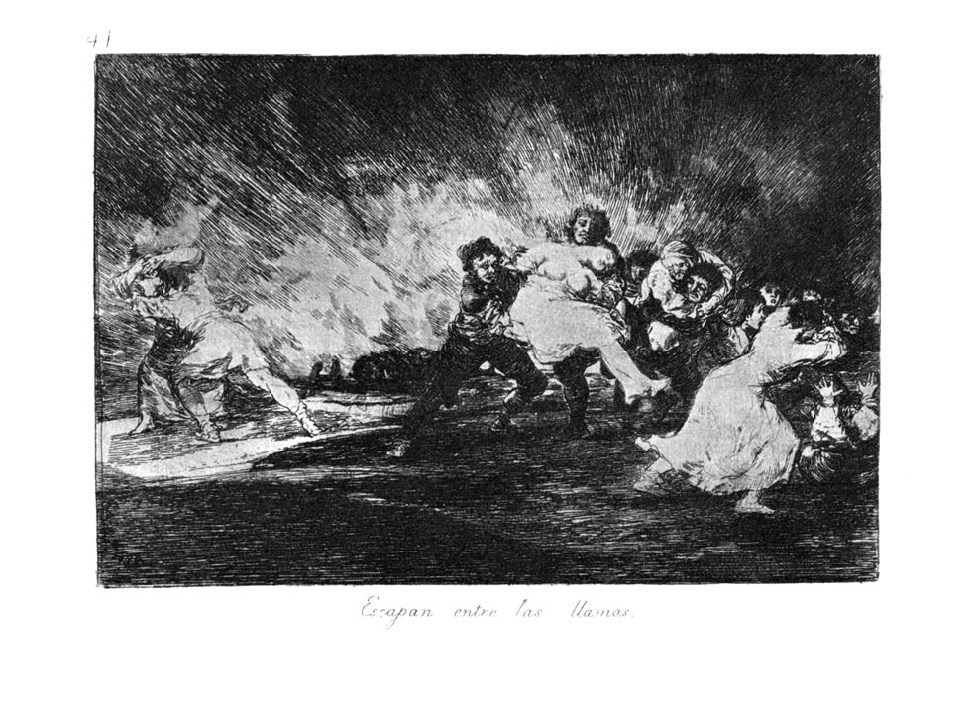
«Вони біжать крізь полум'я» (№ 41)

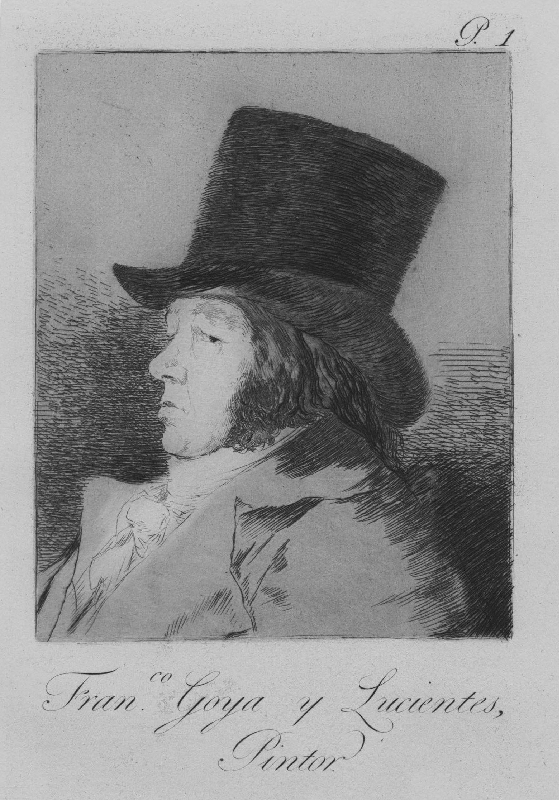
Автопортрет, серія «Капрічос», 1799 р.

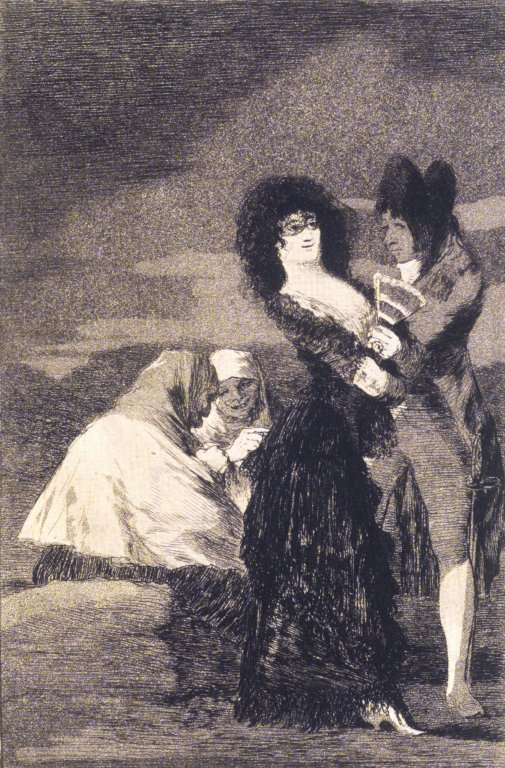
Гойя. «Двоє закоханих»

За проханням військового Хосе де Палафокса — Гойя, що мешкав в Мадриді, створив подорож до міста Сарагоса, аби зібрати матеріали для нових творів. Планувалося надрукувати патріотичний альбом з приводу героїчної оборони Сарагоси в національно-визвольній війні проти військ Наполеона Бонапарта. Син маркіза, Хосе де Палафокс сам брав участь в військових діях в Сарагосі і багато про що міг розповісти патріотично налаштованому художнику. Ще більше шокуючого побачив сам художник, коли прямував в Сарагосу в жовтні 1808 року.
Гойя зробив багато замальовок, зібрані в альбоми. Він не зупинився лише на трагічних подіях двох облог Сарагоси і руйнації міста, а продовжив збирати матеріали і під час боїв під Мадридом, додавши замальовки голоду 1811–1812 рр. в столиці і масових смертей мешканців міста. Перебіг подій був таким стрімким і трагічним, що патріотичний альбом друкувати ніхто не став через труднощі воєнного часу. Але художник не покинув роботу над серією, використавши ті пластини металу, що знайшов та зашліфував старі зображення заради нових сюжетів.
Лише у 1863 р. здійснене перше видання офортів серії «Лихоліття війни» з ініціативи митців Королівської Академії мистецтв Сан Фернандо. Подія відбулася через 35 років після смерті Гойї.
Передруки серії були у 1892, у 1903, у 1906 роках.

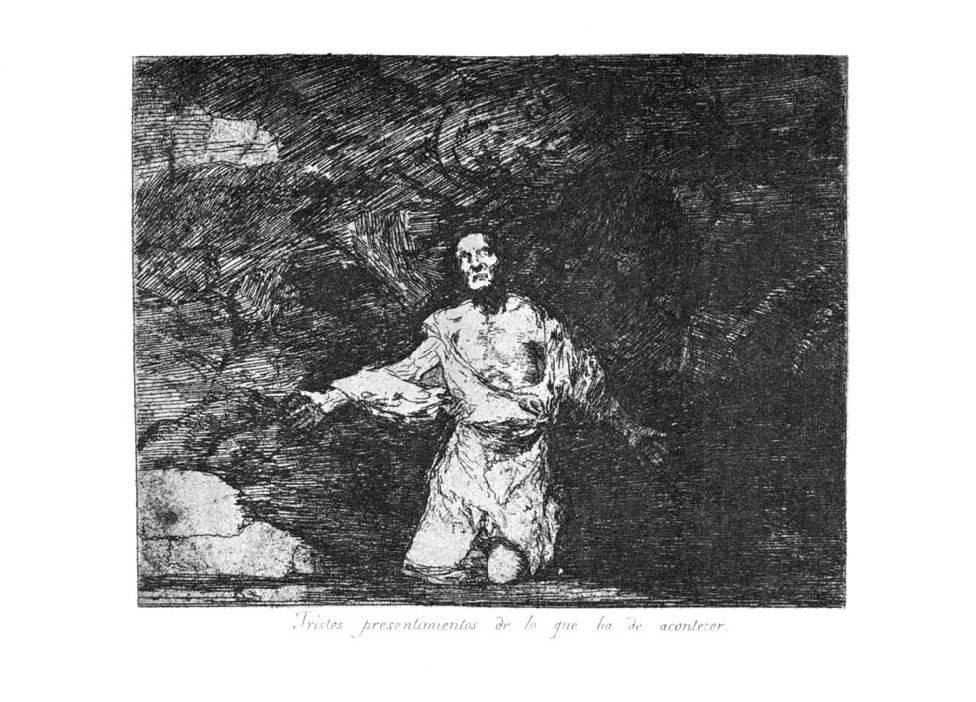
Передчуття небачених катастроф
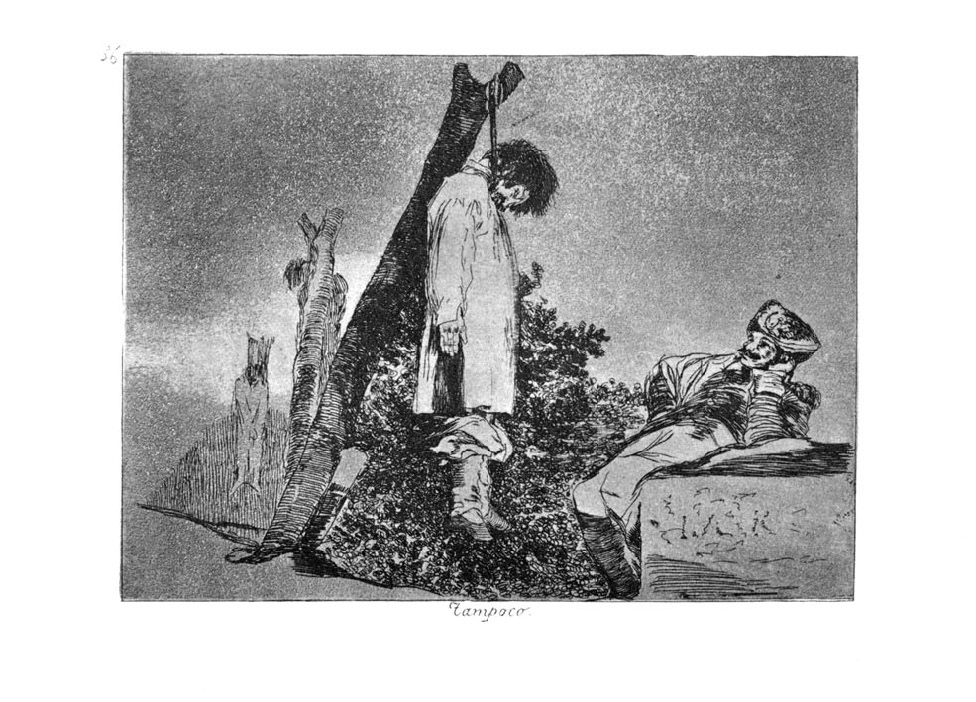
Аркуш № 36
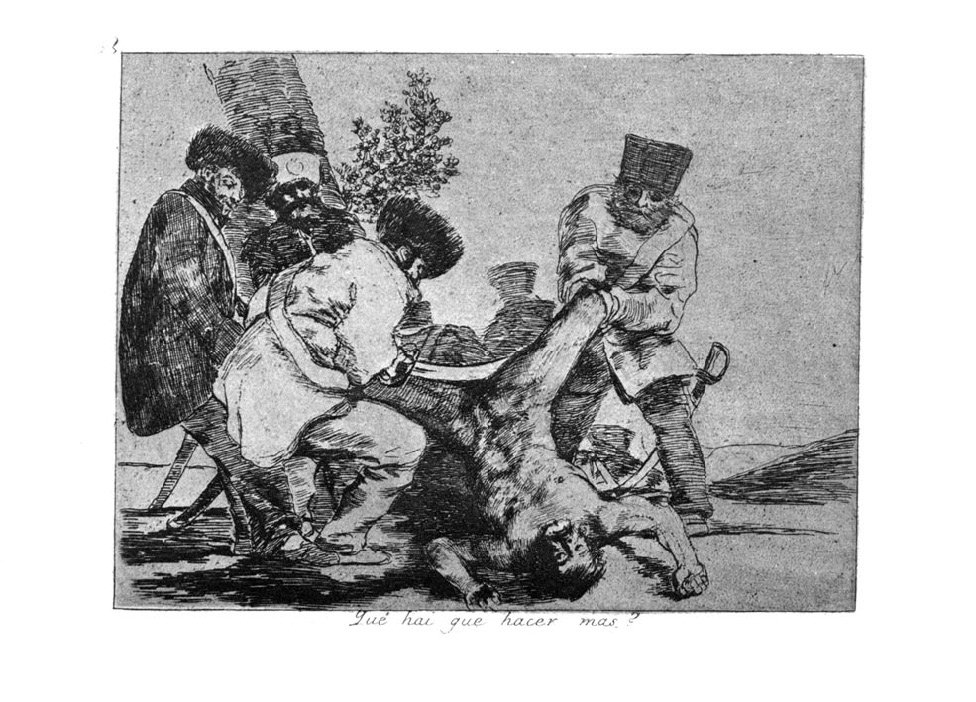
Аркуш № 33. Злочини війни
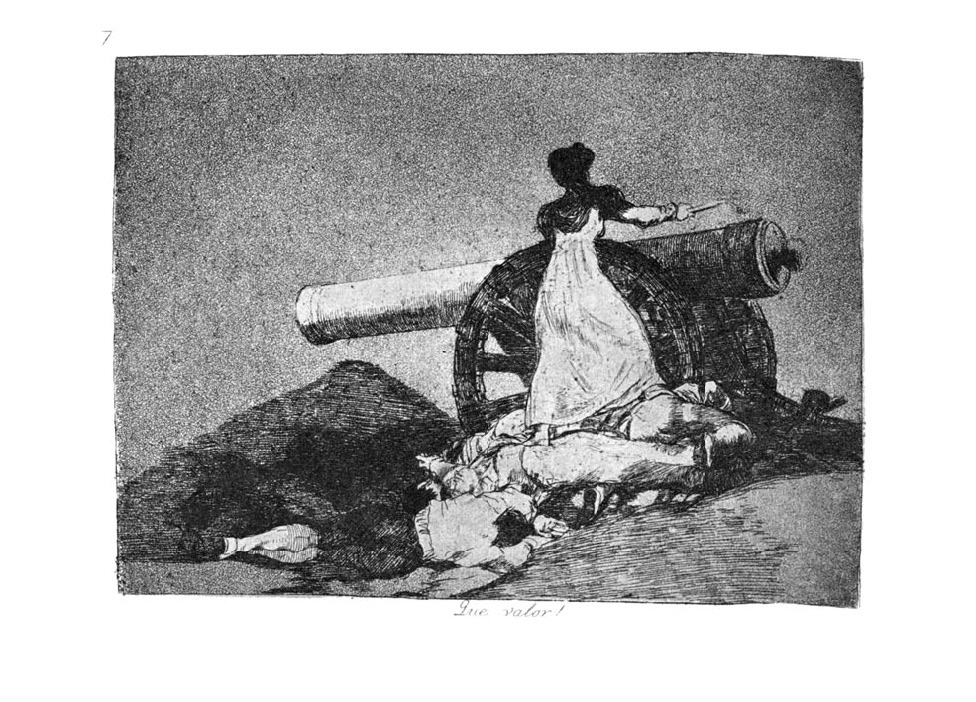
Аркуш № 7. Яка мужність !
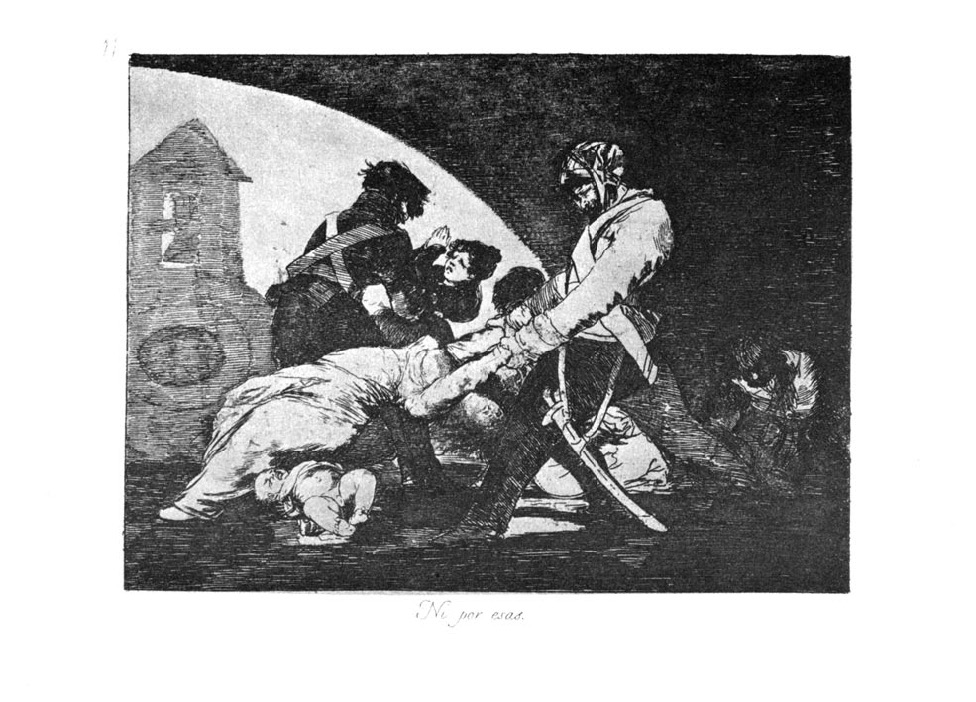
Аркуш № 11.Французи ґвалтують іспанських жінок
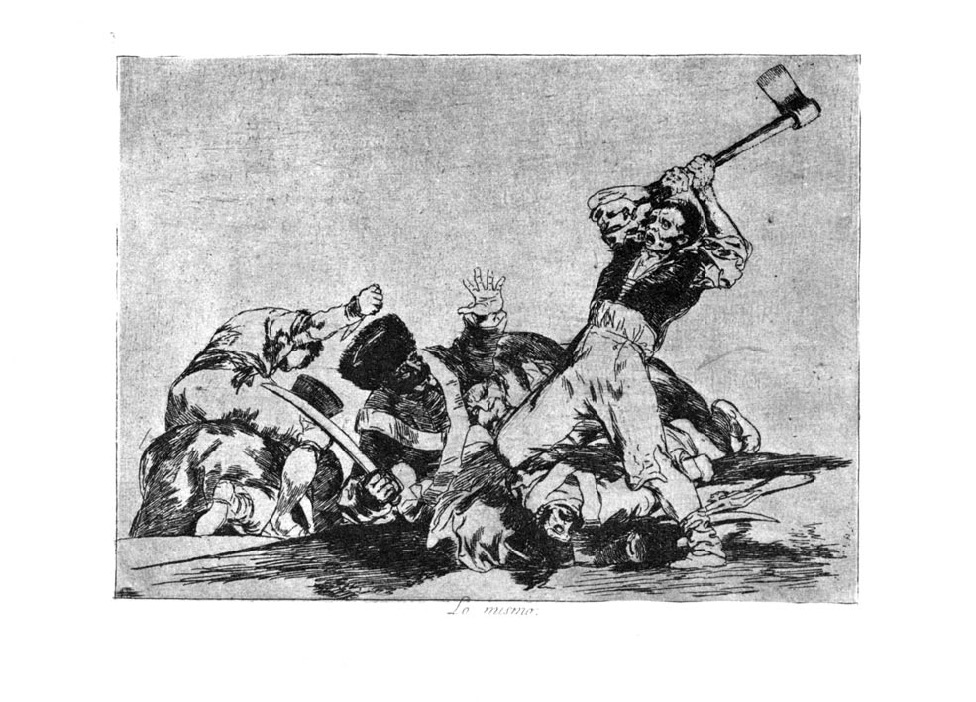
Аркуш № 3
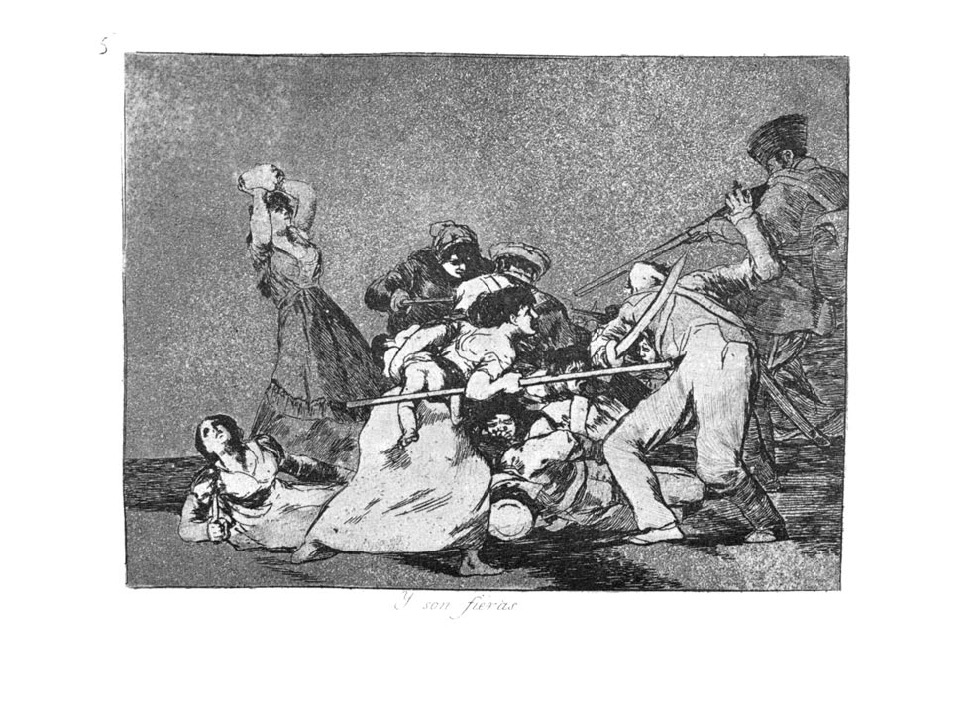
Аркуш № 5. Наче дикі звірі.
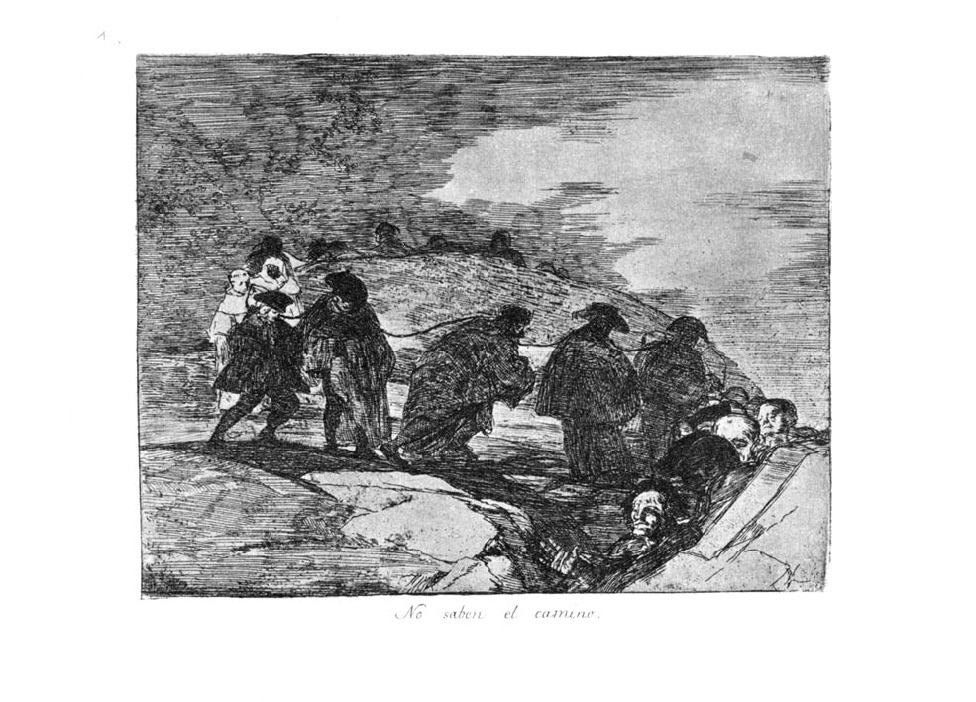
Аркуш № 70.Вони не знають шляху

## Друкована графіка Мексики
Невеликий відділ друкованої графіки Мексики цілком сформовано лише в 20 столітті. Створенню відділа цілком сприяли політичні, а не художні уподобання комуністичного уряду СРСР, який пильно відстежував політичні процеси в Латинській Америці і намагався активно на них впливати. Цілком це вдалося на острові Куба, а не в Мексиці. Але комуністичний уряд СРСР таки надав Сталінську премію «За зміцнення миру між народами» мексиканцю Еріберто Хара. Було проведено і декілька виставок мистецтва далекої від СРСР країни, серед яких і «Твори Майстерні народної графіки» з Мексики. Почесне місце на виставці посідала друкована графіка Леопольдо Мендеса, учасника «Ліги революційних письменників і художників» та твори П. О'Хиггинса, котрий відвідав СРСР (останній з майстрів робив літографії).
Але твори «Ліги революційних письменників і художників» цікаві не тільки як сторінки історії мексиканської революції, а і як яскраві зразки національного графічного мистецтва, особливо, монументальна мексиканська гравюра та літографія, схожа на звичний плакат.
Засновниками товариства «Майстерня народної графіки» 1937 року були художники-графіки Леопольдо Мендес (1902—1969), Пабло О'Хиггинс (1904—1983) та Луіс Ареналь Бастар (1909—1985).
Майстерня прийшла на зміну розпущеної урядом Ліги революційної літератури і мистецтва, але зберегла зацікавленість до соціально-політичних проблем. Митці майстерні зберігали ідейні настанови мексиканської революції, а їх твори висвітлювали проблеми найбільш пригноблених і знедолених класів мексиканського суспільства.
Це було створення друкованої графіки відразу великого розміру. Ця продукція відкидала трудоміські репродукційні засоби поліграфії, кольоровість, засоби фотомеханіки. Натомість в графіці «Ліги революційних письменників і художників» присутні політичні теми і вкрай пристрасний показ народного повстання, злиднів, жахів громадянської війни, партизанського побуту, сцен розстрілів, жертв і палких сподівань на майбутнє.
Твори графіків Мексики та Куби придбав Союз радянських художників СРСР і передав у подарунок Державному Ермітажу.

## Друкована графіка Російської імперії

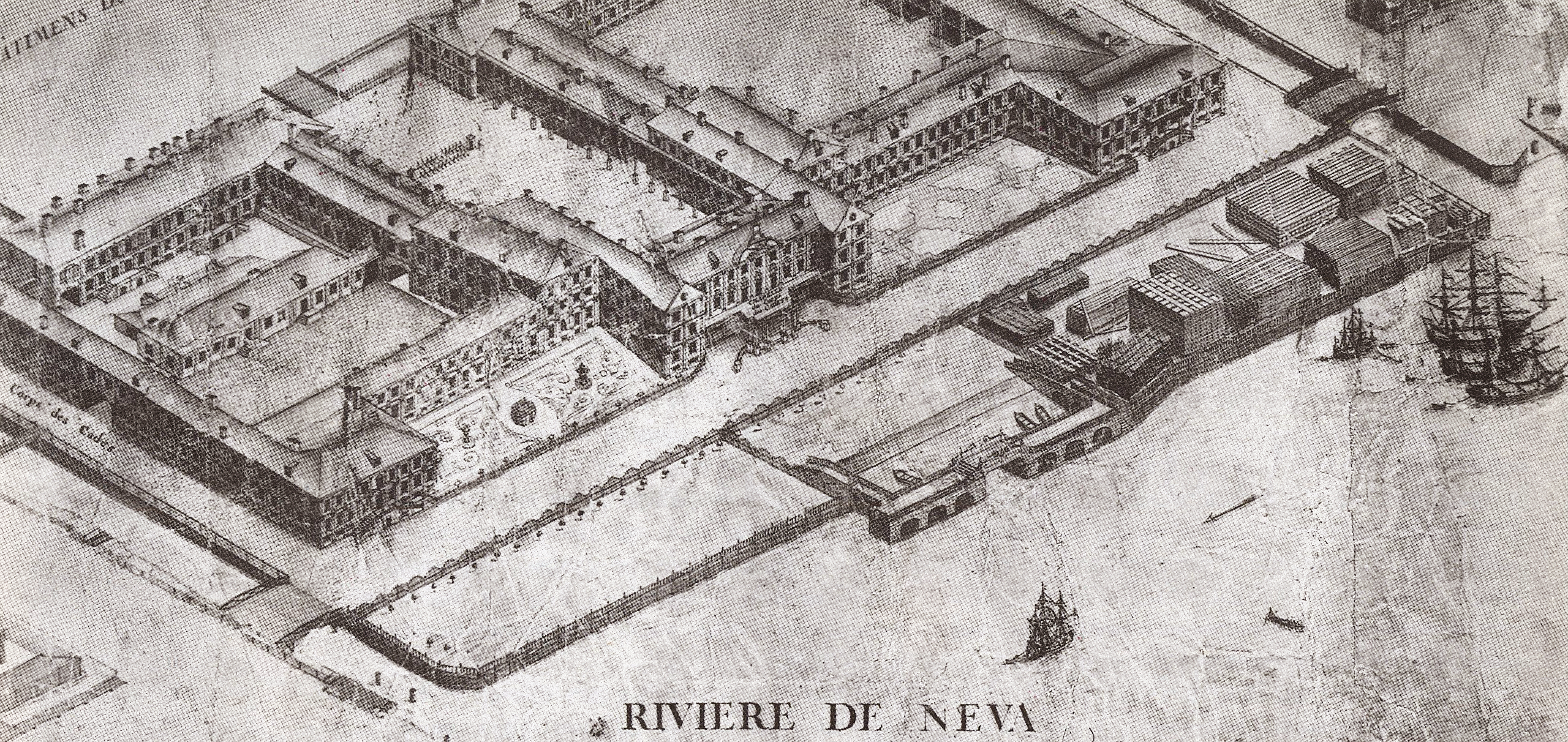
Меншиковський палац в Петербурзі станом на 1767 рік

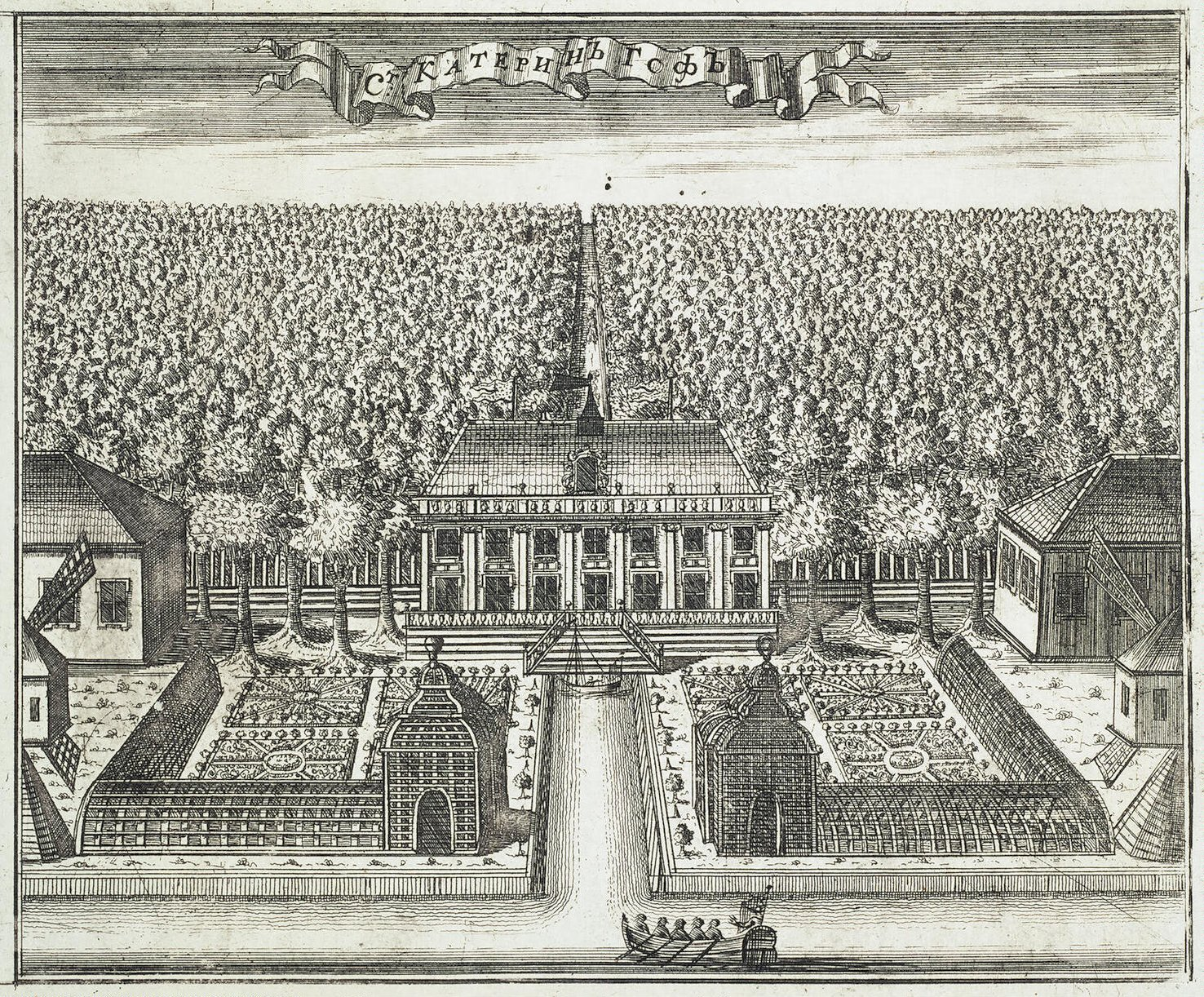
Палац і сад Катерингоф

Друкована графіка доби Російської імперії в Ермітажі досить повна і сперечається за повнотою та якістю зі збірками Державного історичного музею, Державного Російського музею, Музею образотворчих мистецтв імені Пушкіна. Хронологічно колекція охоплює період з кінця 17 ст. до кінця 1917 р. Імператорський Ермітаж вже мав власну збірку російських офортів, гравюр і літографій, коли 1851 р. закладу передав збірку друкованої графіки російських майстрів колекціонер П. Ф. Карабанов (2 000 зразків). Кабінет естампів роками очолювали російські художники-графіки Г. І. Скородумов, Н. І. Уткін, Ф. І. Іордан. Всі діяльно сприяли поповненню збірок.

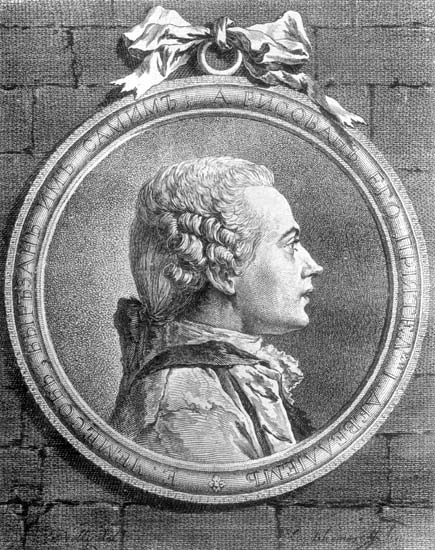
Євграф Чемесов. «Автопрортрет»
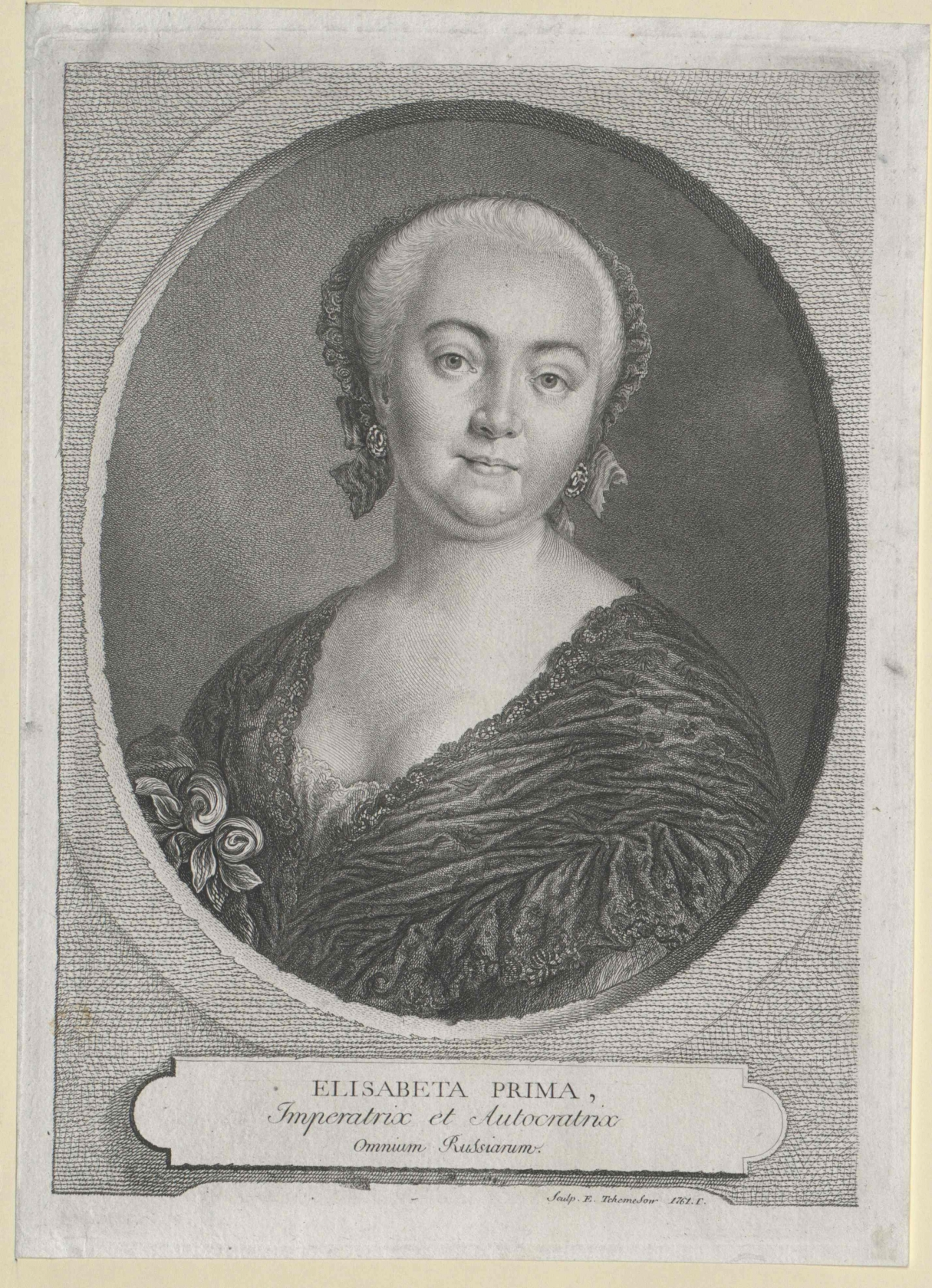
Євграф Чемесов. «Імператриця Єлизавета Петрівна»
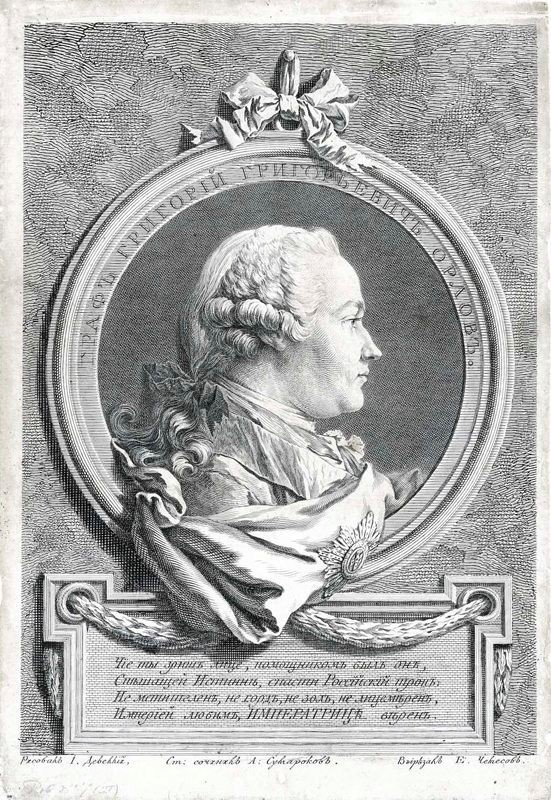
Євграф Чемесов. «Григорій Орлов»
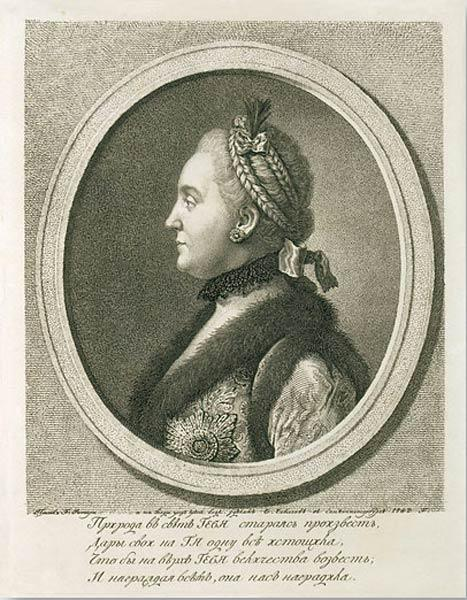
Євграф Чемесов. «Катерина II»

У 20 столітті збірка мала досить повну колекцію як творів початку і середини 18 ст., так і колекцію російських портретів-гравюр, важливого для істориків іконографічного матеріалу. Рідкісними зразками представлені твори О. Зубова, А. Ростовцева, А. Шхонебека. Характерна особливість доби — коронаційні альбоми гравюр 1730—1744 рр. розфарбовані вручну альбоми з планами і краєвидами Санкт-Петербурга, твори І. Берсенєва, Е. Чемесова, Г. Качалова, І. Соколова. Етап ранньої російської літографії представляють твори О. Кіпренського, К Кампельна, О. Орловського. Особливий розділ збірки — патріотична карікатура років війни з наполеонівською Францією. В тематичному плані в збірці добре представлені як портрети, так і пейзажі, краєвиди міст і сіл, релігійні і побутові композиції з відомих картин, лубок майже за 200 років його історії.
Яскраву сторінку піднесення графічного мистецтва Росії репрезентують твори товариства «Світ мистецтва», особливо його першого періоду. Практично всі майстри періоду плідно займались друкованою графікою і звертались до неї, створюючи поштівки, станкові гравюри, портрети— літографії, обкладинки журналів і їх заставки, кінцівки, нарешті — афіші і календарі (афіші В. Сєрова і Л. Бакста, поштівки О. М. Бенуа та М. Добужинського, портрети—літографії Бакста і Мате, численні гравюри А. Остроумової-Лебедєвої, календарі К. Сомова, книжкова графіка О. М. Бенуа, К. Сомова тощо).

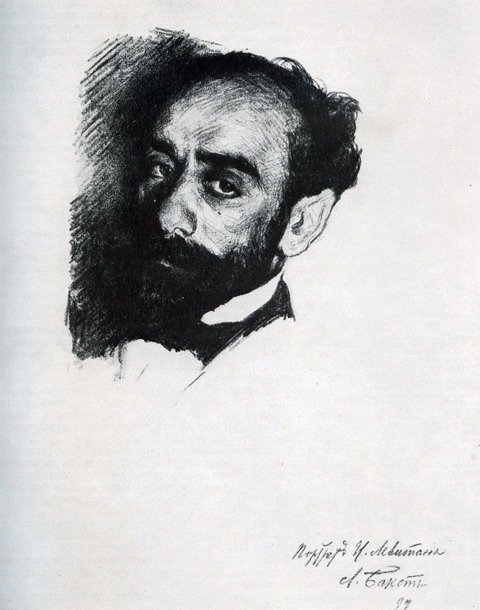
Леон Бакст, «Художник І. Левітан», літографія 1899 р.
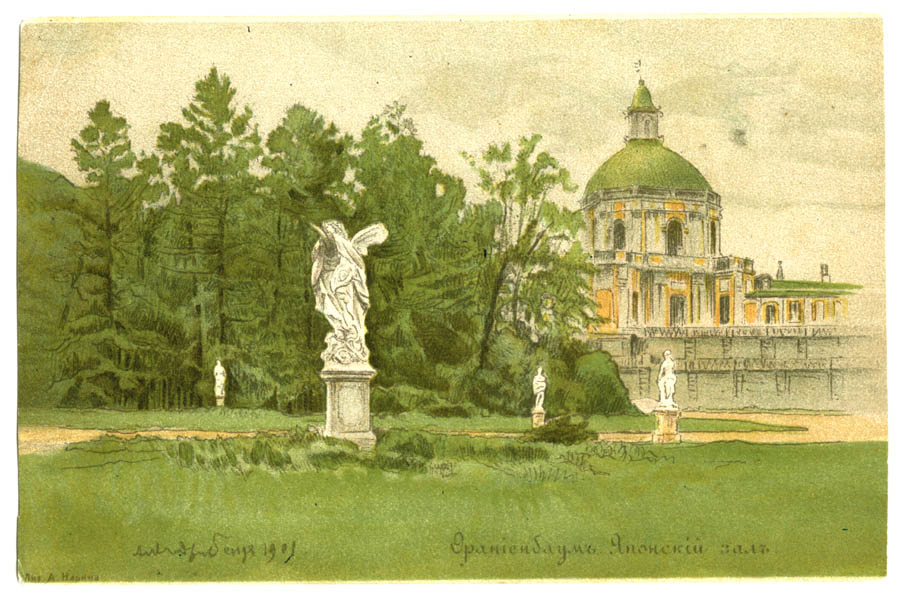
Олександр Бенуа. Японський павільйон Меншиковського палацу, Оранієнбаум, 1901 р.
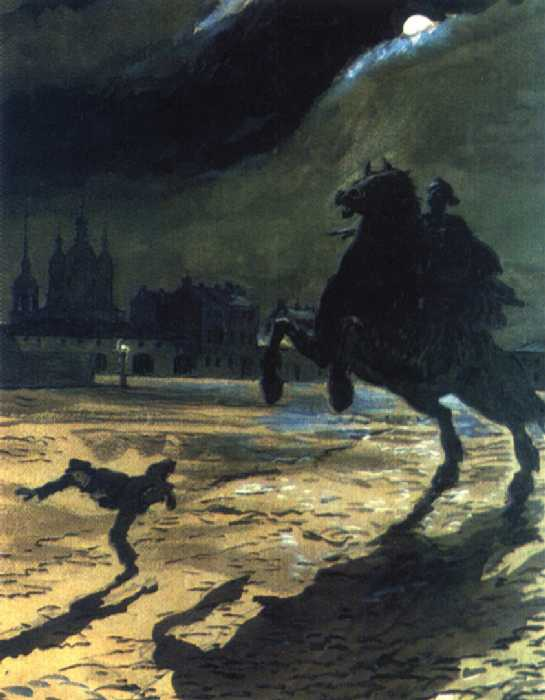
Олександр Бенуа. Світлина до поеми Пушкіна «Мідний вершник», 1905 р.
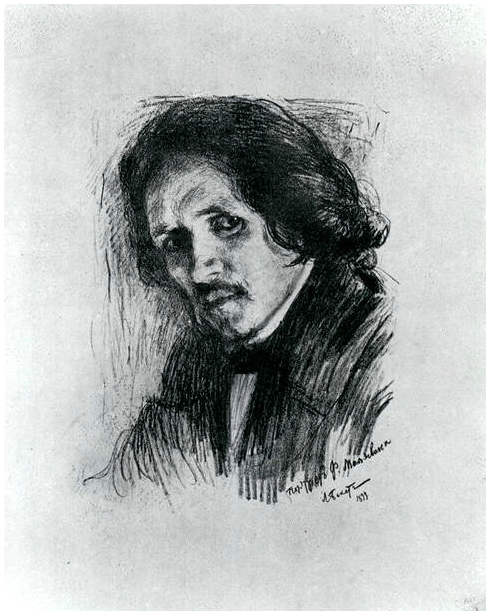
Леон Бакст. «Портрет Філіпа Малявіна», літографія 1899 р.

## Екслібриси в збірці

Бібліотека відділу старожитностей Імператорського Ермітажу, екслібрис
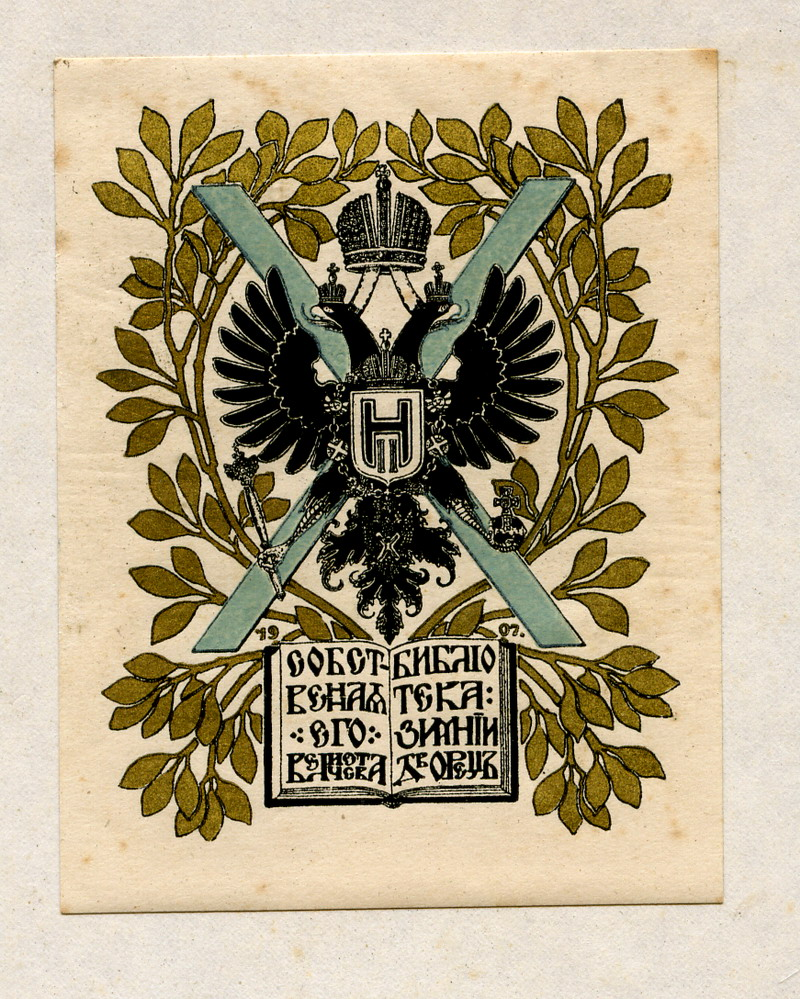
Худ. барон Арміній Євгенович фон Фелькерзам (1864-1918). Екслібрис Бібліотеки Зимового палацу 1907 р.
Імператорська Ермітажна іноземна бібліотека, екслібрис

Екслібриси в музейній збірці Ермітажу неповні, позаяк музейна колекція висвітлює розвиток друкованої графіки, де екслібрис лише один з її різновидів. Бурхливий розквіт зацікавленості в створенні екслібрисів наприкінці 19 і в 20 ст. в країнах Америки (Сполучені Штати, Канада, Мексика), Австралії і Західної Європи та обмежені придбання музею і обумовили нерівнозначність збірок. Переважають екслібриси доби Росії початкового капіталізму до 1917 р. та років СРСР (Євген Голяховський, екслібрис Ермітажу, 1964 рік).

## Джерела

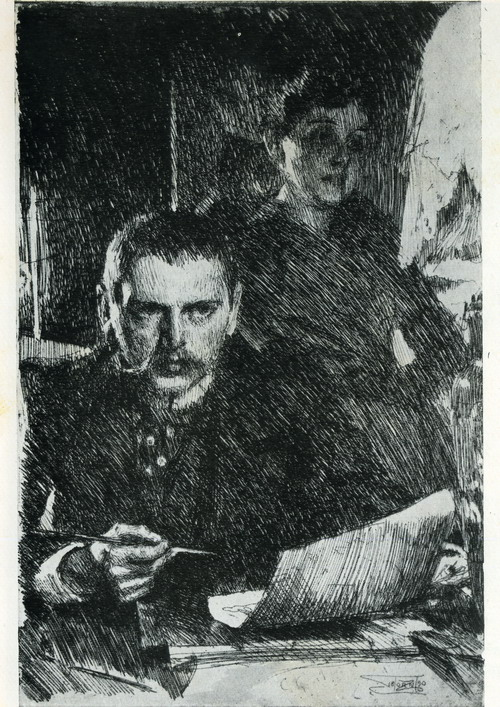
Андерс Цорн. «Автопортрет з дружиною», офорт.